# Liste der Biografien/Chr
Liste der Biografien |
Portal Biografien |
Personensuche
# |
A |
B |
C |
D |
E |
F |
G |
H |
I |
J |
K |
L |
M |
N |
O |
P |
Q |
R |
S |
T |
U |
V |
W |
X |
Y |
Z |
?
 
Ca |
Cb |
Cc |
Ce |
Ch |
Ci |
Cj |
Ck |
Cl |
Cm |
Cn |
Co |
Cr |
Cs |
Ct |
Cu |
Cv |
Cw |
Cy |
Cz
 
Cha |
Chb |
Che |
Chh |
Chi |
Chk |
Chl |
Chm |
Chn |
Cho |
Chr |
Cht |
Chu |
Chv |
Chw |
Chy
Die Liste der Biografien führt alle Personen auf, die in der deutschsprachigen Wikipedia einen Artikel haben. Dieses ist eine Teilliste mit 1227 Einträgen von Personen, deren Namen mit den Buchstaben „Chr“ beginnt.

## Chr

### Chra
- Chrabat, Gregor, deutscher Mediziner, Medizinprofessor und Rektor der Universität Frankfurt (Oder)
- Chrabot, Matt (* 1983), US-amerikanischer Triathlet
- Chrabr, Mönch, bulgarischer Mönch
- Chrabrowizki, Daniil Jakowlewitsch (1923–1980), russischer Drehbuchautor und Filmregisseur
- Chrabzow, Konstantin Leonidowitsch (* 1958), sowjetischer Radrennfahrer
- Chraïbi, Aboubakr (* 1962), marokkanisch-französischer Philologe, Hochschullehrer und Schriftsteller
- Chraïbi, Driss (1926–2007), marokkanischer Autor
- Chralowitsch, Barys (* 1936), sowjetisch-belarussischer Geher
- Chram († 560), merowingischer Unterkönig
- Chramnelenus, fränkischer Adeliger, Dux der Pagi Ultrajoranus und Scodingorum
- Chramosta, Jan (* 1990), tschechischer Fußballspieler
- Chramostová, Vlasta (1926–2019), tschechische Schauspielerin
- Chramow, Andrei Michailowitsch (* 1981), russischer Orientierungsläufer
- Chramuschin, Andrei (* 1978), kasachischer Biathlet
- Chramzow, Maxim Sergejewitsch (* 1998), russischer Taekwondoin
- Chramzowa, Jekaterina Michailowna (* 1991), russische Skilangläuferin
- Chrapánová, Martina (* 1989), slowakische Biathletin
- Chrapaty, Anatoli (1962–2008), kasachischer Gewichtheber
- Chrapek, Jan (1948–2001), polnischer Priester, Bischof von Radom, Weihbischof in Drohiczyn
- Chrapek, Karolina (* 1990), polnische Skirennläuferin
- Chrapek, Krzysztof (* 1985), polnischer Fußballspieler
- Chrapkowski, Piotr (* 1988), polnischer Handballspieler
- Chrappan, Peter (* 1984), slowakischer Fußballspieler
- Chrapunow, Wiktor (* 1948), kasachischer Politiker
- Chrastek, Eduard (1913–1988), österreichischer Widerstandskämpfer und Bezirksfunktionär der SPÖ
- Chratschow, Murat Petrowitsch (* 1983), russischer Boxer

### Chre
- Chree, Charles (1860–1928), britischer Astronom und Physiker
- Chreim Ata, Ghada, libanesische Dozentin und Politikerin
- Chrel, Engelmar († 1422), salzburgischer Geistlicher, zunächst Koadjutor, dann Bischof von Chiemsee, Offizial und Generalvikar des Erzbistums Salzburg (1398–1399)
- Chremon († 403 v. Chr.), athenischer Politiker
- Chremonides, athenischer Politiker und ptolemäischer Flottenkommandant
- Chrenin, Wiktar (* 1971), belarussischer Generalleutnant und Verteidigungsminister
- Chrenko, Helma (1938–2022), deutsche Historikerin
- Chrenkow, Nikolai Nikolajewitsch (1984–2014), russischer Bobanschieber
- Chrennikow, Eduard Alexandrowitsch (* 1973), russischer Ski-Orientierungsläufer
- Chrennikow, Sergei Alexandrowitsch (1872–1929), russisch-sowjetischer Ingenieur
- Chrennikow, Tichon Nikolajewitsch (1913–2007), russischer Komponist
- Chrenow, Konstantin Konstantinowitsch (1894–1984), russischer Metallurg, Schweißpionier und Hochschullehrer
- Chreptowicz, Joachim Litawor (1729–1812), polnischer Schriftsteller und Politiker
- Chrestensen, Niels Lund (1840–1914), dänischer Gärtner und Unternehmer
- Chrestensen, Niels Lund (1940–2025), deutscher Diplomgärtner und Manager
- Chrestien, Florent (1540–1596), französischer Humanist, Altphilologe, Schriftsteller und Übersetzer
- Chrétien de Troyes, altfranzösischer DichterChrétien de Troyes

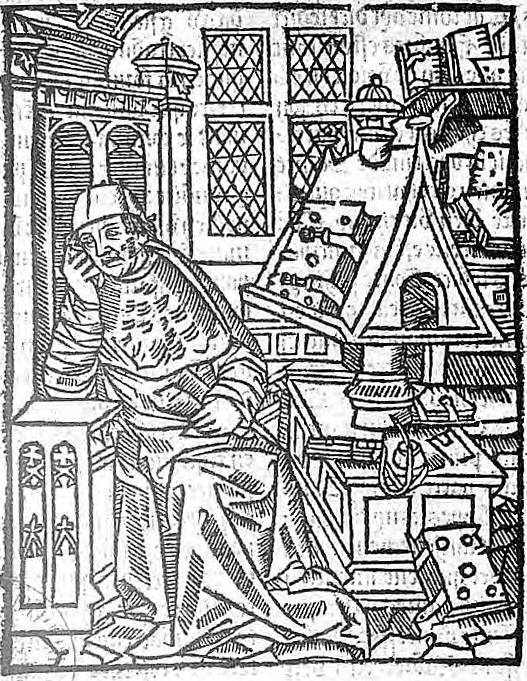
Chrétien de Troyes

- Chrétien, Gilles-Louis (1754–1811), Erfinder des Physionotrace
- Chrétien, Henri (1879–1956), französischer Astronom, Optiker und Erfinder
- Chrétien, Jean (* 1934), kanadischer Politiker
- Chrétien, Jean-Loup (* 1938), französischer Raumfahrer (Spationaut) und Testpilot
- Chrétien, Michaël (* 1984), französisch-marokkanischer Fußballspieler
- Chrétien, Nicolas, französischer barocker Schriftsteller und Dramatiker

### Chri

#### Chrib
- Chríbik, Peter (* 1999), slowakischer Fußballspieler

#### Chrim
- Chrimjan, Mkrtitsch (1820–1907), armenischer Kirchenführer, Publizist und Schriftsteller

#### Chrin
- Chrintz, Valter (* 2000), schwedischer Handballspieler

#### Chrip
- Chriplowitsch, Iossif Benzionowitsch (1937–2024), russischer theoretischer Physiker
- Chripta, Andrij (* 1986), ukrainischer Straßenradrennfahrer
- Chripunow, Igor Alexandrowitsch (* 1980), russischer Schauspieler

#### Chriq
- Chriqui, Emmanuelle (* 1975), kanadische SchauspielerinEmmanuelle Chriqui (* 1975)

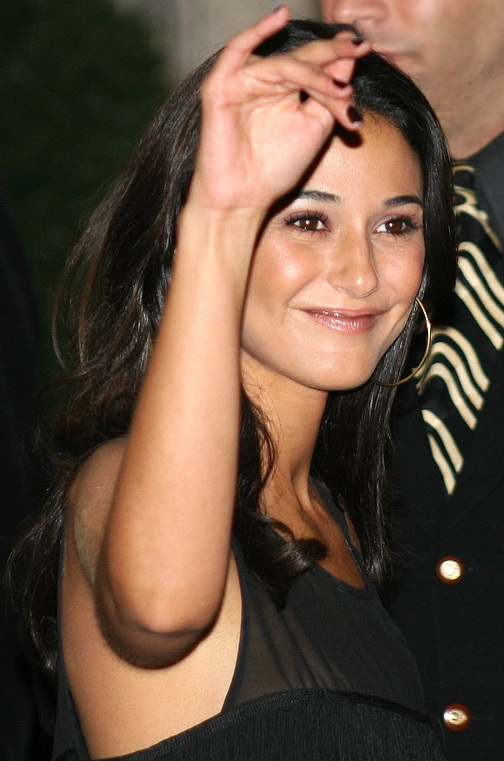
Emmanuelle Chriqui (* 1975)

#### Chris
- Chris (* 1978), brasilianischer Fußballspieler
- Chris Classic, US-amerikanischer Rapper

##### Chrisa
- Chrisafis, Chris (* 1946), US-amerikanischer Filmproduzent
- Chrisander, Nils (1884–1947), schwedischer Schauspieler und Filmregisseur
- Chrisantus, Macauley (* 1990), nigerianischer Fußballspieler

##### Chrise
- Chrisette Michele (* 1982), US-amerikanische R&B-Sängerin

##### Chrism
- Chrisman, James (1818–1881), US-amerikanischer Politiker
- Chrismann, Philipp Neri (1751–1810), deutscher Ordensgeistlicher, Franziskaner, Fundamentaltheologe
- Chrismar, Josef von († 1875), deutscher Verwaltungsbeamter

##### Chrisn
- Chrisnanta, Danny Bawa (* 1988), singapurischer Badmintonspieler indonesischer Herkunft

##### Chrisp
- Chrispa (* 1982), griechische Sängerin

##### Chriss
- Chriss, John, US-amerikanischer Schauspieler, Filmproduzent und Drehbuchautor
- Chriss, Marquese (* 1997), US-amerikanischer Basketballspieler

##### Christ
- Christ Trump, Elizabeth (1880–1966), deutsch-amerikanische UnternehmerinElizabeth Christ Trump (1880–1966)

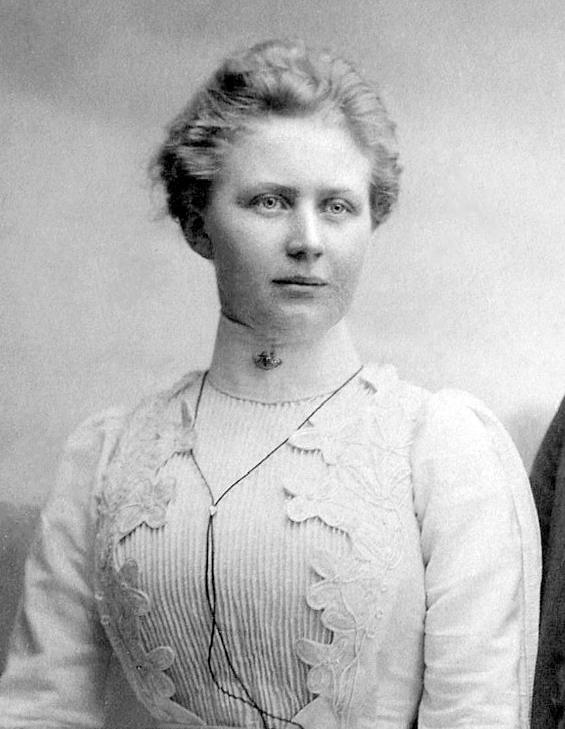
Elizabeth Christ Trump (1880–1966)

- Christ, Adam (1856–1881), deutscher Bildhauer
- Christ, Adolf (1807–1877), Schweizer Politiker
- Christ, Alfred (1865–1928), Schweizer Arzt, Philanthrop, Gründer des Sanatoriums Erzenberg in Langenbruck.
- Christ, Aloys (1910–1998), römisch-katholischer Priester und Ordensoberer
- Christ, Andreas (* 1981), deutscher Schauspieler
- Christ, Angela (* 1989), niederländische Fußballtorhüterin
- Christ, Anton (1800–1880), badischer Jurist und Politiker
- Christ, Barbara (* 1962), deutsche Übersetzerin
- Christ, Bernhard (* 1942), Schweizer Anwalt, Notar und Politiker
- Christ, Bodo (1941–2016), deutscher Mediziner und Hochschullehrer
- Christ, Chenoa (* 2000), deutsche Beachvolleyballspielerin
- Christ, Christin (* 1989), deutsche Politikerin (CDU)
- Christ, Dorothea (1921–2009), Schweizer Kunsthistorikerin, Kunstkritikerin und Autorin
- Christ, Eduard (1885–1965), deutscher Bankmanager
- Christ, Eloi (* 2002), deutscher Schauspieler
- Christ, Emanuel (* 1970), Schweizer ArchitektEmanuel Christ (* 1970)

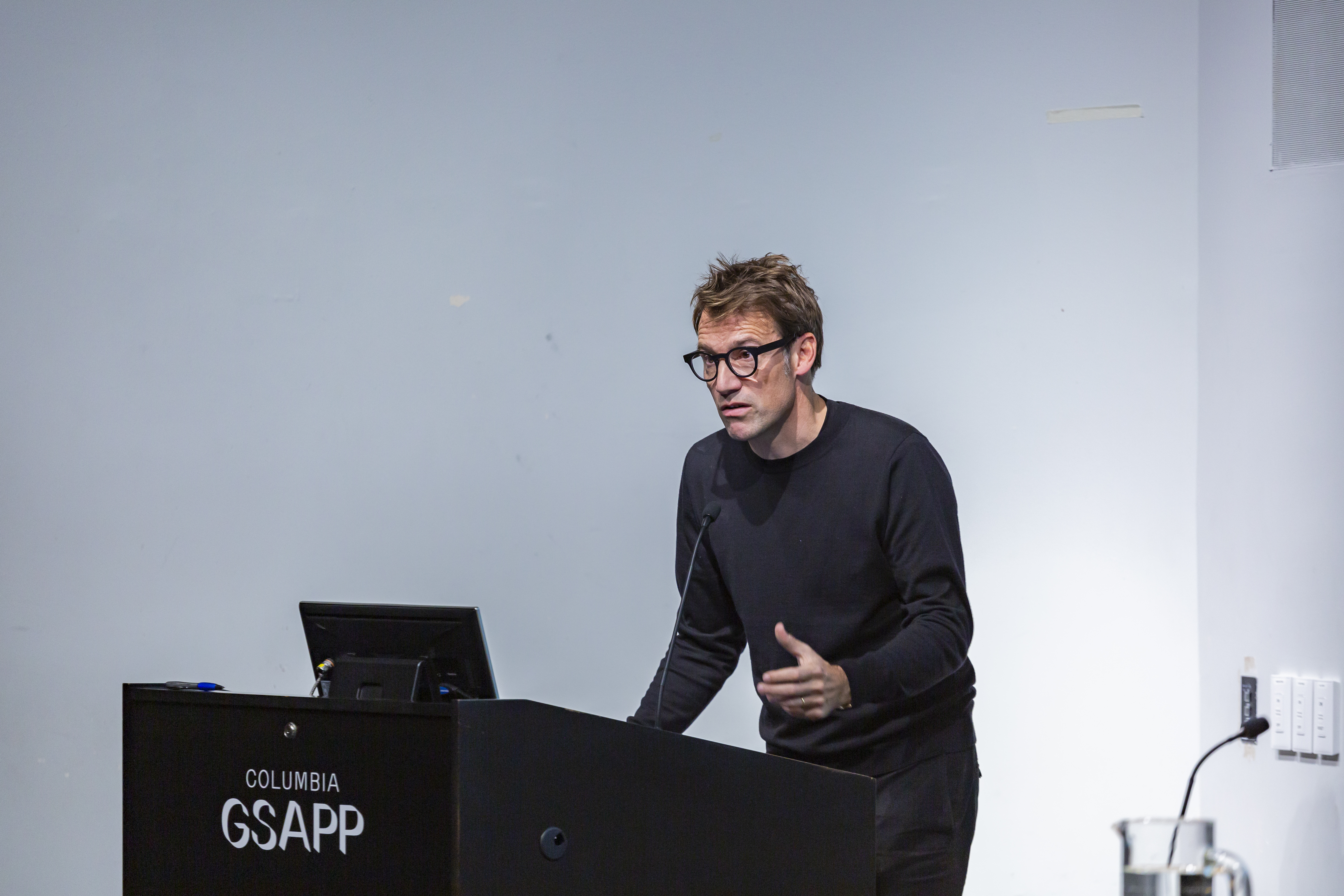
Emanuel Christ (* 1970)

- Christ, F. Michael (* 1955), US-amerikanischer Mathematiker
- Christ, Fritz (1866–1906), deutscher Bildhauer, Medailleur und Alpinist
- Christ, Gottlieb Paul (1707–1786), deutscher Geschichtsschreiber, Regierungsrat, Lehrer und Bibliothekar
- Christ, Grégory (* 1982), französischer Fußballspieler
- Christ, Günter (1929–2018), deutscher Historiker und Hochschullehrer
- Christ, Gustav (1845–1918), badischer Jurist und Heimatgeschichtler
- Christ, Hans (1884–1978), deutscher Kunsthistoriker und Hochschullehrer
- Christ, Hans (* 1958), österreichischer Tierarzt und Autor
- Christ, Harald (* 1972), deutscher UnternehmerHarald Christ (* 1972)

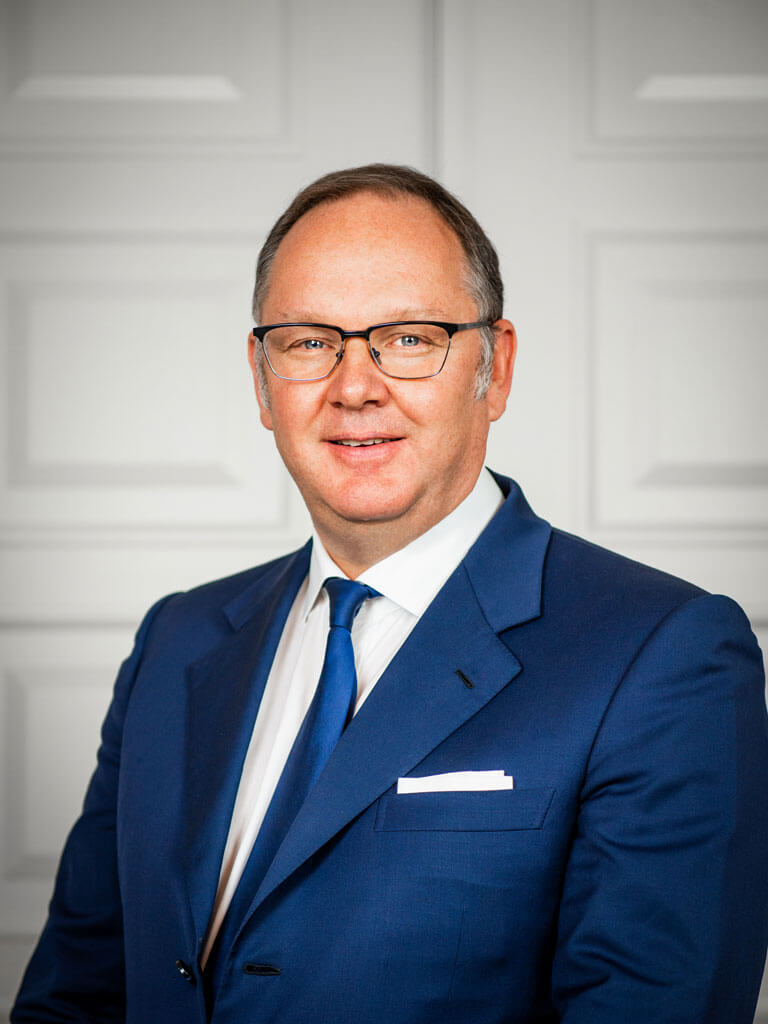
Harald Christ (* 1972)

- Christ, Herbert (1929–2011), deutscher Romanist und Fremdsprachendidaktiker
- Christ, Herbert (* 1941), deutscher Politiker (FDP), MdB
- Christ, Herbert (* 1942), deutscher Jazzmusiker (Trompete, Kornett, Gesang)
- Christ, Hermann (1833–1933), Schweizer Jurist und Botaniker
- Christ, Hubertus (1936–2016), deutscher Ingenieur und Manager
- Christ, Irene (* 1966), deutsche Schauspielerin, Regisseurin und Schauspieldozentin
- Christ, Jakob (1926–2008), Schweizer Psychiater
- Christ, Jan (1934–2025), deutscher Schriftsteller
- Christ, Jerzy (* 1958), polnisch-deutscher Eishockeyspieler
- Christ, Johann Alexander (1648–1707), sächsischer Jurist und Bürgermeister von Leipzig
- Christ, Johann Friedrich († 1756), deutscher Archäologe und Kunstwissenschaftler
- Christ, Johann Ludwig (1739–1813), deutscher Pfarrer, Obstbauexperte und Insektenkundler
- Christ, Johann Theobald (1777–1841), deutscher Arzt und Stifter
- Christ, Johannes (1855–1902), deutscher Major
- Christ, Johannes Franciscus (1790–1845), niederländischer Landschaftsmaler, Radierer und Aquarellist
- Christ, Josef (1917–1995), deutscher Bildhauer
- Christ, Josef (* 1939), deutscher Fußballspieler
- Christ, Josef (* 1956), deutscher Jurist, Richter des Bundesverfassungsgerichts
- Christ, Joseph Anton (1744–1823), österreichischer Sänger und Schauspieler
- Christ, Julius (* 1999), deutscher Ruderer
- Christ, Kali (* 1991), kanadische Eisschnellläuferin
- Christ, Karl (1841–1927), deutscher Heimatforscher und Privatgelehrter
- Christ, Karl (1878–1943), deutscher Bibliothekar, Romanist und Philologe
- Christ, Karl (1923–2008), deutscher Althistoriker
- Christ, Katja (* 1972), Schweizer PolitikerinKatja Christ (* 1972)

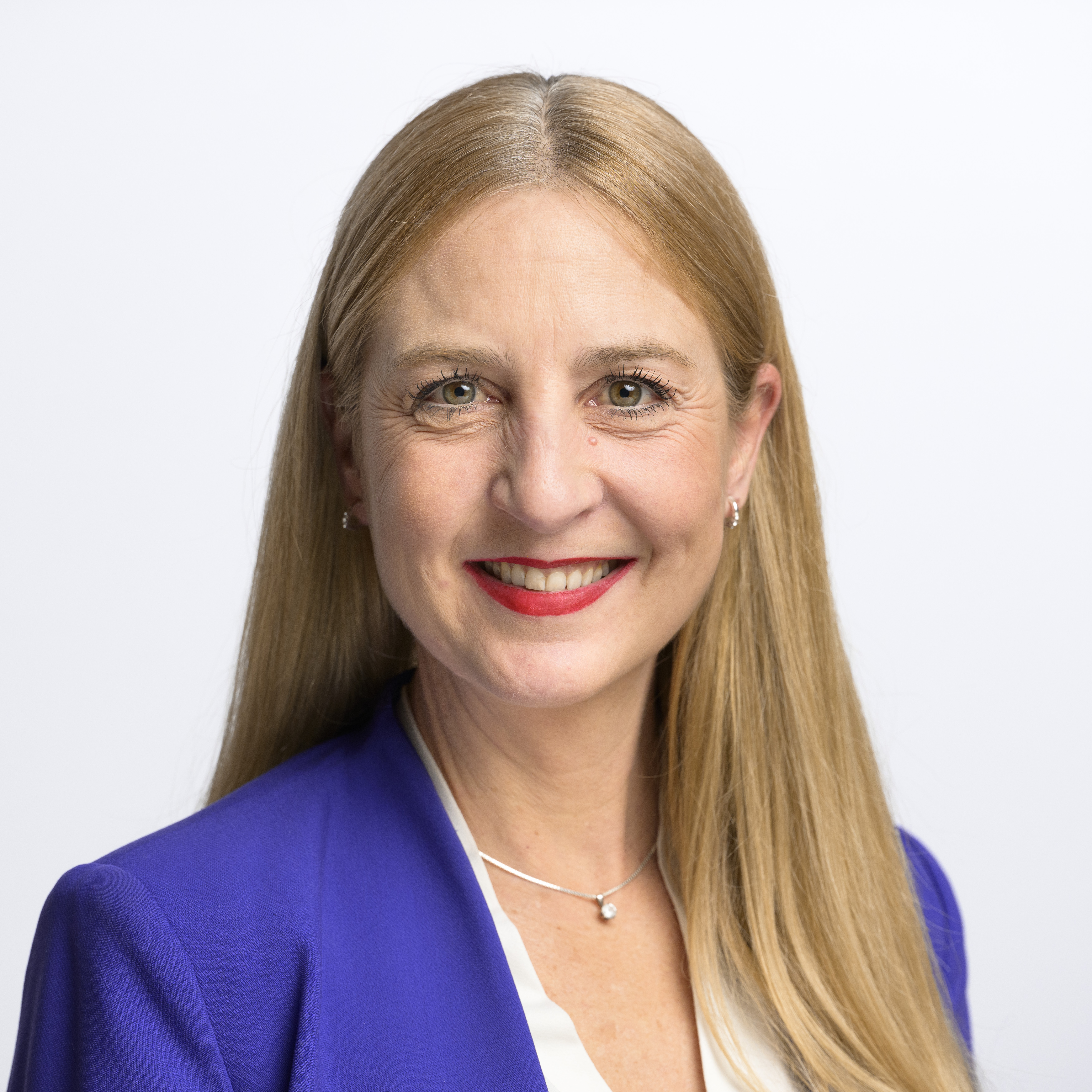
Katja Christ (* 1972)

- Christ, Kurt (* 1955), deutscher Philosoph, Autor und Sänger
- Christ, Lena (1881–1920), deutsche SchriftstellerinLena Christ (1881–1920)

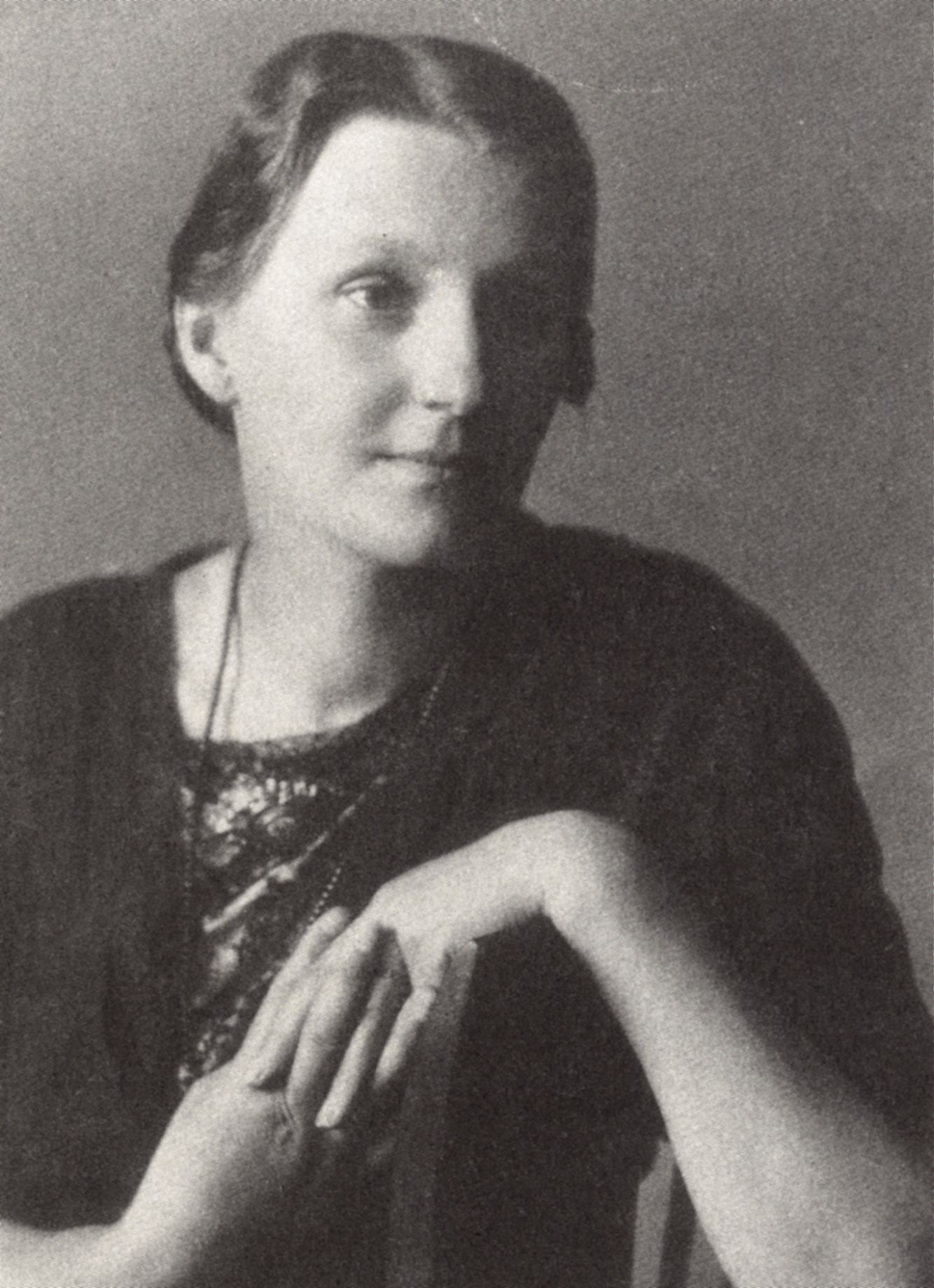
Lena Christ (1881–1920)

- Christ, Liesel (1919–1996), deutsche Volksschauspielerin
- Christ, Lisa (* 1991), Schweizer Slam-Poetin und Autorin
- Christ, Ludwig (1791–1876), Schweizer Jurist, Militär und Schriftsteller
- Christ, Ludwig (1847–1920), österreichischer Politiker
- Christ, Ludwig (1900–1938), Oberbürgermeister von Trier
- Christ, Lukas (1881–1958), Schweizer evangelischer Geistlicher
- Christ, Manfred (1940–2020), deutscher Politiker (CSU), MdL
- Christ, Marco (* 1980), deutscher Fußballspieler
- Christ, Martin Alfred (1900–1979), Schweizer Maler, Zeichner, Grafiker und Kunstpädagoge
- Christ, Michael (* 1989), deutscher Eishockeyspieler
- Christ, Michaela (* 1966), deutsche Sängerin und Textdichterin
- Christ, Nico (* 1981), deutscher Tischtennisspieler
- Christ, Norman (* 1943), US-amerikanischer Physiker
- Christ, Oliver, deutscher Psychologe
- Christ, Paul (1836–1908), Schweizer reformierter Pfarrer und Theologe
- Christ, Peter (* 1948), deutscher Journalist
- Christ, Philipp (1839–1913), Landtagsabgeordneter Großherzogtum Hessen
- Christ, Philipp (1867–1947), deutscher Politiker (Bauernpartei, DNVP), MdR
- Christ, Richard (1931–2013), deutscher Schriftsteller und Publizist
- Christ, Robert Balthasar (1904–1982), Schweizer Journalist und Schriftsteller
- Christ, Rudolf (1916–1982), österreichischer Opernsänger (Tenor)
- Christ, Sarah (* 1980), deutsch-australische Harfenistin
- Christ, Sebastian (* 1978), deutscher SchauspielerSebastian Christ (* 1978)

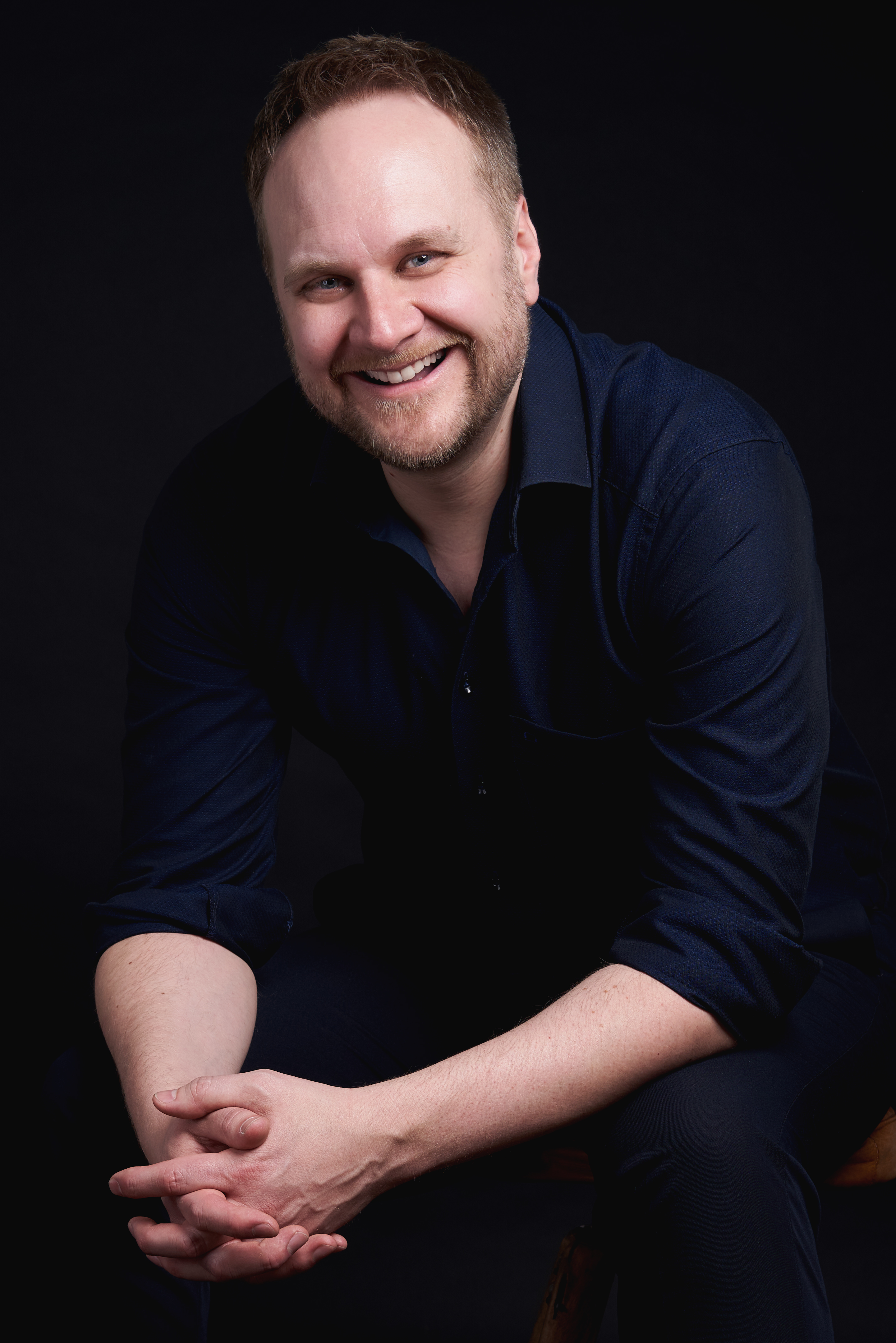
Sebastian Christ (* 1978)

- Christ, Sonja (* 1984), deutsche Ökonomin, Hochschullehrerin und Weinkönigin 2009/2010
- Christ, Stephan (* 1991), deutscher Politiker (Bündnis 90/Die Grünen)
- Christ, Sven (* 1973), Schweizer Fußballspieler und Fußballtrainer
- Christ, Thomas (* 1974), deutscher Musicaldarsteller und Stimmtrainer
- Christ, Tobias (* 1976), deutscher Fußballschiedsrichter
- Christ, Waldemar (1855–1921), preußischer Generalmajor
- Christ, Wilhelm von (1831–1906), deutscher klassischer Philologe
- Christ, Wolfgang (* 1951), deutscher Architekt und Stadtplaner
- Christ, Wolfram (* 1955), deutscher Bratschist und Dirigent
- Christ, Wolfram (* 1963), deutscher Filmemacher und Buchautor
- Christ-Iselin, Wilhelm (1853–1926), Schweizer Industrieller und Autor
- Christ-von Wedel, Christine (* 1948), deutsch-schweizerische Historikerin

###### Christa
- Christa, Emanuel (1874–1948), deutscher Geologe und Mineraloge
- Christa, Eva (1896–1970), deutsche Schauspielerin und Stummfilmregisseurin
- Christa, Josef (1877–1951), deutscher römisch-katholischer Pfarrer, Heimatforscher und Kunsthistoriker
- Christakakos, Georgios (* 1998), griechischer Speerwerfer
- Christakis-Zografos, Georgios (1863–1920), griechischer Außenminister und Präsident der Autonomen Republik Nordepirus
- Christaller, Erdmann Gottreich (1857–1922), deutscher Schriftsteller und evangelischer Pfarrer
- Christaller, Frida (1898–1991), deutsche Bildhauerin
- Christaller, Hanna (1872–1955), deutsche Autorin der Kolonialliteratur
- Christaller, Helene (1872–1953), deutsche Schriftstellerin
- Christaller, Johann Gottlieb (1827–1895), deutscher Missionar und Sprachforscher
- Christaller, Paul Gottfried (1860–1950), deutscher Esperantist
- Christaller, Thomas (* 1949), deutscher Informatiker und Hochschullehrer
- Christaller, Walter (1893–1969), deutscher Geograph
- Christalnick, Michael Gothard († 1595), Kärntner Humanist, Historiograf und Prediger
- Christalnigg, Alfred von (1820–1881), österreichischer Landwirt und Politiker, Landtagsabgeordneter
- Christalnigg, Lucy (1872–1914), Adelige Automobilistin und Philanthropin
- Christalnigg, Michael Balthasar von (1710–1768), Ordensgeistlicher, Fürstpropst von Berchtesgaden (1752–1768)
- Christandl, Otto (1909–1946), österreichischer Politiker (NSDAP), MdROtto Christandl (1909–1946)

Otto Christandl (1909–1946)

- Christanell, Linda (* 1939), österreichische Künstlerin
- Christange, Wilhelm (* 1868), deutscher Politiker (USPD, SPD), MdL
- Christanty, Linda (* 1970), indonesische Autorin und Journalistin
- Christanval, Philippe (* 1978), französischer Fußballspieler
- Christaud-Pipola, Jacques (* 1948), französischer Bobsportler

###### Christe
- Christe, Gerhard, deutscher Soziologe
- Christe, Ian (* 1970), englischsprachiger Musikjournalist
- Christe, Jan (* 1978), deutscher Journalist und Unternehmer
- Christe, Karl O. (* 1936), deutscher anorganischer Chemiker
- Christe, Yves (* 1939), Schweizer Kunsthistoriker
- Christel, Albert (1907–1977), deutscher Lehrer und Autor
- Christell (* 1998), chilenische Sängerin
- Christen, Ada (1839–1901), österreichische Schriftstellerin
- Christen, Adolf (1811–1883), bayerischer Hofschauspieler und Theaterdirektor
- Christen, Alois (* 1948), Schweizer Politiker, Landammann von Schwyz
- Christen, Andreas (1936–2006), Schweizer Designer und Künstler
- Christen, Andreas (* 1989), liechtensteinischer Fussballspieler
- Christen, Björn (* 1980), Schweizer Eishockeyspieler
- Christen, Eduard (1931–2015), schweizerischer, römisch-katholischer Theologe und Dogmatiker
- Christen, Eliane (* 1999), Schweizer Skirennläuferin
- Christen, Fabio (* 2002), Schweizer RadsportlerFabio Christen (* 2002)

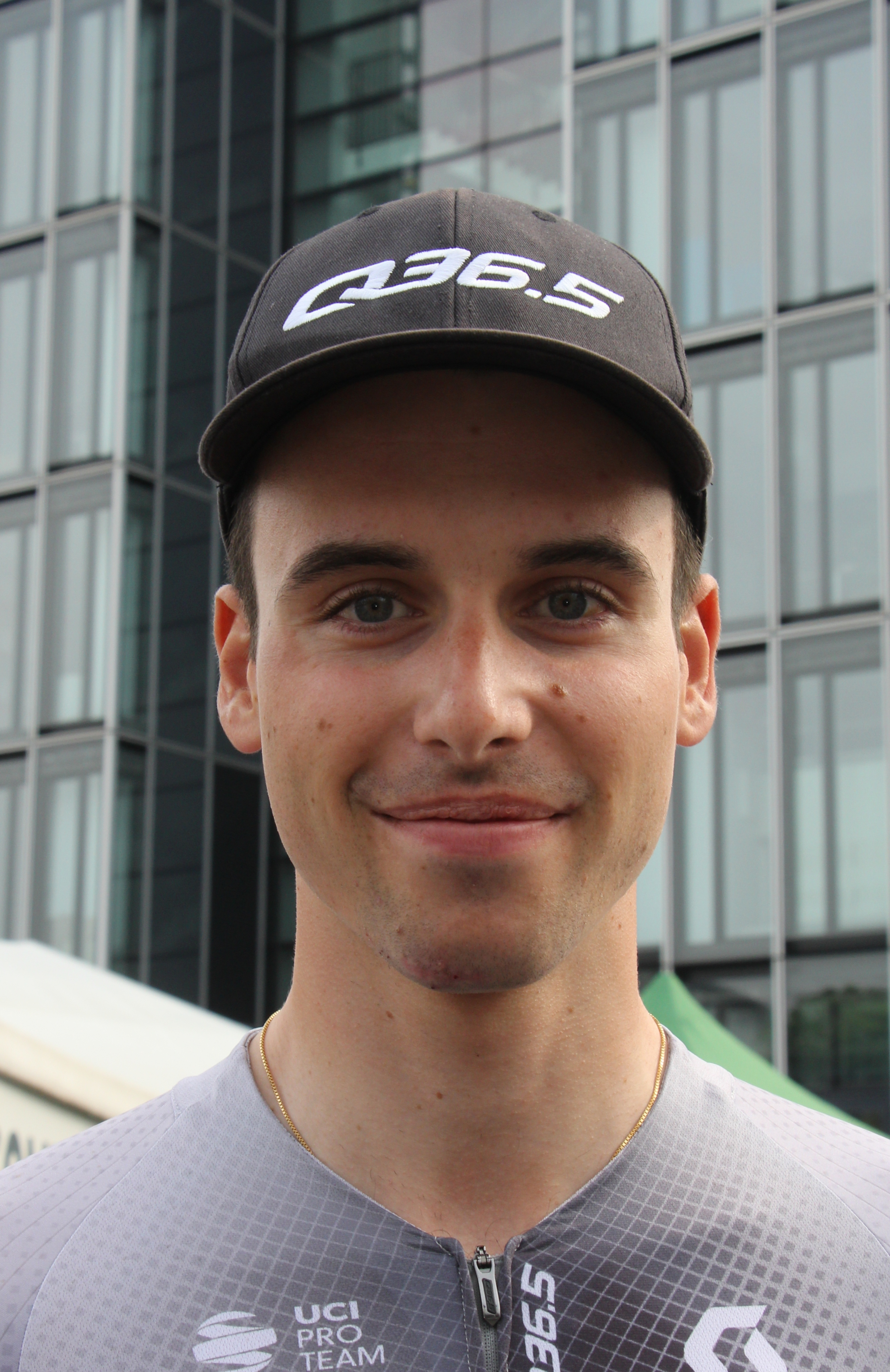
Fabio Christen (* 2002)

- Christen, Fritz (1921–1995), deutscher Angehöriger der Waffen-SS
- Christen, Fritz von (1872–1953), preußischer Landrat und Rittergutsbesitzer
- Christen, Hanns U. (1917–2003), Schweizer Journalist und Autor
- Christen, Hanny (1899–1976), Schweizer Sammlerin von Volksmusik
- Christen, Hans (1929–1994), Schweizer Plastiker, Maler und Zeichner
- Christen, Hans Rudolf (1924–2011), Schweizer Chemiedidaktiker
- Christen, Hanspeter (1930–2015), Schweizer Künstler
- Christen, Helen (* 1956), Schweizer Sprachwissenschafterin
- Christen, Hermann von (1841–1919), deutscher Politiker (Freikonservativen Partei), MdR
- Christen, Ilona (1951–2009), deutsch-schweizerische FernsehmoderatorinIlona Christen (1951–2009)

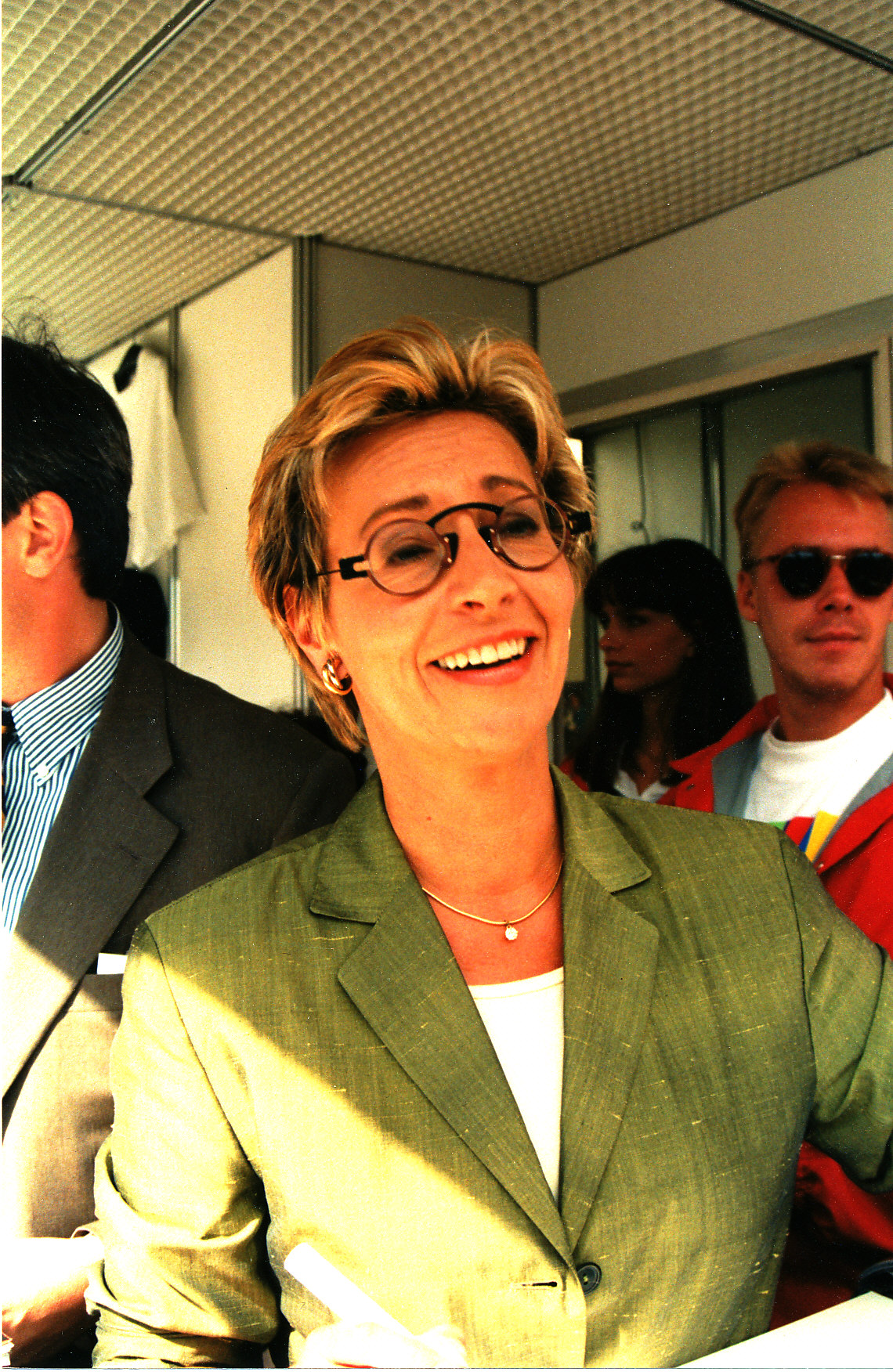
Ilona Christen (1951–2009)

- Christen, Jakob (1825–1914), Schweizer Politiker und Richter
- Christen, Jan (* 2004), Schweizer Radrennfahrer
- Christen, Joe (* 1964), Schweizer Politiker, Landammann von Nidwalden
- Christen, Josefine (1869–1942), österreichische Bildhauerin, Sängerin und Politikerin (CS, PÖM)
- Christen, Joseph Maria († 1838), Schweizer Bildhauer
- Christen, Lara (* 2002), Schweizer Eishockeyspielerin
- Christen, Lukas (* 1966), Schweizer Behindertensportler
- Christen, Maria Ursula, Schwyzer Franziskanerin
- Christen, Mathias (* 1987), liechtensteinischer Fußballspieler
- Christen, Matthias (* 1966), schweizerisch-deutscher Medienwissenschaftler
- Christen, Nathalie (* 1970), Schweizer Journalistin und Moderatorin
- Christen, Nina (* 1994), Schweizer Sportschützin
- Christen, Olaf (1961–2020), deutscher Agrarwissenschaftler
- Christen, Raphael (1811–1880), Schweizer Bildhauer
- Christen, Richi (* 1962), Schweizer Grasskiläufer und Alpinskitrainer
- Christen, Rita (* 1968), Schweizer Bergführerin und Juristin
- Christen, Robin (* 1991), deutscher Basketballspieler
- Christen, Stephan (* 1968), Schweizer Berufsoffizier (Divisionär)
- Christen, Theo (1884–1935), Schweizer Politiker
- Christen, Theophil (1873–1920), Schweizer Arzt, Mathematiker, Physiker, Volkswirtschaftler und Lebensreformer
- Christen, Thomas (* 1975), Schweizer Beamter und früherer Parteifunktionär
- Christen, Ueli (* 1962), Schweizer Filmeditor
- Christen, Walter von (1874–1944), preußischer Verwaltungsbeamter
- Christen, Werner (1895–1969), Schweizer Politiker
- Christen, Werner (1914–2008), Schweizer Hürdenläufer und Sprinter
- Christen, Wolfgang (* 1961), deutscher Physikochemiker und Hochschullehrer
- Christen, Yojo (* 1996), deutscher Komponist und Pianist
- Christen, Yves (* 1941), Schweizer Politiker (FDP)
- Christenau, Corina (* 1973), rumänische und deutsche Handballspielerin
- Christenhusz, Maarten J. M. (* 1976), niederländischer Botaniker
- Christenko, Wiktor Borissowitsch (* 1957), russischer Ministerpräsident 1998
- Christens, Wilhelm (1878–1964), deutscher Landschafts-, Porträt- und Stilllebenmaler sowie Grafiker der Düsseldorfer Schule
- Christensen Arensøe, Bent (* 1967), dänischer Fußballspieler und -trainer
- Christensen, Alex (* 1967), deutscher DJ und MusikproduzentAlex Christensen (* 1967)

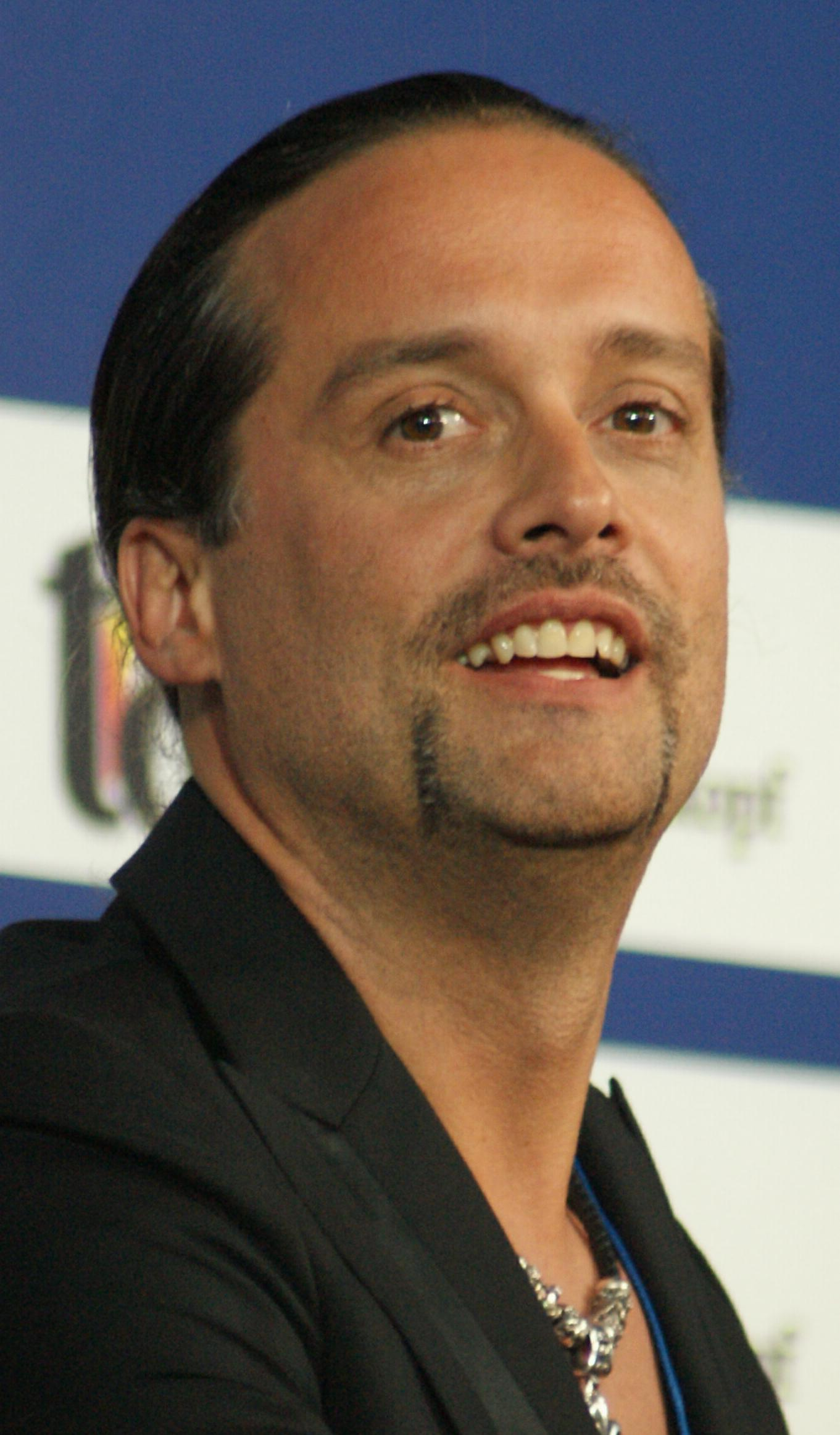
Alex Christensen (* 1967)

- Christensen, Anders (* 1972), dänischer Jazzmusiker (Kontrabass)
- Christensen, Andreas (* 1996), dänischer Fußballspieler
- Christensen, Anna Sofie, dänische Schauspielerin
- Christensen, Anne-Mette (* 1973), dänische Fußballspielerin
- Christensen, Anthonie (1849–1926), dänische Blumenmalerin
- Christensen, Arthur (1875–1945), dänischer Orientalist
- Christensen, Asger (* 1958), dänischer Politiker (Venstre), MdEP
- Christensen, Axel Vang (* 2004), dänischer Mittel- und Langstreckenläufer
- Christensen, Benjamin (1879–1959), dänischer Filmregisseur
- Christensen, Bent (1929–1992), dänischer Filmregisseur, Filmproduzent, Drehbuchautor und Schauspieler
- Christensen, Bent Egsmark (* 1963), dänischer Fußballtrainer und Ex-Fußballspieler
- Christensen, Birgit (* 1976), dänische Fußballspielerin
- Christensen, Bo (1937–2020), dänischer Filmproduzent
- Christensen, Brady (* 1996), US-amerikanischer American-Football-Spieler
- Christensen, Carina (* 1972), dänische Unternehmerin und Politikerin (Konservativen Volkspartei), Mitglied des Folketing
- Christensen, Carissa (* 1996), US-amerikanisch-philippinische Fußballnationalspielerin
- Christensen, Carl (1872–1942), dänischer systematischer Botaniker und Erstbeschreiber zahlreicher Arten von Farnen
- Christensen, Charlotte Bruus (* 1978), dänische Kamerafrau
- Christensen, Chris, US-amerikanischer Kryptologe und Hochschullehrer
- Christensen, Christen (1904–1969), norwegischer Eiskunstläufer
- Christensen, Christian (1876–1956), dänischer Mittelstreckenläufer
- Christensen, Christian (1925–1988), dänischer Politiker (Kristeligt Folkeparti), Mitglied des Folketing
- Christensen, Clayton M. (1952–2020), US-amerikanischer WirtschaftswissenschaftlerClayton M. Christensen (1952–2020)

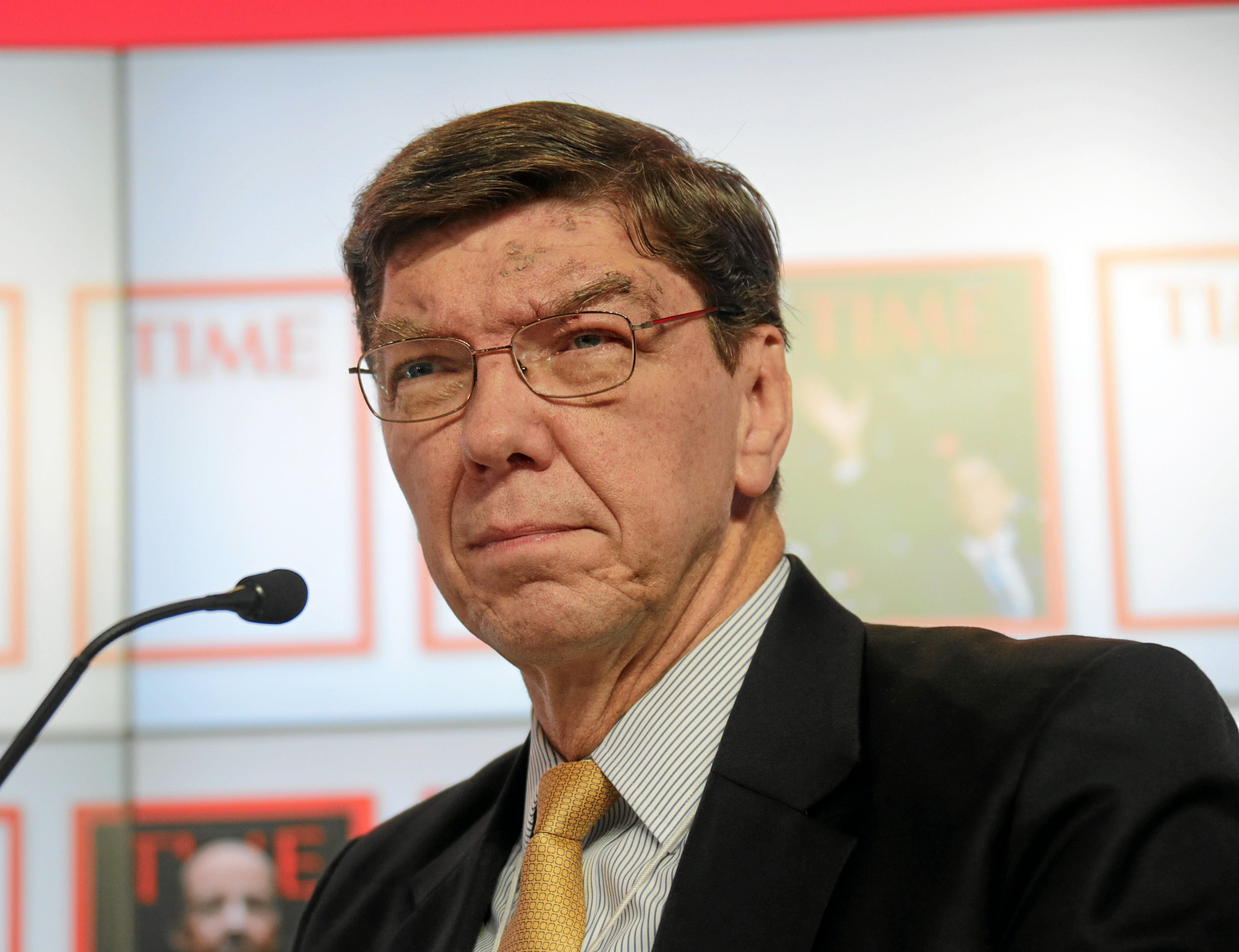
Clayton M. Christensen (1952–2020)

- Christensen, Conrad (1882–1950), norwegischer Turner
- Christensen, Cory (* 1994), US-amerikanische Curlerin
- Christensen, Dale Eldon (1920–1944), US-amerikanischer Lieutenant, Träger der Medal of Honor
- Christensen, Daniel (* 1978), deutsch-dänischer Schauspieler und Hörspielsprecher
- Christensen, Dave (* 1961), American-Football-Trainer und Spieler
- Christensen, Dennis (* 1972), dänischer Zeuge Jehovas, inhaftiert in Russland
- Christensen, Edvart (1867–1921), norwegischer Regattasegler
- Christensen, Elias Budde (* 2002), dänischer Schauspieler
- Christensen, Emil (* 1984), schwedischer E-Sportler
- Christensen, Emilie (* 1993), norwegische Handballspielerin
- Christensen, Erik (* 1983), kanadischer Eishockeyspieler
- Christensen, Erika (* 1982), US-amerikanische Schauspielerin
- Christensen, Ernst Johann Friedrich von (1801–1872), deutscher Deichinspektor und Oberbaudirektor
- Christensen, Espen (* 1985), norwegischer Handballtorwart
- Christensen, Flemming (* 1958), dänischer Fußballspieler und -trainer
- Christensen, George (1909–1968), US-amerikanischer American-Football-Spieler
- Christensen, Gustav (* 2004), dänischer Fußballspieler
- Christensen, Gyda (1872–1964), norwegische Schauspielerin, Tänzerin und Choreografin
- Christensen, Hans Peder (1869–1945), dänischer Kommunalpolitiker, Bürgermeister von Aarhus
- Christensen, Harald (1884–1959), dänischer Ringer
- Christensen, Harald (1907–1994), dänischer Radrennfahrer
- Christensen, Harold G. (1926–2012), US-amerikanischer Jurist
- Christensen, Hayden (* 1981), kanadisch-US-amerikanischer SchauspielerHayden Christensen (* 1981)

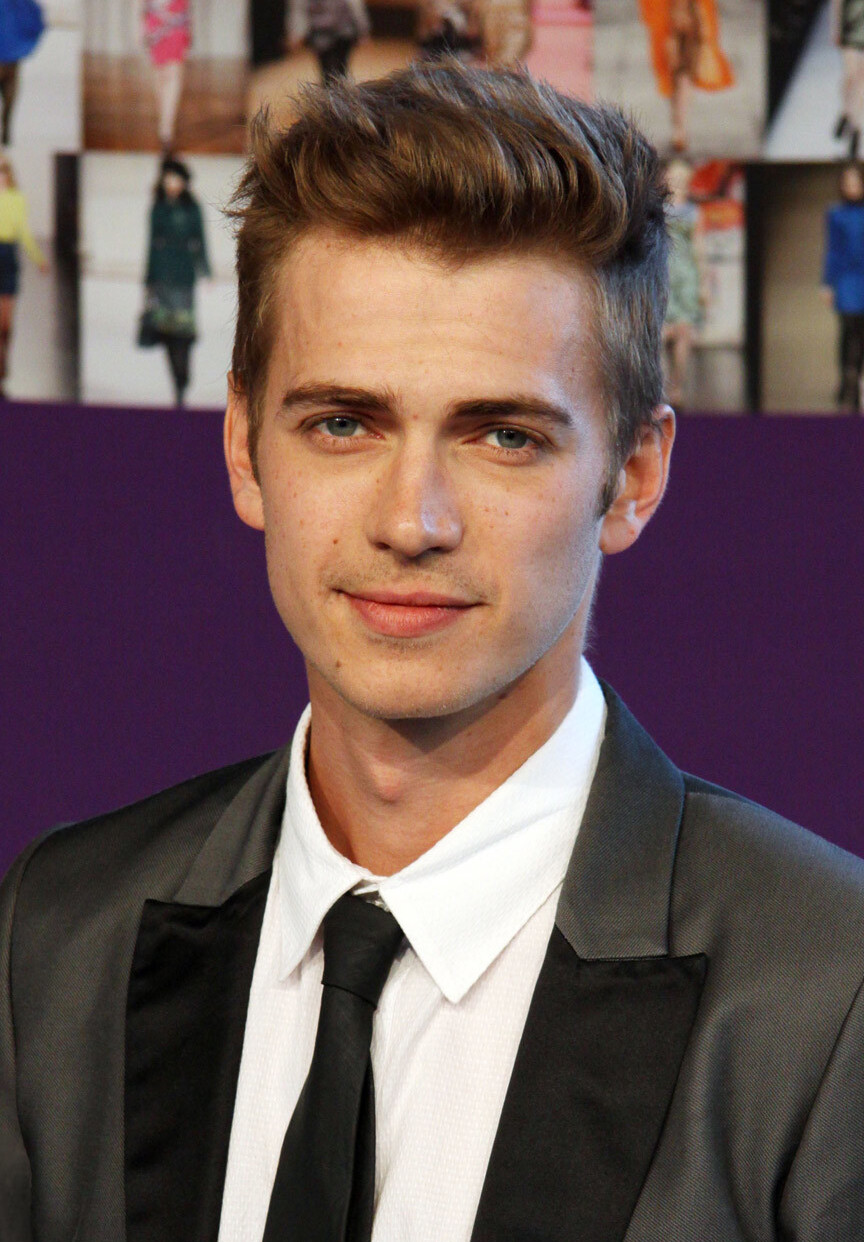
Hayden Christensen (* 1981)

- Christensen, Helena (* 1968), dänisches Fotomodell
- Christensen, Helmuth (1918–2008), deutscher Politiker (SSW)
- Christensen, Inger (1935–2009), dänische SchriftstellerinInger Christensen (1935–2009)

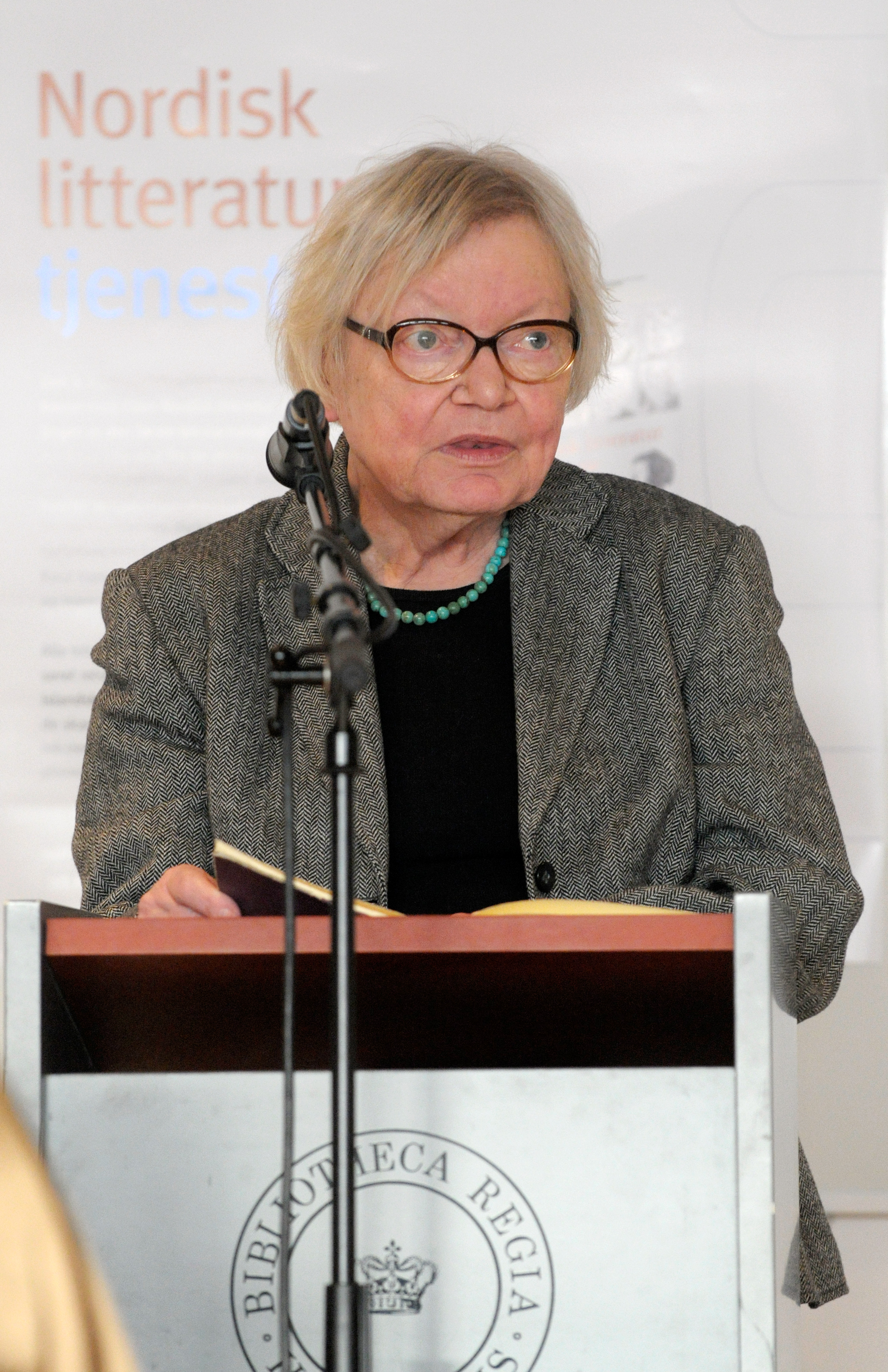
Inger Christensen (1935–2009)

- Christensen, Ingolf Elster (1872–1943), norwegischer Jurist, Offizier, Beamter und konservativer Politiker, Mitglied des Storting
- Christensen, Ingrid (1891–1976), norwegische Entdeckerin
- Christensen, Jacob (* 2001), dänischer Fußballspieler
- Christensen, Jan (* 1977), dänisch-norwegischer Künstler
- Christensen, Jens Christian (1856–1930), dänischer liberaler Politiker, Mitglied des Folketing und Ministerpräsident
- Christensen, Jeremias (1859–1908), deutsch-dänischer Bildhauer
- Christensen, Jesper (* 1948), dänischer Schauspieler
- Christensen, Jesper Bøje (* 1944), dänischer Cembalist und Musikwissenschaftler
- Christensen, Jette F. (* 1983), norwegische Politikerin
- Christensen, Joachim (* 1993), dänischer American-Football-Spieler
- Christensen, Johannes (1889–1957), dänischer Langstreckenläufer
- Christensen, John (* 1948), neuseeländischer Hockeyspieler
- Christensen, Johnny (1930–2018), dänischer Altphilologe und Philosophiehistoriker
- Christensen, Jon (1943–2020), norwegischer Jazzschlagzeuger
- Christensen, Jon Lynn (* 1963), US-amerikanischer Politiker
- Christensen, Joss (* 1991), US-amerikanischer Freestyle-Skisportler
- Christensen, Karina (* 1973), dänische Fußballspielerin
- Christensen, Karl (1821–1895), deutscher Politiker (NLP), MdR
- Christensen, Kasper (* 1985), dänischer Handballspieler und -trainer
- Christensen, Kim (* 1979), dänischer Fußballspieler
- Christensen, Kim (* 1980), dänischer Fußballspieler
- Christensen, Kurt (* 1937), dänischer Fußballspieler
- Christensen, Lars (1884–1965), norwegischer Schiffseigner und Walfangmagnat
- Christensen, Las (1721–1793), deutscher Gutspächter und Beamter
- Christensen, Lasse Vigen (* 1994), dänischer Fußballspieler
- Christensen, Laura (* 1984), dänische Schauspielerin
- Christensen, Lauritz Royal (1915–1997), US-amerikanischer Mikrobiologe
- Christensen, Lena (* 1978), dänisch-thailändische Schauspielerin, Fernsehmoderatorin und Sängerin
- Christensen, Lene (* 2000), dänische Fußballtorhüterin
- Christensen, Lene Maria (* 1972), dänische Schauspielerin
- Christensen, Lennart (* 1978), dänischer Basketballspieler
- Christensen, Mads (* 1984), dänischer Radrennfahrer
- Christensen, Mads (* 1984), dänischer Eishockeyspieler
- Christensen, Mads (* 1987), dänisch-deutscher Eishockeyspieler
- Christensen, Magnus (* 1997), dänischer Fußballspieler
- Christensen, Maria (* 1995), dänische Fußballspielerin
- Christensen, Marit Fiane (* 1980), norwegische Fußballspielerin
- Christensen, Michael (* 1981), dänischer Badmintonspieler
- Christensen, Michael (* 1990), dänischer Rennfahrer
- Christensen, Michael Færk (* 1986), dänischer Radrennfahrer
- Christensen, Michelle (* 1980), US-amerikanische Industriedesignerin
- Christensen, Morten (* 1965), dänischer Tennisspieler
- Christensen, Morten Stig (1958–2024), dänischer Handballspieler und -funktionär
- Christensen, Netti (1914–2006), deutsche Widerstandskämpferin gegen den Nationalsozialismus und Vorschulpädagogin
- Christensen, Nicolaus Heinrich von (1768–1841), Königlich Dänischer Generalmajor und Oberdeichinspektor
- Christensen, Niels (1865–1952), dänisch-amerikanischer Technischer Zeichner und der Erfinder des O-Rings
- Christensen, Niels Otto (1917–2003), dänischer Jurist, Beamter, Kammerherr, Landsfoged und Landshøvding von Grönland
- Christensen, Ole (* 1955), dänischer Politiker, MdEP
- Christensen, Oliver (* 1999), dänischer FußballtorwartOliver Christensen (* 1999)

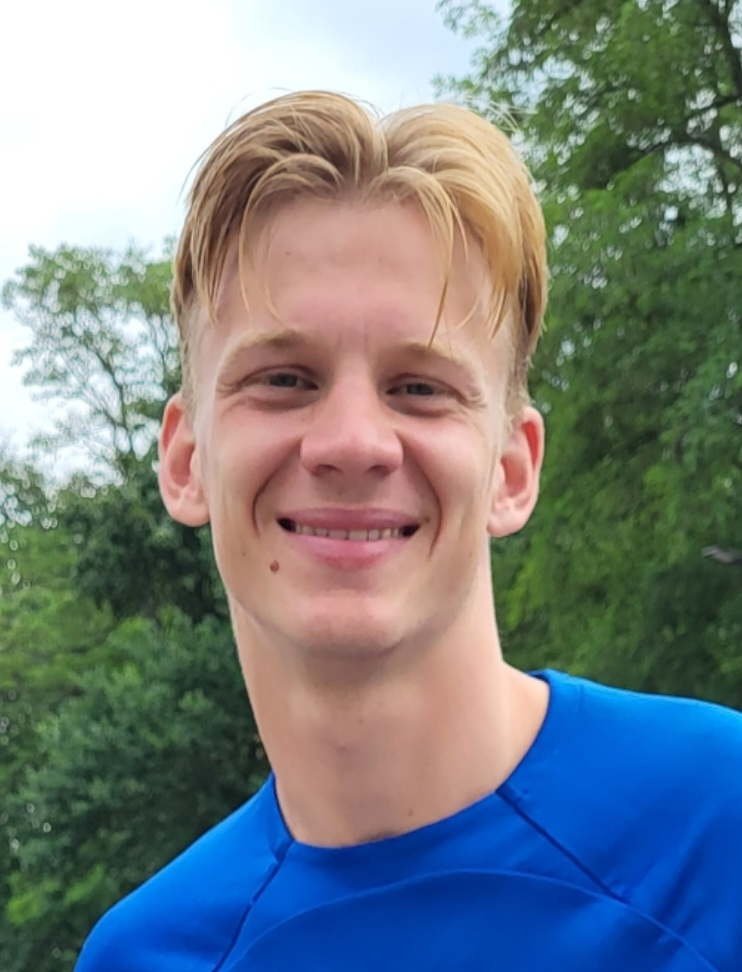
Oliver Christensen (* 1999)

- Christensen, Oluf (1904–1957), deutscher Politiker (NSDAP), MdR
- Christensen, Ove (1856–1909), dänischer Geiger, Pianist und Komponist
- Christensen, Per (1934–2009), norwegischer Schauspieler
- Christensen, Pernille Bech (* 1959), dänische Filmeditorin
- Christensen, Peter, dänischer Badmintonspieler
- Christensen, Peter (1975–2025), dänischer Politiker (Venstre), Verteidigungsminister und Minister für nordische Zusammenarbeit
- Christensen, Peter Forsyth (* 1952), US-amerikanischer Geistlicher, Bischof von Boise City
- Christensen, Ralph (* 1953), deutscher Rechtswissenschaftler, Autor und Philosoph
- Christensen, Richard M. (1932–2024), US-amerikanischer Ingenieur
- Christensen, Shawn, Filmproduzent, Drehbuchautor, Regisseur, Liedtexter und Schauspieler
- Christensen, Sophy (1867–1955), dänische Möbeltischlerin und Kunstschulleiterin
- Christensen, Søren (* 1940), dänischer Politiker, Vertreter des dänischen Staatsministeriums auf den Färöern
- Christensen, Søren (* 1961), dänischer Schauspieler
- Christensen, Søren Peter (1884–1927), dänischer Turner
- Christensen, Steen (* 1941), dänischer Segler
- Christensen, Tanja (* 1985), dänische Fußballspielerin
- Christensen, Theodor (1905–1988), deutscher SS-Sturmbannführer
- Christensen, Tommy (* 1961), dänischer Fußballspieler
- Christensen, Ulla (* 1965), dänische Fußballspielerin
- Christensen, Ulrich (* 1954), deutscher Geophysiker
- Christensen, Ute (* 1955), deutsche Schauspielerin und Drehbuchautorin
- Christensen, Viggo (1880–1967), dänischer Politiker
- Christensen-Dalsgaard, Jørgen (* 1950), dänischer Astronom
- Christenson, Chris (1875–1943), US-amerikanischer Eiskunstläufer
- Christenson, James H. (* 1937), US-amerikanischer Physiker
- Christenson, Micah (* 1993), US-amerikanischer Volleyballspieler
- Christer Nilsson (1365–1442), Reichsrat, Ritter, Statthalter in Viborg, Drost, Reichshauptmann
- Christern, Alfred (1856–1929), deutscher Bürgermeister
- Christern, Friedrich Wilhelm (1816–1891), deutsch-amerikanischer Buchhändler und Verleger
- Christern, Hans (1900–1966), deutscher Offizier der Wehrmacht und Träger des Ritterkreuz des Eisernen Kreuzes
- Christern, Hermann (1892–1941), deutscher Historiker und Hochschullehrer
- Christern, Johann Wilhelm († 1876), deutscher Schriftsteller und Musiker
- Christern, Jürgen (1928–1983), deutscher Christlicher Archäologe
- Christern-Briesenick, Brigitte (1925–2010), deutsche Christliche Archäologin
- Christes, Johannes (* 1937), deutscher Altphilologe
- Christescu, Vasile (1902–1939), rumänischer Althistoriker und Offizier der Eisernen Garde
- Christesen, Clement Byrne (1911–2003), australischer Journalist

###### Christf
- Christfels, Philipp Albrecht (1732–1811), deutscher Pfarrer
- Christfreund, Rudolf, deutscher Architekt, Leiter des Hochbauamtes der Stadt Hannover
- Christfreund, Walter (1917–1994), deutscher Ingenieur und Professor für Verkehrsbauwesen

###### Christg
- Christgau, Robert (* 1942), US-amerikanischer Essayist und Musikjournalist
- Christgau, Victor (1894–1991), US-amerikanischer Politiker

###### Christi
- Christi, Ellen (* 1958), amerikanische Jazzsängerin

###### Christiaa
- Christiaans, Willem (* 1961), namibischer Ordensgeistlicher, römisch-katholischer Bischof von Keetmanshoop
- Christiaanse, Kees (* 1953), niederländischer Architekt und Professor für Architektur und Städtebau an der ETH Zürich

###### Christiae
- Christiaens, Benjamin (1844–1931), belgischer römisch-katholischer China-Missionar und Ordensgeistlicher
- Christiaens, Georges (1910–1983), belgischer Radrennfahrer

###### Christian
- Christian († 950), Graf im thüringischen Nordthüringgau und Schwabengau und Markgraf im Gau Serimunt
- Christian († 1186), schottischer Geistlicher
- Christian (1566–1633), Herzog von Braunschweig-Lüneburg und Bischof von Minden
- Christian (1570–1633), Herzog von Schleswig-Holstein-Sonderburg-Ærø
- Christian (1581–1655), Markgraf von Brandenburg-BayreuthChristian (1581–1655)

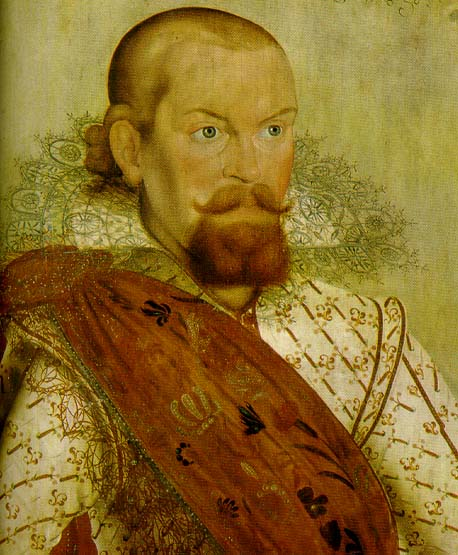
Christian (1581–1655)

- Christian (1585–1637), Graf von Waldeck-Wildungen
- Christian (1616–1684), Graf von Ortenburg, Statthalter der Oberpfalz
- Christian (1618–1672), Herzog von Liegnitz, Brieg, Wohlau und Ohlau
- Christian (1622–1640), Landgraf von Hessen-Kassel
- Christian (1627–1698), Herzog von Schleswig-Holstein-Sonderburg-Glücksburg (1662–1698)
- Christian (1627–1675), Hofbeamter und Politiker
- Christian (1653–1707), Herzog von Sachsen-Eisenberg
- Christian (1682–1736), Herzog von Sachsen-Weißenfels, Fürst von Sachsen-Querfurt (1712–1736)
- Christian (1688–1739), Fürst zu Nassau-Dillenburg
- Christian (1689–1755), Landgraf von Hessen-Wanfried, später Hessen-Eschwege-Rheinfels
- Christian (1728–1799), Graf zu Erbach-Schönberg, Statthalter des Deutschen Ordens
- Christian Adolf (1641–1702), Herzog von Schleswig-Holstein-Sonderburg, dann Herzog von Schleswig-Holstein-Sonderburg-Franzhagen
- Christian Albrecht (1641–1695), Fürstbischof von Lübeck sowie Herzog von Schleswig-Holstein-GottorfChristian Albrecht (1641–1695)

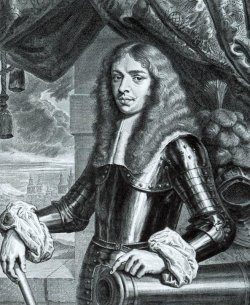
Christian Albrecht (1641–1695)

- Christian Albrecht (1675–1692), Markgraf von Brandenburg-Ansbach
- Christian Albrecht (1726–1789), Fürst des Hauses Hohenlohe-Langenburg und niederländischer Generalleutnant
- Christian August (1622–1708), Pfalzgraf und erster Herzog von Pfalz-Sulzbach
- Christian August (1690–1747), königlich-preußischer Generalfeldmarschall
- Christian August (1696–1754), königlich dänischer General, Herzog von Augustenburg
- Christian August (1714–1784), regierender Reichsgraf zu Solms-Laubach
- Christian August von Sachsen-Zeitz (1666–1725), Erzbischof von Gran (ungarisch: Esztergom)
- Christian August von Schleswig-Holstein-Gottorf (1673–1726), protestantischer Fürstbischof des Hochstifts Lübeck
- Christian August von Waldeck-Pyrmont (1744–1798), österreichischer und portugiesischer General
- Christian de Cort († 1669), katholischer Priester
- Christian de l’Aumône († 1145), Zisterzienser, Mystiker
- Christian Eberhard (1665–1708), Fürst von Ostfriesland
- Christian Ernst (1644–1712), Markgraf von Brandenburg-Bayreuth
- Christian Ernst (1683–1745), Herzog von Sachsen(-Coburg)-Saalfeld (1729–1745)
- Christian Franz von Sachsen-Coburg-Saalfeld (1730–1797), Prinz von Sachsen-Coburg-Saalfeld und General
- Christian Günther I. (1578–1642), Graf von Schwarzburg-Sondershausen
- Christian Günther II. (1616–1666), Graf von Arnstadt (ab 1642)
- Christian Günther III. (1736–1794), Fürst von Schwarzburg-Sondershausen
- Christian Heinrich (1661–1708), Vater der beiden Markgrafen Georg Friedrich Karl und Friedrich Christian von Brandenburg-Kulmbach
- Christian I., Graf von Oldenburg
- Christian I. (1426–1481), König von Dänemark (1448–1481)Christian I. (1426–1481)

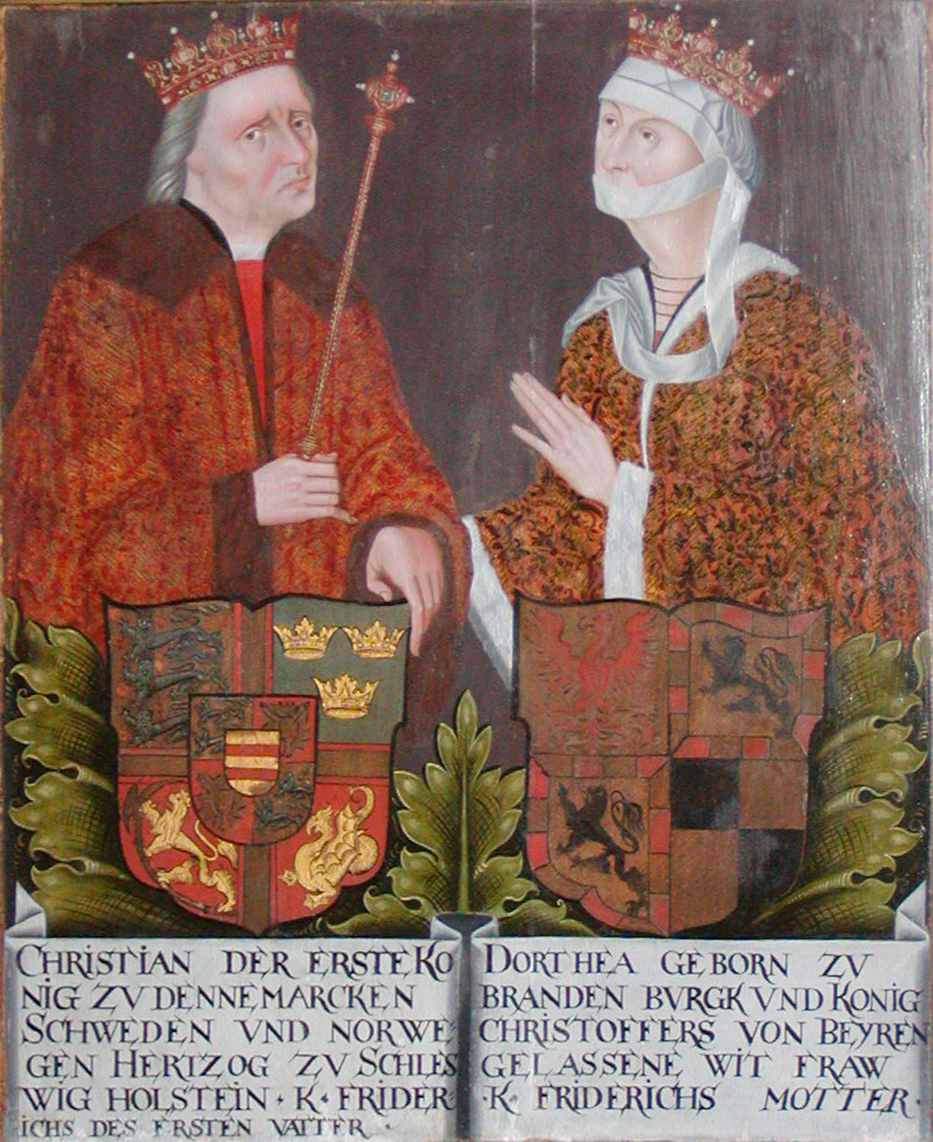
Christian I. (1426–1481)

- Christian I. (1560–1591), Kurfürst von Sachsen
- Christian I. (1568–1630), Fürst von Anhalt-Bernburg
- Christian I. (1598–1654), Pfalzgraf von Pfalz-Bischweiler
- Christian I. (1615–1691), Herzog von Sachsen-Merseburg, Fürst aus dem Hause Wettin
- Christian I. von Buch († 1183), Erzbischof von Mainz, Reichserzkanzler
- Christian II. († 1233), Graf von Oldenburg
- Christian II. (1481–1559), König von Dänemark und Norwegen (1513–1523) und König von Schweden (1520–1523)Christian II. (1481–1559)

Christian II. (1481–1559)

- Christian II. (1583–1611), Kurfürst von Sachsen aus dem Hause Wettin (albertinische Linie)
- Christian II. (1599–1656), Fürst von Anhalt-Bernburg (1630–1656)
- Christian II. (1637–1717), Pfalzgraf und Herzog von Pfalz-Zweibrücken-Birkenfeld
- Christian II. (1653–1694), Herzog von Sachsen-Merseburg
- Christian II. von Weisenau (1179–1253), Erzbischof von Mainz
- Christian III. († 1285), Graf von Oldenburg
- Christian III. (1503–1559), König von Dänemark und Norwegen
- Christian III. (1674–1735), Pfalzgraf und Herzog von Pfalz-Zweibrücken-Birkenfeld
- Christian III. Moritz (1680–1694), Herzog von Sachsen-Merseburg
- Christian IV., deutscher Graf
- Christian IV. (1577–1648), König von Dänemark und Norwegen
- Christian IV. (1722–1775), Herzog von Zweibrücken
- Christian IX. (1612–1647), Graf von Delmenhorst aus dem Hause Oldenburg
- Christian IX. (1818–1906), König von DänemarkChristian IX. (1818–1906)

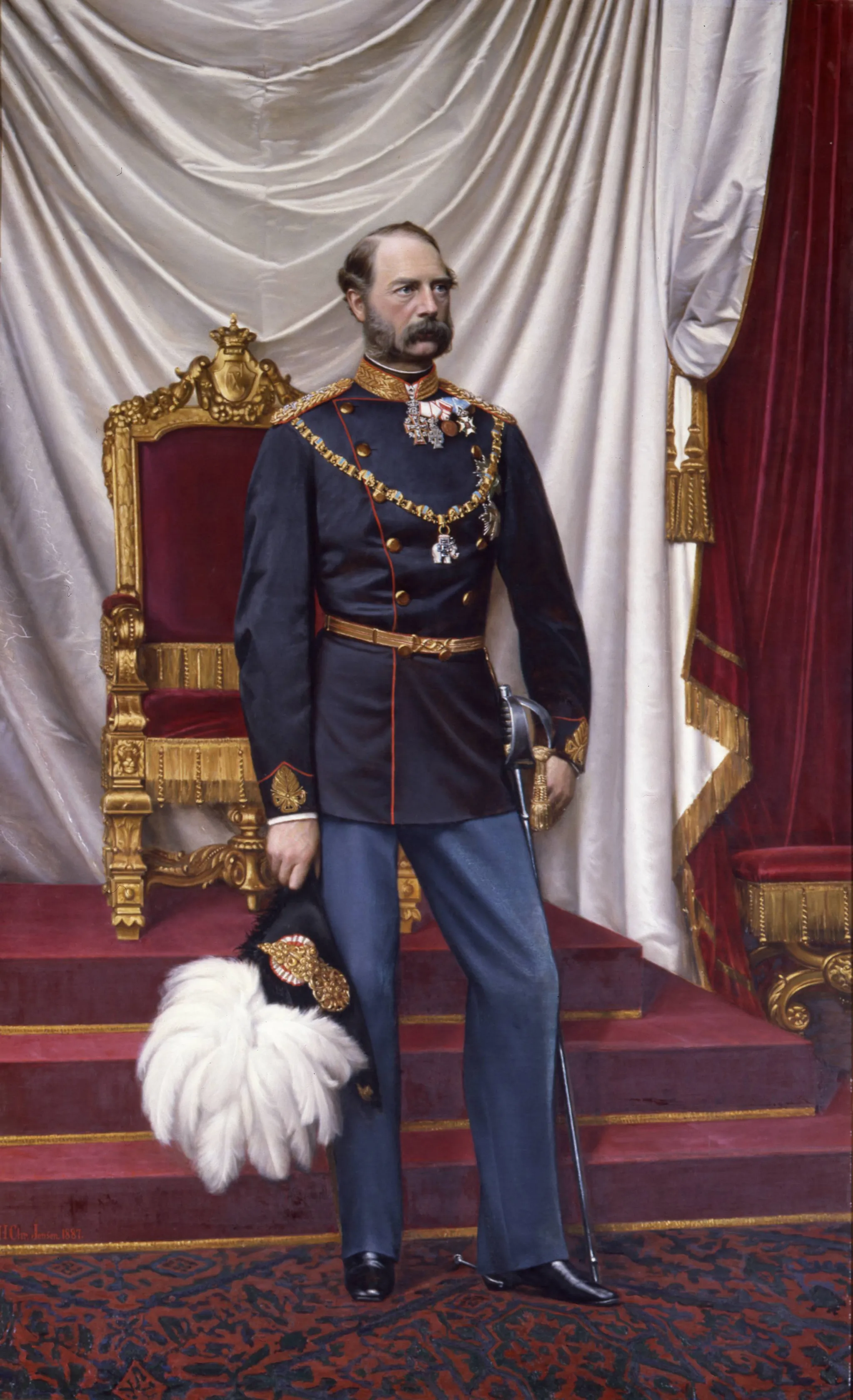
Christian IX. (1818–1906)

- Christian Karl Reinhard (1695–1766), Graf von Leiningen-Dagsburg-Falkenburg und Herr von Broich
- Christian Karl von Schleswig-Holstein-Sonderburg-Plön-Norburg (1674–1706), brandenburg-preußischer Offizier
- Christian Kraft (1668–1743), Graf zu Hohenlohe-Ingelfingen
- Christian Ludwig (1622–1665), Herzog zu Braunschweig-Lüneburg, Fürst von Calenberg und von Lüneburg
- Christian Ludwig (1635–1706), Graf zu Waldeck-Wildungen, Graf zu Waldeck und Pyrmont
- Christian Ludwig (1732–1791), Fürst zu Wied-Runkel
- Christian Ludwig Herzog zu Mecklenburg (1912–1996), deutscher Adliger, Chef des Hauses Mecklenburg
- Christian Ludwig I. (1623–1692), regierender Herzog zu Mecklenburg im Landesteil Mecklenburg-Schwerin
- Christian Ludwig II. (1683–1756), Herzog zu Mecklenburg (-Schwerin)
- Christian Ludwig von Brandenburg-Schwedt (1677–1734), preußischer Offizier, Gouverneur von Halberstadt, Empfänger von Bachs Brandenburgischen Konzerten
- Christian Ulrich I. (1652–1704), Herzog von Württemberg-Oels
- Christian Ulrich II. (1691–1734), Herzog von Württemberg-Wilhelminenort
- Christian V., Graf von Oldenburg (1368–1398)
- Christian V. (1646–1699), König von Dänemark und Norwegen
- Christian VI., Graf von Oldenburg
- Christian VI. (1699–1746), König von Dänemark und Norwegen, Herzog von Schleswig und Graf von Holstein (1730–1746)
- Christian VII. (1749–1808), König von Dänemark und NorwegenChristian VII. (1749–1808)

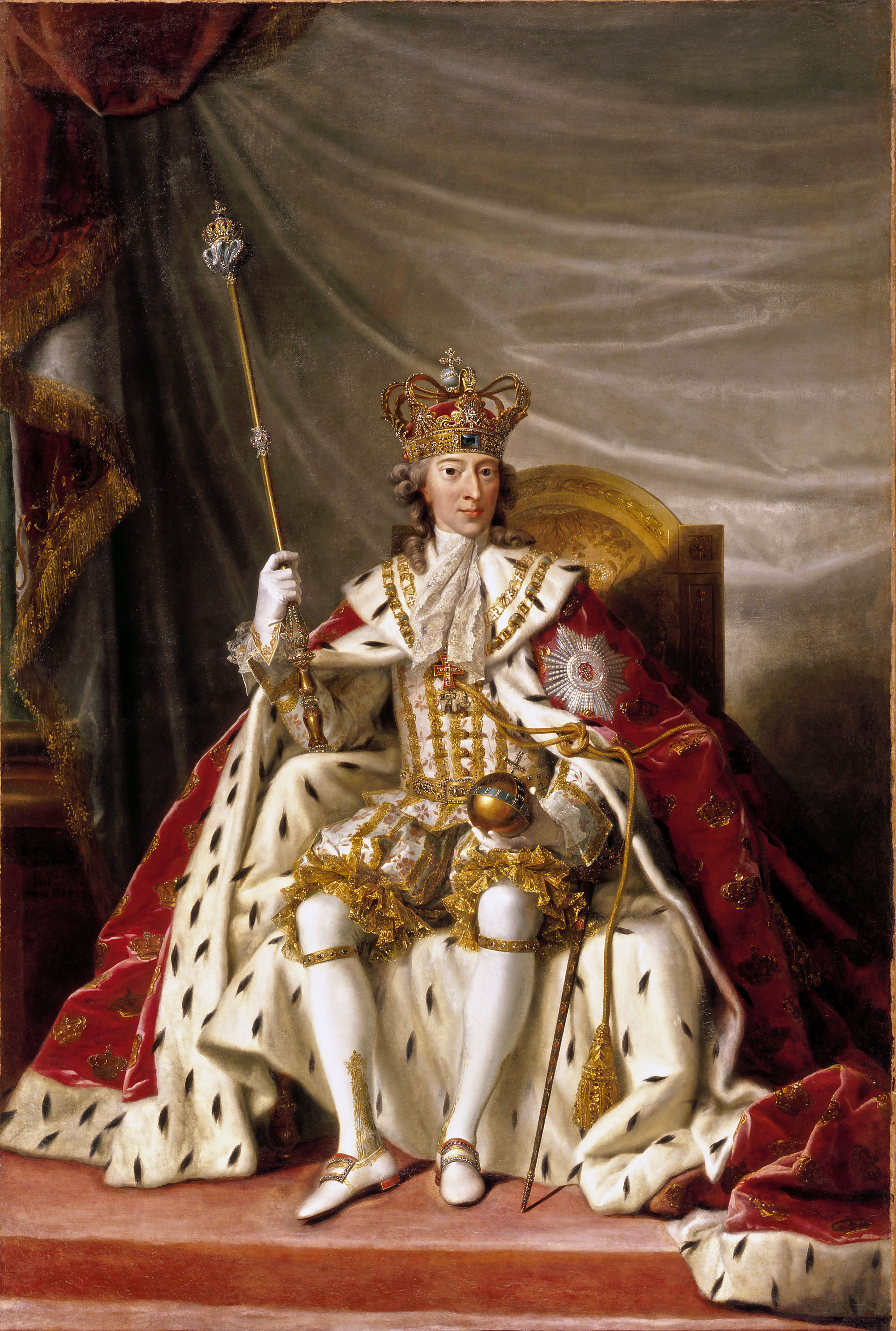
Christian VII. (1749–1808)

- Christian VIII. (1786–1848), König von Dänemark (1839–1848), König von Norwegen (1814)
- Christian von Bentheim (1327–1418), Dompropst in Münster
- Christian von Braunschweig-Wolfenbüttel (1599–1626), Feldherr im Dreißigjährigen Krieg
- Christian von Dänemark (1603–1647), Kronprinz von Dänemark
- Christian von Hannover (1885–1901), zweitälteste Sohn von Ernst August, dem letzten Kronprinzen des Königreichs Hannover und von Thyra von Dänemark
- Christian von Hessen-Darmstadt (1763–1830), Landgraf aus dem Haus Hessen-Darmstadt und niederländischer General
- Christian von Hessen-Kassel (1776–1814), Generalmajor bei den dänischen Streitkräften
- Christian von Hessen-Rotenburg (1750–1782), Domherr zu Köln und Straßburg
- Christian von Lilienfeld, österreichischer Zisterzienser, Prior von Stift Lilienfeld und spätmittelalterlicher Schriftsteller in mittellateinischer Sprache
- Christian von Mühlhausen († 1295), Bischof von Samland
- Christian von Passau († 1013), römisch-katholischer Geistlicher, Bischof von Passau (991–1013)
- Christian von Pomesanien, Bischof von Pomesanien
- Christian von Prachatitz († 1439), tschechischer Gelehrter, Rektor der Karlsuniversität und Administrator der utraquistischen Kirche
- Christian von Preußen († 1245), Bischof von Preußen
- Christian von Sachsen-Weißenfels (1652–1689), kursächsischer Feldmarschall-Leutnant
- Christian von Schleswig-Holstein-Sonderburg-Augustenburg (1831–1917), deutsch-dänischer Prinz, Mitglied des britischen KönigshausesChristian von Schleswig-Holstein-Sonderburg-Augustenburg (1831–1917)

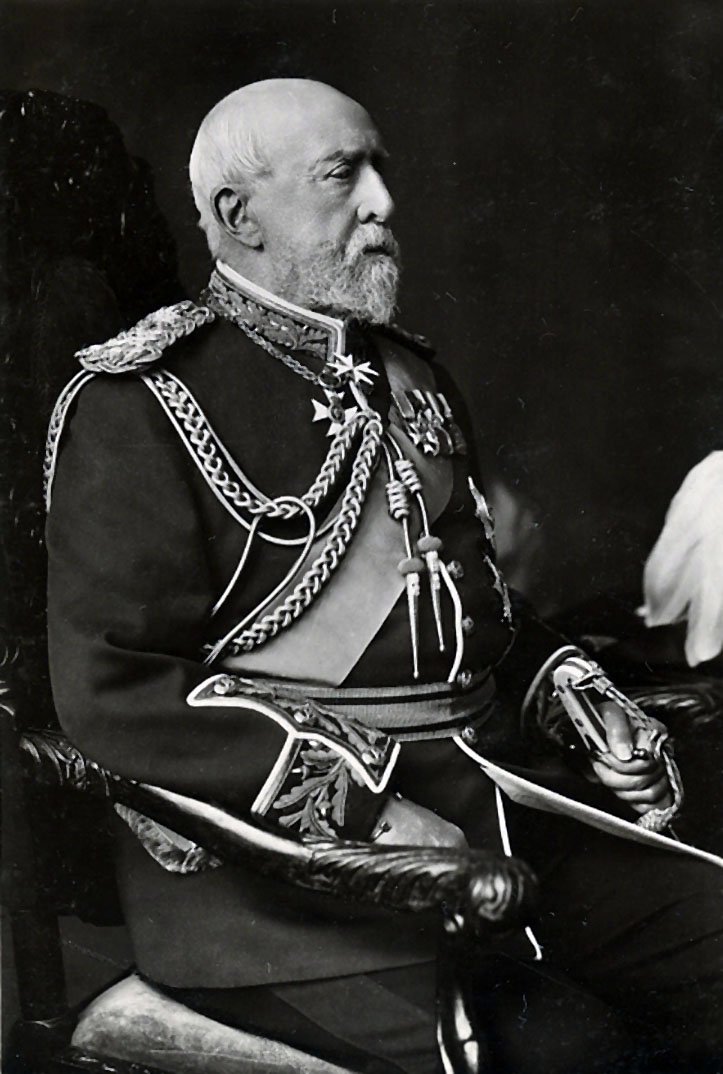
Christian von Schleswig-Holstein-Sonderburg-Augustenburg (1831–1917)

- Christian von Schwarzburg-Sondershausen (1700–1749), Fürst von Schwarzburg-Sondershausen
- Christian von Stablo, Mönch und theologischer Autor
- Christian von Witzleben († 1394), Bischof von Naumburg
- Christian Wilhelm (1647–1721), Fürst von Schwarzburg-Sondershausen
- Christian Wilhelm von Brandenburg (1587–1665), Administrator des Erzstifts Magdeburg und des Hochstifts Halberstadt
- Christian Wilhelm von Sachsen-Gotha-Altenburg (1706–1748), königlich-polnischer und kurfürstlich-sächsischer Generalleutnant
- Christian X. (1870–1947), König von Dänemark
- Christian zu Dänemark (* 2005), dänischer ThronfolgerChristian zu Dänemark (* 2005)

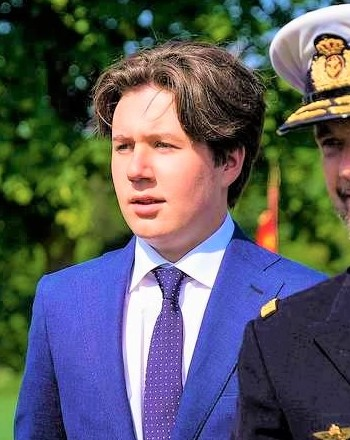
Christian zu Dänemark (* 2005)

- Christian, Abraham David (* 1952), deutscher Bildhauer, Zeichner und Konzeptkünstler
- Christian, Adolf (1934–1999), österreichischer Radrennfahrer
- Christian, Anthony (* 1960), antiguanischer Fußball- und Basketballspieler
- Christian, Anton (* 1940), österreichischer Maler
- Christian, Ash (1985–2020), US-amerikanischer Schauspieler, Regisseur und Produzent
- Christian, Betty (* 1942), Politikerin der Pitcairninseln
- Christian, Betty Jo (* 1936), amerikanische Juristin und Anwältin
- Christian, Bill (* 1938), US-amerikanischer Eishockeyspieler
- Christian, Brenda (* 1953), Politikerin in den Pitcairninseln
- Christian, Brendan (* 1983), antiguanischer Sprinter
- Christian, Buddy (1885–1958), US-amerikanischer Jazzmusiker
- Christian, Charlie (1916–1942), US-amerikanischer Jazz-Gitarrist
- Christian, Claudia (* 1965), US-amerikanische Schauspielerin, Regisseurin, Drehbuchautorin, Sängerin und Musikerin
- Christian, Cody (* 1995), US-amerikanischer Schauspieler
- Christian, Curt (1920–2010), österreichischer Logiker
- Christian, Dave (* 1959), US-amerikanischer Eishockeyspieler und -trainer
- Christian, David (* 1946), australisch-US-amerikanischer Historiker
- Christian, Dennie (* 1956), deutscher Schlagersänger
- Christian, Dirk-Martin (* 1962), deutscher Verwaltungsjurist und Ministerialbeamter, Präsident des Landesamtes für Verfassungsschutz Sachsen
- Christian, Donald (1958–2011), antiguanischer Radrennfahrer
- Christian, Eckhard (1907–1985), deutscher Generalmajor
- Christian, Edward (1858–1934), englischer Fußballspieler
- Christian, Emile (1895–1973), US-amerikanischer New Orleans Jazz-Musiker (Posaune, Kontrabass, Kornett) und Komponist
- Christian, Eva (* 1937), deutsche Schauspielerin
- Christian, Eva (* 1976), deutsche Autorin
- Christian, Fletcher (1764–1793), britischer SeemannFletcher Christian (1764–1793)

Fletcher Christian (1764–1793)

- Christian, Francis Joseph (* 1942), US-amerikanischer Geistlicher, emeritierter römisch-katholischer Weihbischof in Manchester
- Christian, Frank (1887–1973), US-amerikanischer Jazz-Kornettist
- Christian, Frederick (1867–1934), britischer Cricketspieler
- Christian, Georg (1867–1936), deutscher Landwirt und Politiker (DNVP, CNBL), MdL
- Christian, Gerd (* 1950), deutscher Schlagersänger
- Christian, Gerda (1913–1997), deutsche Privatsekretärin von Adolf Hitler
- Christian, Gordon (1927–2017), US-amerikanischer Eishockeyspieler
- Christian, Hans (1929–2011), österreichischer Opernsänger (Bariton)
- Christian, James, US-amerikanischer Rockmusiker
- Christian, Jamion (* 1982), US-amerikanischer Basketballtrainer
- Christian, Jodie (1932–2012), US-amerikanischer Jazzpianist
- Christian, Johann Joseph (1706–1777), deutscher Bildhauer und Holzschnitzer
- Christian, John T. (1936–2022), US-amerikanischer Geotechniker
- Christian, Kaitlyn (* 1992), US-amerikanische Tennisspielerin
- Christian, Kurt (* 1950), englischer Schauspieler
- Christian, Leigh (* 1945), US-amerikanische Schauspielerin
- Christian, Lillie Delk (1896–1966), US-amerikanische Popsängerin
- Christian, Linda (1923–2011), mexikanisch-US-amerikanische SchauspielerinLinda Christian (1923–2011)

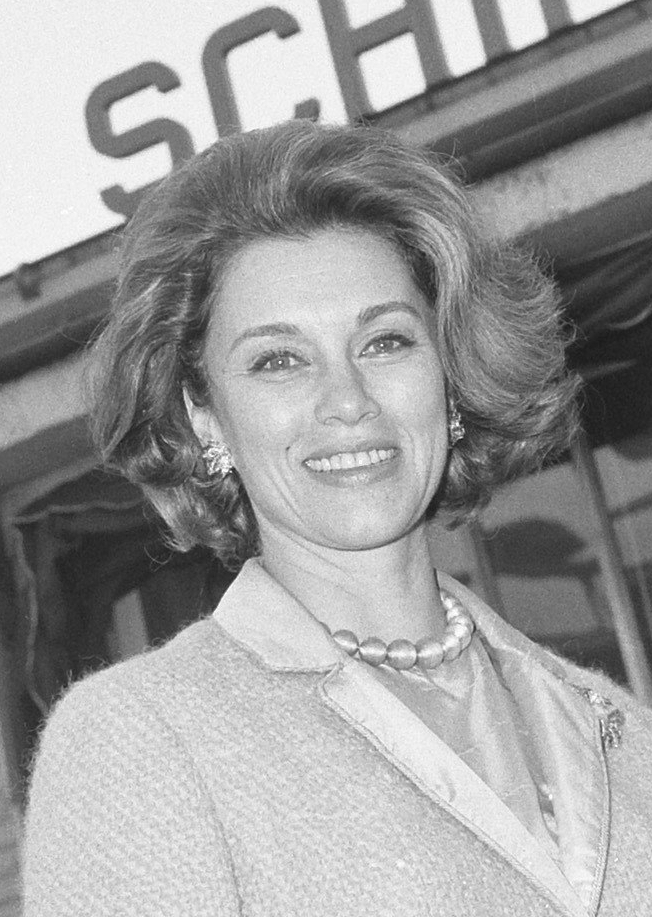
Linda Christian (1923–2011)

- Christian, Lothar (1919–2006), deutscher Brigadegeneral des Heeres
- Christian, Mark (* 1990), britischer Radrennfahrer
- Christian, Mary Ellen (1848–1941), australische Sängerin (Alt) und Gesangslehrerin
- Christian, Matthias (* 1941), österreichischer Philosoph
- Christian, Meg (* 1946), US-amerikanische Sängerin und Liedtexterin
- Christian, Michael (1947–2006), deutscher Schauspieler und Synchronsprecher
- Christian, Mike (* 1955), US-amerikanischer Bodybuilder
- Christian, Norbert (1925–1976), deutscher Schauspieler
- Christian, Paul (1910–1996), deutscher Mediziner und Hochschullehrer
- Christian, Peter († 1917), Bürgermeister und Mitglied des Provinziallandtages der Provinz Hessen-Nassau
- Christian, Peter (* 1947), mikronesischer Politiker, Präsident der Föderierten Staaten von Mikronesien
- Christian, Robert (1948–2019), US-amerikanischer Ordensgeistlicher, römisch-katholischer Weihbischof in San Francisco
- Christian, Roger (1935–2011), US-amerikanischer Eishockeyspieler
- Christian, Roger (* 1944), britischer Filmregisseur
- Christian, Shawn (* 1965), US-amerikanischer SchauspielerShawn Christian (* 1965)

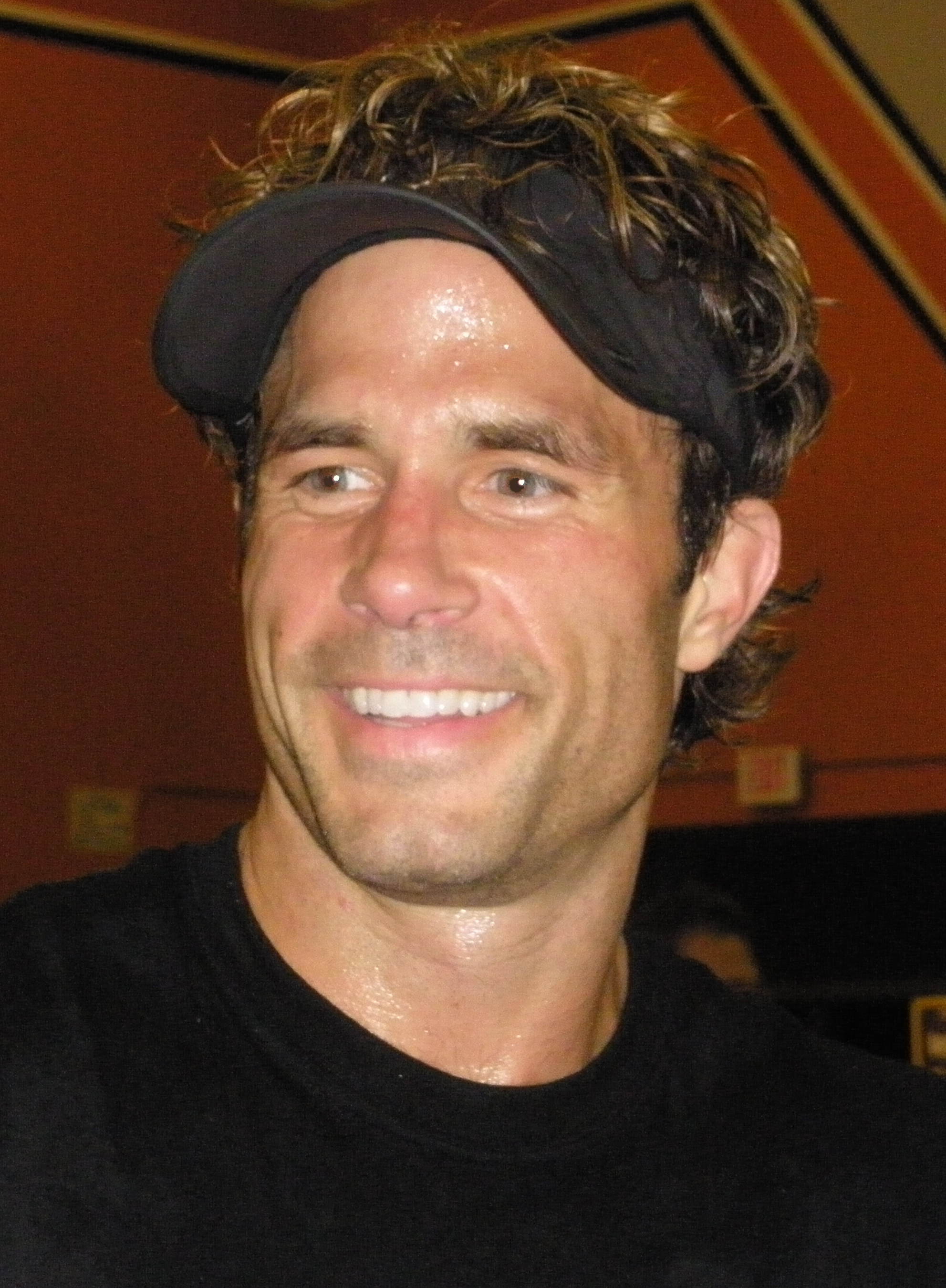
Shawn Christian (* 1965)

- Christian, Sydney (1935–2017), antiguanischer Politiker
- Christian, Thomas (* 1951), österreichischer Violinist und Musikpädagoge
- Christian, Thursday October (1790–1831), erstgeborener Pitcairner
- Christian, Viktor (1885–1963), deutscher Altorientalist
- Christian, Walter (1905–1990), deutscher Maschinenbauingenieur und Hochschullehrer
- Christian-Christensen, Donna (* 1945), US-amerikanische Politikerin (Demokratische Partei)
- Christian-Jaque (1904–1994), französischer Regisseur

###### Christianc
- Christiancy, Isaac P. (1812–1890), US-amerikanischer Jurist und Politiker

###### Christiane
- Christiane, deutsche Sängerin
- Christiane Eberhardine von Brandenburg-Bayreuth (1671–1727), Kurfürstin von Sachsen, Titularkönigin von PolenChristiane Eberhardine von Brandenburg-Bayreuth (1671–1727)

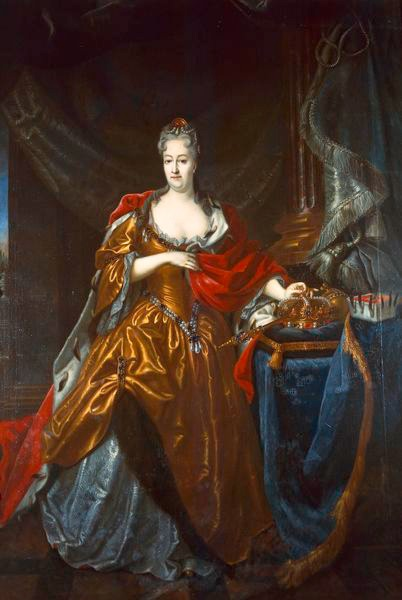
Christiane Eberhardine von Brandenburg-Bayreuth (1671–1727)

- Christiane Henriette von Pfalz-Zweibrücken (1725–1816), Pfalzgräfin von Zweibrücken-Birkenfeld, durch Heirat Fürstin von Waldeck und Pyrmont
- Christiane Sophie Charlotte von Brandenburg-Kulmbach (1733–1757), Herzogin von Sachsen-Hildburghausen
- Christiane von Capua, ungarische Königin
- Christiane von Sachsen-Merseburg (1659–1679), Prinzessin von Sachsen-Merseburg und Herzogin von Sachsen-Eisenberg
- Christiane von Termonde, katholische Heilige
- Christiane Wilhelmine (1711–1740), durch Heirat Fürstin von Nassau-Usingen
- Christiane zu Mecklenburg (1735–1794), Herzogin zu Mecklenburg, Angehörige des herzoglichen Hauses von Mecklenburg-StrelitzChristiane zu Mecklenburg (1735–1794)

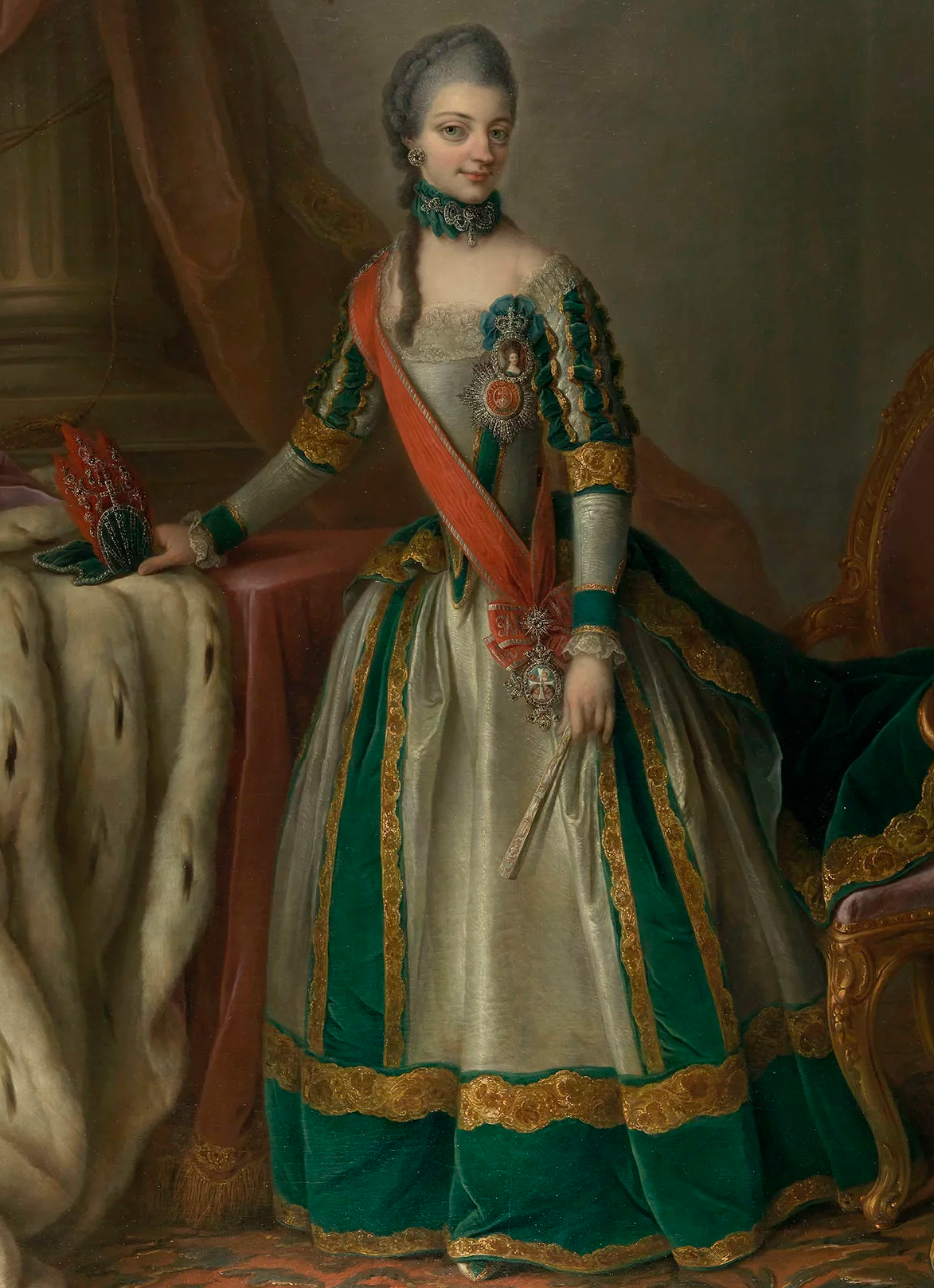
Christiane zu Mecklenburg (1735–1794)

- Christianen, Arjan (* 1982), niederländischer Fußballspieler

###### Christiani
- Christiani, Alexander (1587–1637), deutscher lutherischer Theologe und Mathematiker
- Christiani, Alexander (* 1940), österreichischer Diplomat
- Christiani, Alexander (* 1958), deutscher Redner
- Christiani, Dave (* 1979), niederländischer Karambolagespieler
- Christiani, David (1610–1688), deutscher lutherischer Theologe und Mathematiker
- Christiani, Eddy (1918–2016), niederländischer Gitarrist, Sänger und Songwriter
- Christiani, Erhard (1939–2017), deutscher Künstler und Architekt
- Christiani, Hans (* 1951), deutscher Schauspieler
- Christiani, Johann Rudolph (1761–1841), dänisch-deutscher Pädagoge und Theologe
- Christiani, Karl (1860–1930), deutscher Pfarrer und Politiker (DNVP)
- Christiani, Karl Andreas (1707–1780), deutscher Philosoph
- Christiani, Konrad (1732–1795), Apotheker
- Christiani, Pablo, antijüdischer Polemist und Hauptgegner von Nachmanides an der Disputation von Barcelona
- Christiani, Reinhold (* 1940), deutscher Pädagoge
- Christiani, Rudolf (1797–1858), deutscher Jurist und Politiker
- Christiani, Rudolf (1877–1960), dänischer Bauingenieur
- Christiani, Wilhelm Ernst (1731–1793), deutscher Theologe und Historiker

###### Christiano
- Christiano, Lawrence J., US-amerikanischer Wirtschaftswissenschaftler und Hochschullehrer
- Christianowitsch, Sergei Alexejewitsch (1908–2000), russischer Mathematiker, Physiker und Hochschullehrer

###### Christians
- Christians, Annedore (1926–2013), deutsche Schriftstellerin, Malerin und Bildhauerin
- Christians, Clemens (1923–1998), deutscher Gymnasiallehrer, Oberstudiendirektor und Präsident des Deutschen Lehrerverbandes (DL)
- Christians, Friedrich Wilhelm (1922–2004), deutscher Bankier
- Christians, Heiko (* 1963), deutscher Literaturwissenschaftler und Hochschullehrer
- Christians, Kathrin (* 1984), deutsche Querflötistin
- Christians, Kurt (1909–1998), deutscher Drucker und Verleger
- Christians, Ludwig (1875–1940), deutscher Landrat
- Christians, Mady (1896–1951), deutsche SchauspielerinMady Christians (1896–1951)

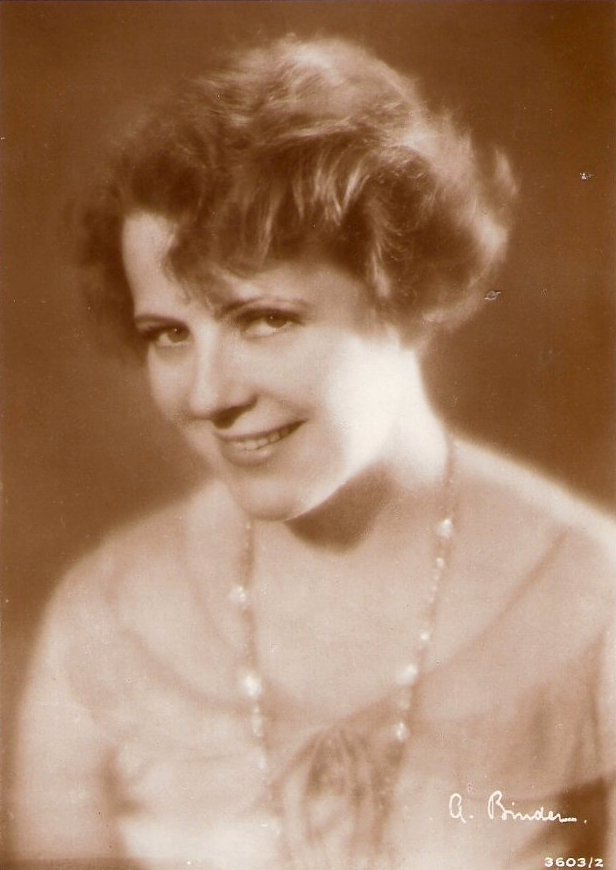
Mady Christians (1896–1951)

- Christians, Rudolf (1869–1921), deutscher Schauspieler und Theaterleiter
- Christians, Sven (* 1967), deutscher Fußballspieler
- Christiansen, Anders (* 1990), dänischer Fußballspieler
- Christiansen, Andreas (1743–1811), Kaufmann und Reeder
- Christiansen, Ann (* 1966), schwedische Schwimmerin
- Christiansen, Arne, kanadischer Synchronsprecher und Übersetzer
- Christiansen, Arne B. (1909–1983), norwegischer Skispringer
- Christiansen, Bill (1914–2000), US-amerikanischer Politiker
- Christiansen, Birgit (* 1974), deutsche Altorientalistin
- Christiansen, Broder (1869–1958), deutscher Philosoph und Sprachwissenschaftler
- Christiansen, Bryan (* 1975), US-amerikanischer Basketballspieler
- Christiansen, Carl (1884–1969), deutscher Polizeipräsident und Fregattenkapitän
- Christiansen, Christian (1843–1917), dänischer Physiker
- Christiansen, Christian (1895–1963), dänischer Politiker (Socialdemokraterne), Mitglied des Folketing, Fischereiminister
- Christiansen, Christian E. (* 1972), dänischer Filmregisseur und -produzent
- Christiansen, Claus (* 1967), dänischer Fußballspieler
- Christiansen, David (* 1976), deutscher Filmmusik-Komponist und Orchestrator
- Christiansen, Erik (* 1956), dänischer Ruderer
- Christiansen, Ernst (1891–1974), dänischer Journalist, Schriftsteller und Politiker (Danmarks Kommunistiske Parti, Socialdemokraterne), Mitglied des Folketing, Minister ohne Geschäftsbereich
- Christiansen, Eva (* 1970), deutsche Medienberaterin
- Christiansen, Friedrich (1879–1972), deutscher General der Flieger sowie Befehlshaber der Wehrmacht in den NiederlandenFriedrich Christiansen (1879–1972)

Friedrich Christiansen (1879–1972)

- Christiansen, Georg-Stuhr (1914–1997), deutscher Seeoffizier, zuletzt Korvettenkapitän der Kriegsmarine
- Christiansen, Hanna (* 1973), deutsche Kinder- und Jugendpsychologin und Hochschullehrerin
- Christiansen, Hanne Hvidtfeldt (* 1965), dänische Geographin
- Christiansen, Hans (1866–1945), deutscher Kunsthandwerker und Maler des Jugendstils
- Christiansen, Hans (1867–1938), norwegischer Regattasegler
- Christiansen, Hans C. (1906–2001), dänischer Kaufmann und Wirtschaftswissenschaftler
- Christiansen, Henning (1932–2008), dänischer Komponist
- Christiansen, Henning (* 1974), deutscher Cartoonist, Filmemacher und Autor
- Christiansen, Henrik (* 1983), norwegischer Eisschnellläufer
- Christiansen, Holger (* 1957), deutscher Pädiater, Onkologe, Hämatologe, Krebsforscher und Hochschullehrer
- Christiansen, Ingeborg (* 1930), deutsche Theater- und Filmschauspielerin
- Christiansen, Isobel (* 1991), englische Fußballspielerin
- Christiansen, Jack (1928–1986), US-amerikanischer American-Football-Spieler und -Trainer
- Christiansen, James G. (1897–1982), US-amerikanischer Offizier, Generalmajor der US-Army
- Christiansen, Jesper (* 1978), dänischer Fußballtorhüter
- Christiansen, Jessie, australische Astrophysikerin
- Christiansen, Joan (* 1988), dänische Badmintonspielerin
- Christiansen, Johan-Sebastian (* 1998), norwegischer Schachspieler
- Christiansen, Johannes (1809–1854), deutscher Rechtsgelehrter
- Christiansen, Jörn, deutscher Volkskundler und Museumsdirektor
- Christiansen, Julie (* 1987), dänische Schauspielerin
- Christiansen, Julius (1897–1951), deutscher Politiker (DVP), MdL
- Christiansen, Kai (* 1968), deutscher Regisseur und Drehbuchautor
- Christiansen, Karianne (1949–1976), norwegische Skirennläuferin
- Christiansen, Karl (1890–1932), grönländischer Katechet und Landesrat
- Christiansen, Kasper Tom (* 1981), dänischer Jazz-Schlagzeuger und Komponist
- Christiansen, Kim (* 1976), norwegischer Snowboarder
- Christiansen, Larry (* 1956), US-amerikanischer Schachspieler
- Christiansen, Lars (* 1972), dänischer Handballspieler und -trainerLars Christiansen (* 1972)

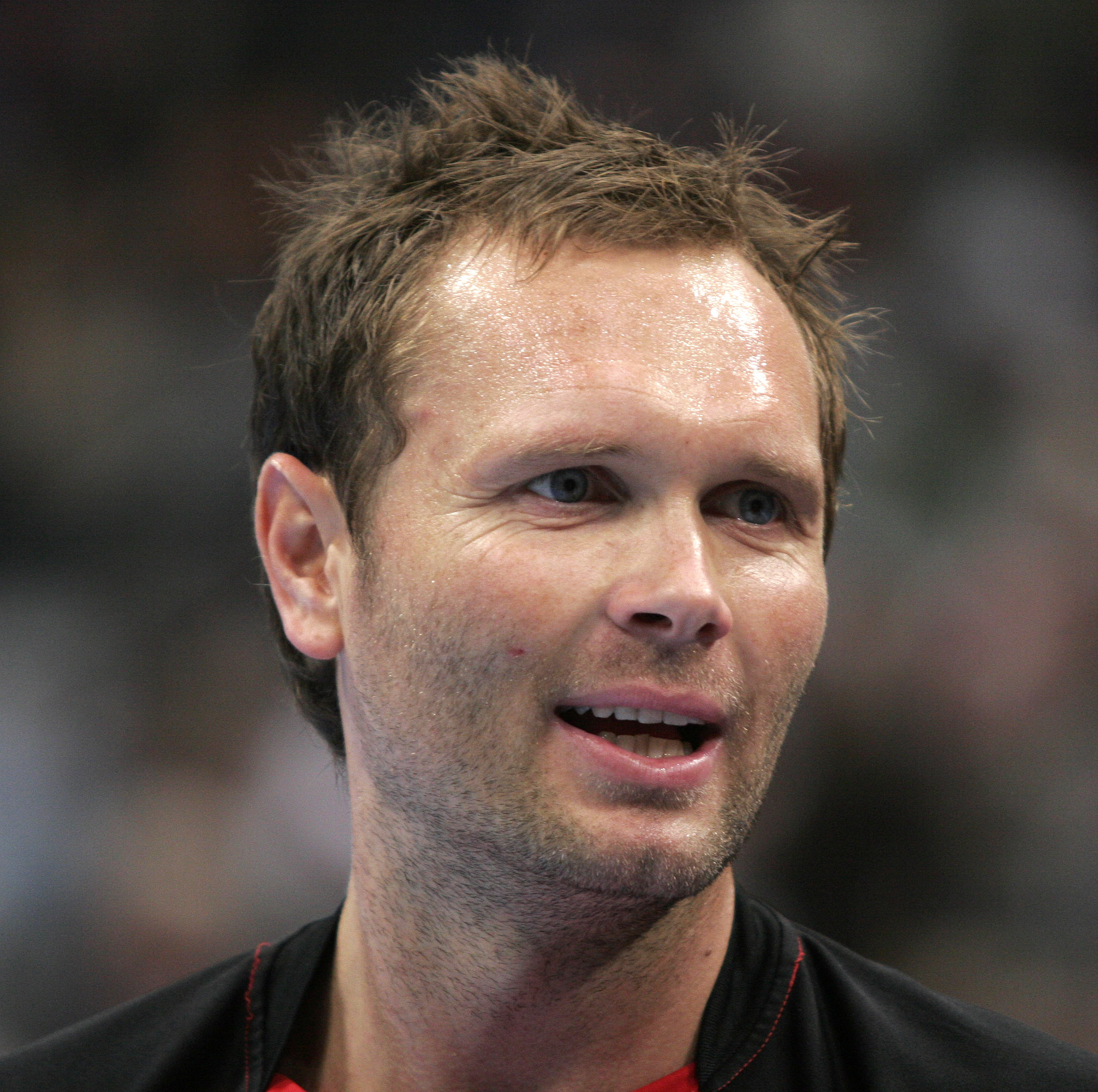
Lars Christiansen (* 1972)

- Christiansen, Lauritz (1867–1930), norwegischer Segler
- Christiansen, Lauritz (1892–1976), dänischer Langstreckenläufer
- Christiansen, Lorang (1917–1991), norwegischer Radrennfahrer
- Christiansen, Louis (* 2007), deutscher Schauspieler
- Christiansen, Mads (* 1986), dänischer Handballspieler
- Christiansen, Maja (* 1996), norwegische Schauspielerin
- Christiansen, Mariana (* 1948), deutsch-rumänische Gymnastiktrainerin
- Christiansen, Marianne (* 1963), dänische Bischöfin
- Christiansen, Mark (* 1963), dänischer Badmintonspieler
- Christiansen, Mathias (* 1968), deutscher Schriftsteller
- Christiansen, Mathias (* 1994), dänischer Badmintonspieler
- Christiansen, Max (1907–1980), deutscher Politiker (CDU der DDR)
- Christiansen, Max (* 1996), deutscher FußballspielerMax Christiansen (* 1996)

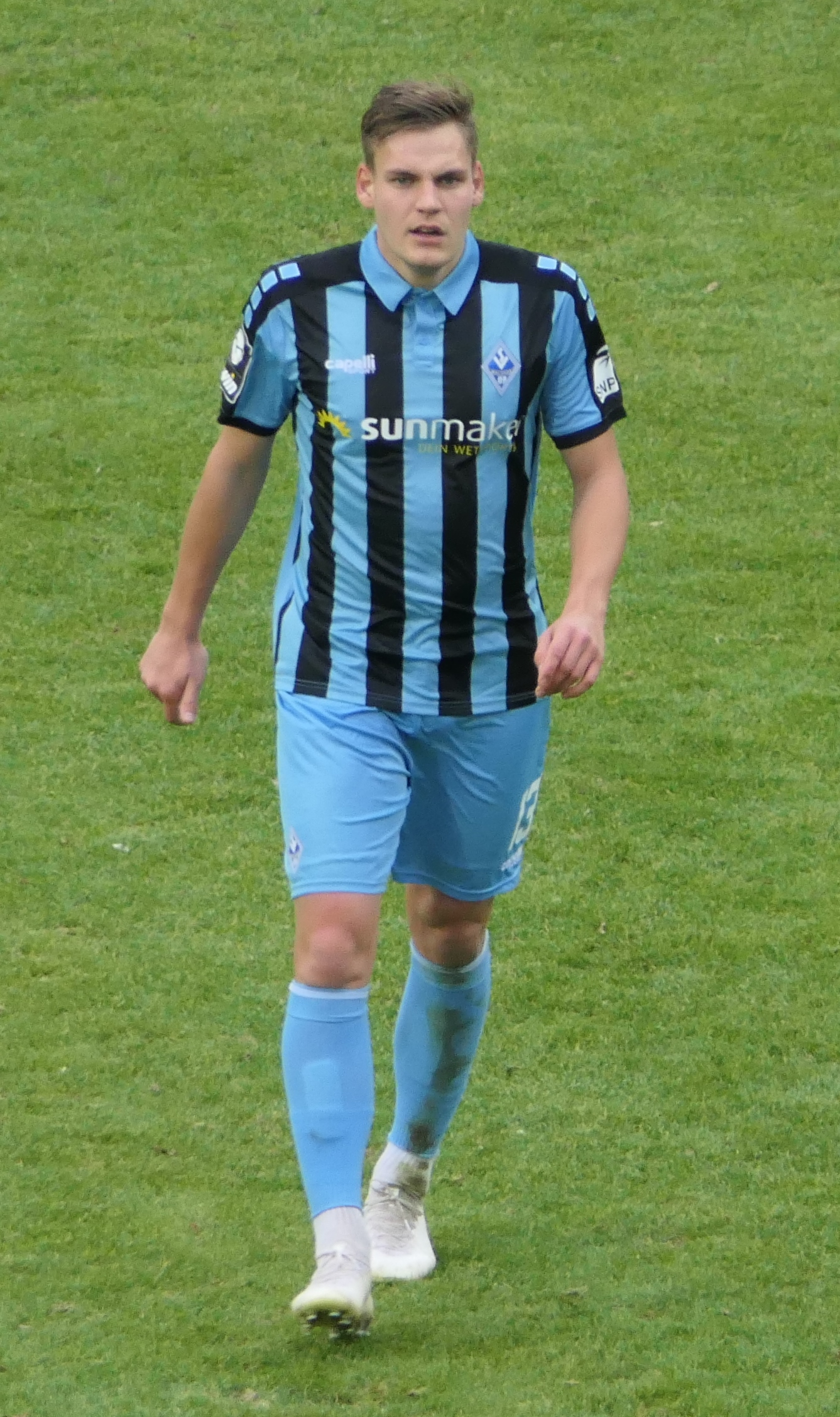
Max Christiansen (* 1996)

- Christiansen, Morten (* 1974), norwegischer Radrennfahrer
- Christiansen, Morten Voss (* 1979), dänischer Bahn- und Straßenradrennfahrer
- Christiansen, Nanna (* 1989), dänische Fußballspielerin
- Christiansen, Ole Kirk (1891–1958), dänischer Unternehmer (Lego)
- Christiansen, Pål H. (* 1958), norwegischer Schriftsteller
- Christiansen, Palle (* 1973), dänisch-grönländischer Politiker (Demokraatit), Zahnarzt und Unternehmer
- Christiansen, Paul (1807–1893), Maurer- und Baumeister
- Christiansen, Per (* 1949), norwegischer Jurist, Hochschullehrer und EFTA-Richter
- Christiansen, Peter F. (1923–2012), färöischer Politiker (Sambandsflokkurin)
- Christiansen, Peter Fich (* 1941), dänischer Ruderer
- Christiansen, Ragnar (1922–2019), norwegischer Politiker (Arbeiderpartiet), Minister und Fylkesmann
- Christiansen, Rolf (* 1957), deutscher Politiker (SPD)
- Christiansen, Rudolf (1943–2019), deutscher Fußballspieler
- Christiansen, Sabine (* 1957), deutsche Fernsehmoderatorin, Journalistin und ProduzentinSabine Christiansen (* 1957)

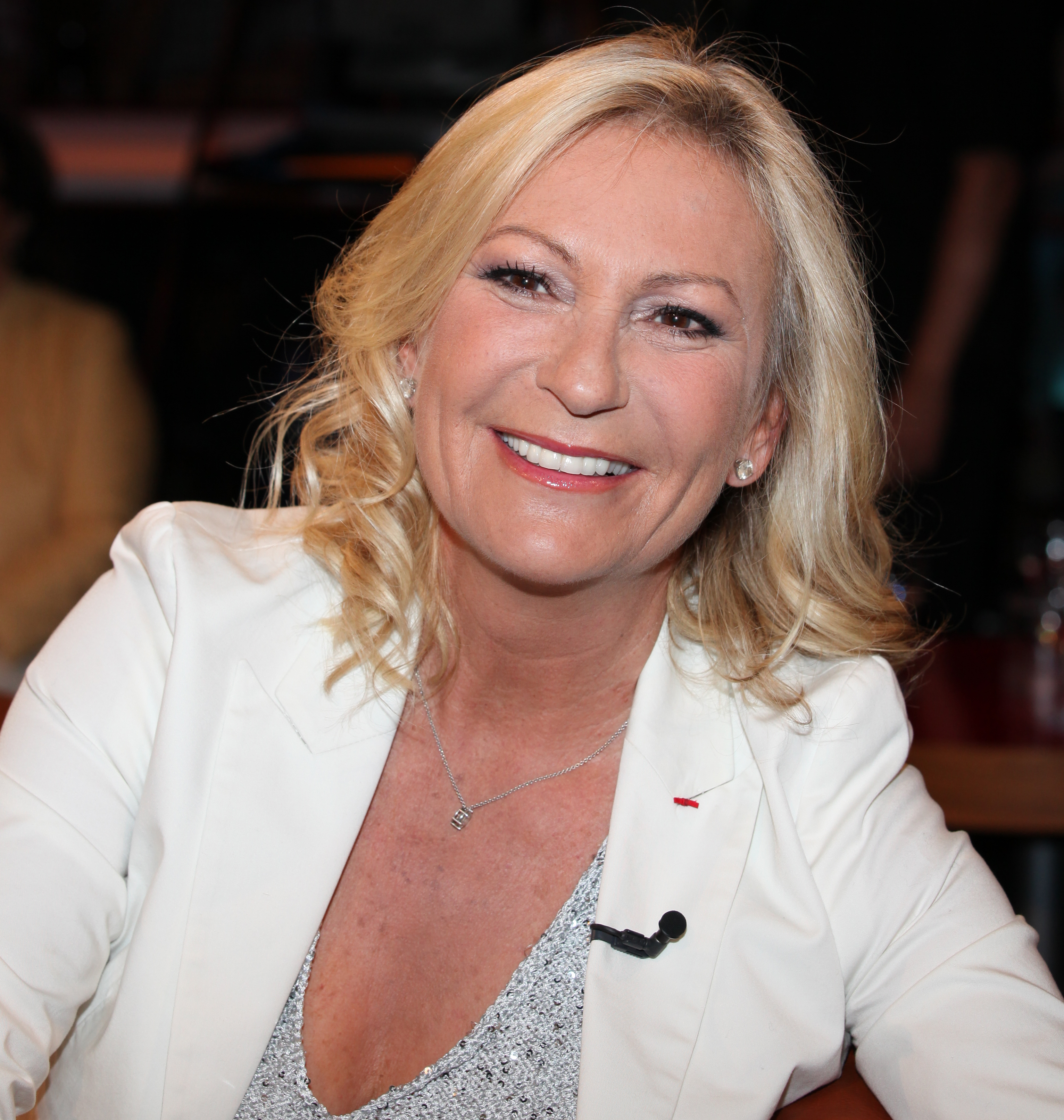
Sabine Christiansen (* 1957)

- Christiansen, Sigurd (1891–1947), norwegischer Schriftsteller
- Christiansen, Sigvard (* 1866), grönländischer Landesrat
- Christiansen, Silke (* 1973), deutsche Handballtorhüterin und Trainerin
- Christiansen, Svein (1941–2015), norwegischer Jazzmusiker (Schlagzeug)
- Christiansen, Theis (* 1984), dänischer Badmintonspieler
- Christiansen, Thomas (* 1973), dänisch-spanischer Fußballspieler und Fußballtrainer
- Christiansen, Thor Nis (1957–1981), dänisch-US-amerikanischer Serienmörder
- Christiansen, Thue (1940–2022), grönländischer Künstler, Politiker (Siumut), Lehrer, Redakteur und Übersetzer
- Christiansen, Tom (* 1956), norwegischer Skispringer
- Christiansen, Vetle Sjåstad (* 1992), norwegischer Biathlet
- Christiansen, Vilhelm (* 1940), grönländischer Politiker
- Christiansen, Waldemar (1920–1997), deutscher Politiker (FDP), MdHB
- Christiansen, Wilhelm (1885–1966), deutscher Botaniker, Mittelschullehrer und Dozent an der Universität Kiel
- Christiansen, Wilhelm Ludwig (1920–2011), deutscher Heimatforscher, Fremdenführer und Politiker (SSW, SPF)
- Christiansen-Clausen, Max (1899–1979), deutscher Kommunist und Funker der Hauptverwaltung für Aufklärung im Generalstab der Roten Armee
- Christiansen-Weniger, Friedrich (1897–1989), deutscher Agrarexperte und Hochschullehrer
- Christianson, Denny (1942–2021), US-amerikanischer Jazz-Trompeter
- Christianson, Theodore (1883–1948), US-amerikanischer Politiker
- Christiansson, Per (1961–2023), schwedischer Radrennfahrer
- Christiansson, Sara (* 1997), schwedische Leichtathletin

###### Christiany
- Christiany, Antonie (* 1812), deutsche Theaterschauspielerin, Opernsängerin (Sopran)

###### Christid
- Christidis, Leslie (* 1959), australischer Ornithologe
- Christidou, Styliani (* 1987), griechische Sportgymnastin

###### Christie
- Christie, Agatha (1890–1976), englische Krimi-SchriftstellerinAgatha Christie (1890–1976)

Agatha Christie (1890–1976)

- Christie, Al (1881–1951), kanadischer Regisseur, Filmproduzent und Drehbuchautor
- Christie, Alan (1905–2002), kanadischer Sprinter
- Christie, Alexander (1848–1925), US-amerikanischer Geistlicher
- Christie, Amalie (1913–2010), norwegische Pianistin, Klavierpädagogin und Anthroposophin
- Christie, Audrey (1912–1989), US-amerikanische Schauspielerin
- Christie, Bob (1924–2009), US-amerikanischer Rennfahrer
- Christie, Cam (* 2005), US-amerikanischer Basketballspieler
- Christie, Charles (1880–1955), kanadisch-US-amerikanischer Filmregisseur und Filmproduzent
- Christie, Chris (* 1962), US-amerikanischer Politiker (Republikanische Partei)
- Christie, Christian (1832–1906), norwegischer Architekt
- Christie, Cyrus (* 1992), irischer Fußballspieler
- Christie, David (1818–1880), kanadischer Politiker (Liberale Partei), Sprecher des Senats
- Christie, David (1948–1997), französischer Sänger und Songschreiber
- Christie, David A. (* 1945), britischer Ornithologe
- Christie, Doug (* 1970), US-amerikanischer Basketballspieler
- Christie, Elise (* 1990), britische Shorttrackerin
- Christie, Freya (* 1997), britische Tennisspielerin
- Christie, Gabriel (1756–1808), US-amerikanischer Politiker
- Christie, George (1934–2014), englischer Opernintendant
- Christie, Gwendoline (* 1978), britische SchauspielerinGwendoline Christie (* 1978)

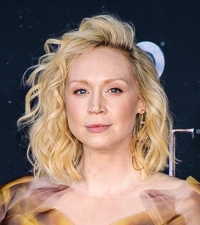
Gwendoline Christie (* 1978)

- Christie, Henrietta (* 2002), neuseeländische Radrennfahrerin
- Christie, Ian (1927–2010), britischer Jazz-Klarinettist und Autor
- Christie, James (1730–1803), britischer Auktionator
- Christie, Jason (* 1990), neuseeländischer Bahn- und Straßenradrennfahrer
- Christie, Jeff (* 1983), kanadischer Rennrodler
- Christie, Jeremy (* 1983), neuseeländischer Fußballspieler
- Christie, John (1899–1953), britischer Serienmörder
- Christie, John Walter (1865–1944), US-amerikanischer Automobilrennfahrer, Ingenieur, Erfinder und Unternehmer
- Christie, Jonatan (* 1997), indonesischer Badmintonspieler
- Christie, Julianne, kanadische Schauspielerin
- Christie, Julie (* 1940), britische FilmschauspielerinJulie Christie (* 1940)

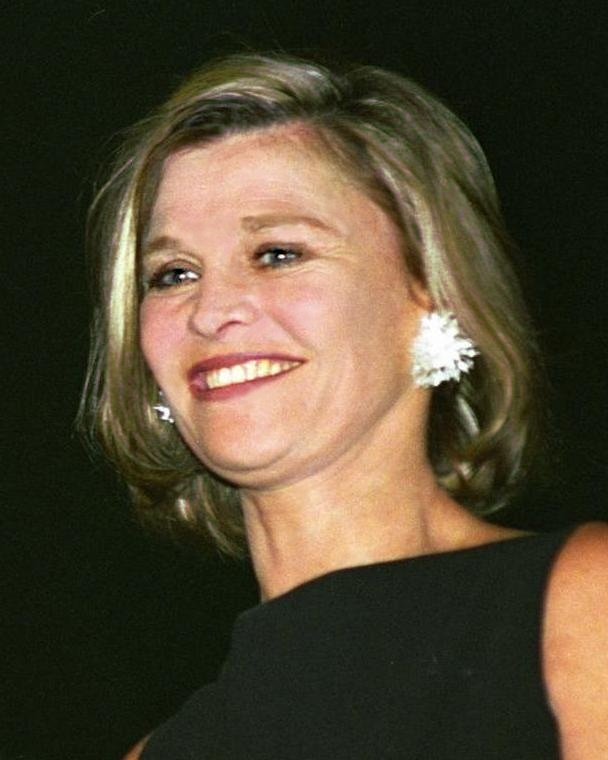
Julie Christie (* 1940)

- Christie, Keith (1931–1980), britischer Jazz-Posaunist
- Christie, Linford (* 1960), britisch-jamaikanischer Sprinter
- Christie, Lou (1943–2025), US-amerikanischer Sänger und Songwriter
- Christie, Lyn (1928–2020), australischer Jazz-Bassist, Bandleader und Hochschullehrer
- Christie, Malcolm (* 1979), englischer Fußballspieler
- Christie, Max (* 2003), US-amerikanischer Basketballspieler
- Christie, Mike (1949–2019), US-amerikanischer Eishockeyspieler
- Christie, Morven (* 1979), schottische SchauspielerinMorven Christie (* 1979)

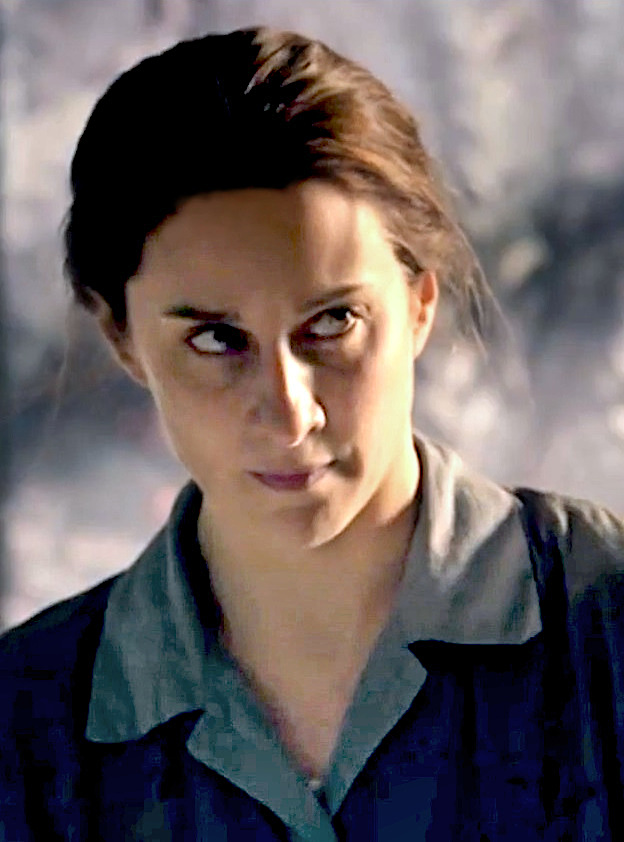
Morven Christie (* 1979)

- Christie, Moss (1901–1978), australischer Schwimmer
- Christie, Mylla (* 1971), brasilianische Schauspielerin und Sängerin
- Christie, Nils (1928–2015), norwegischer Kriminologe
- Christie, Perry (* 1943), bahamaischer Politiker, Premierminister (2002–2007 und 2012–2017)
- Christie, Richard Copley (1830–1901), britischer Jurist, Historiker, Bibliophiler und Romanist
- Christie, Ryan (* 1995), schottischer Fußballspieler
- Christie, Samuel Hunter (1784–1865), britischer Mathematiker und Naturforscher
- Christie, Stuart (1946–2020), britischer Anarchist sowie Gründer und Herausgeber der Black Flag
- Christie, Tony (* 1943), englischer Musiker, Sänger und Schauspieler
- Christie, Warren (* 1975), kanadischer Schauspieler britischer Abstammung
- Christie, Werner (* 1949), norwegischer Politiker und Arzt
- Christie, Wilhelm Frimann Koren (1778–1849), norwegischer Jurist und Politiker, Mitglied des Storting
- Christie, William (1845–1922), britischer Astronom
- Christie, William (* 1944), US-amerikanisch-französischer Dirigent und Cembalist
- Christier, Holger (* 1948), deutscher Politiker (SPD), MdHB
- Christiernsson, Carl-Axel (1898–1969), schwedischer Hürdenläufer

###### Christil
- Christill, Horst (* 1959), deutscher Kirchenmusiker

###### Christin
- Christin, Charles-Gabriel-Frédéric (1744–1799), französischer Jurist und Historiker
- Christin, Monique, deutsche Schauspielerin und Hörspielsprecherin
- Christin, Pierre (1938–2024), französischer Comicautor
- Christin, Renate (* 1941), deutsche bildende Künstlerin
- Christina, Äbtissin des Klosters Liesborn
- Christina (1626–1689), Königin von SchwedenChristina (1626–1689)

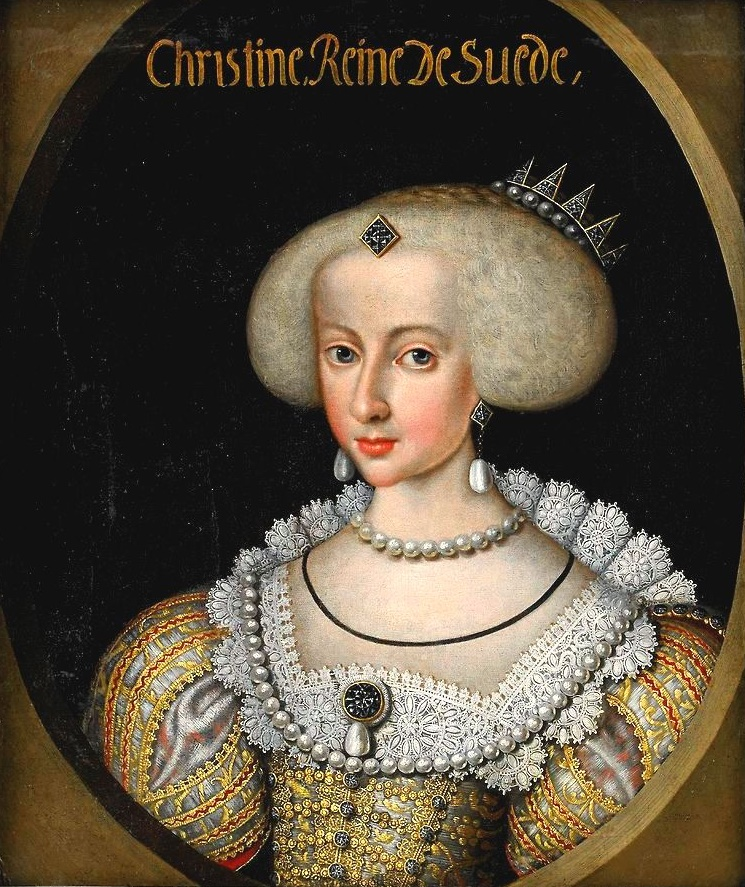
Christina (1626–1689)

- Christina die Wunderbare, christliche Heilige
- Christina Francisca (1688–1728), durch Heirat Fürstin von Löwenstein-Wertheim-Rochefort
- Christina I. († 919), Äbtissin von Gandersheim
- Christina Ingesdotter († 1122), schwedische Prinzessin
- Christina of Mar, schottische Adlige
- Christina Sophia (1609–1658), ostfriesische Prinzessin, Landgräfin von Hessen-Butzbach
- Christina Sophia (1688–1750), ostfriesische Prinzessin, Landgräfin von Hessen-Butzbach, Herzogin von Oels
- Christina von Bolsena, christliche Märtyrin
- Christina von Dänemark (1521–1590), Herzogin von Mailand und Lothringen, Prinzessin von Dänemark
- Christina von Frankreich (1606–1663), durch Heirat Herzogin von Savoyen
- Christina von Hamm, Mystikerin und Selige
- Christina von Hane, mittelalterliche Erlebnismystikerin
- Christina von Markyate († 1161), englische Mystikerin
- Christina von Oranien-Nassau (1947–2019), niederländische Prinzessin von Oranien-Nassau, Prinzessin von Lippe-BiesterfeldChristina von Oranien-Nassau (1947–2019)

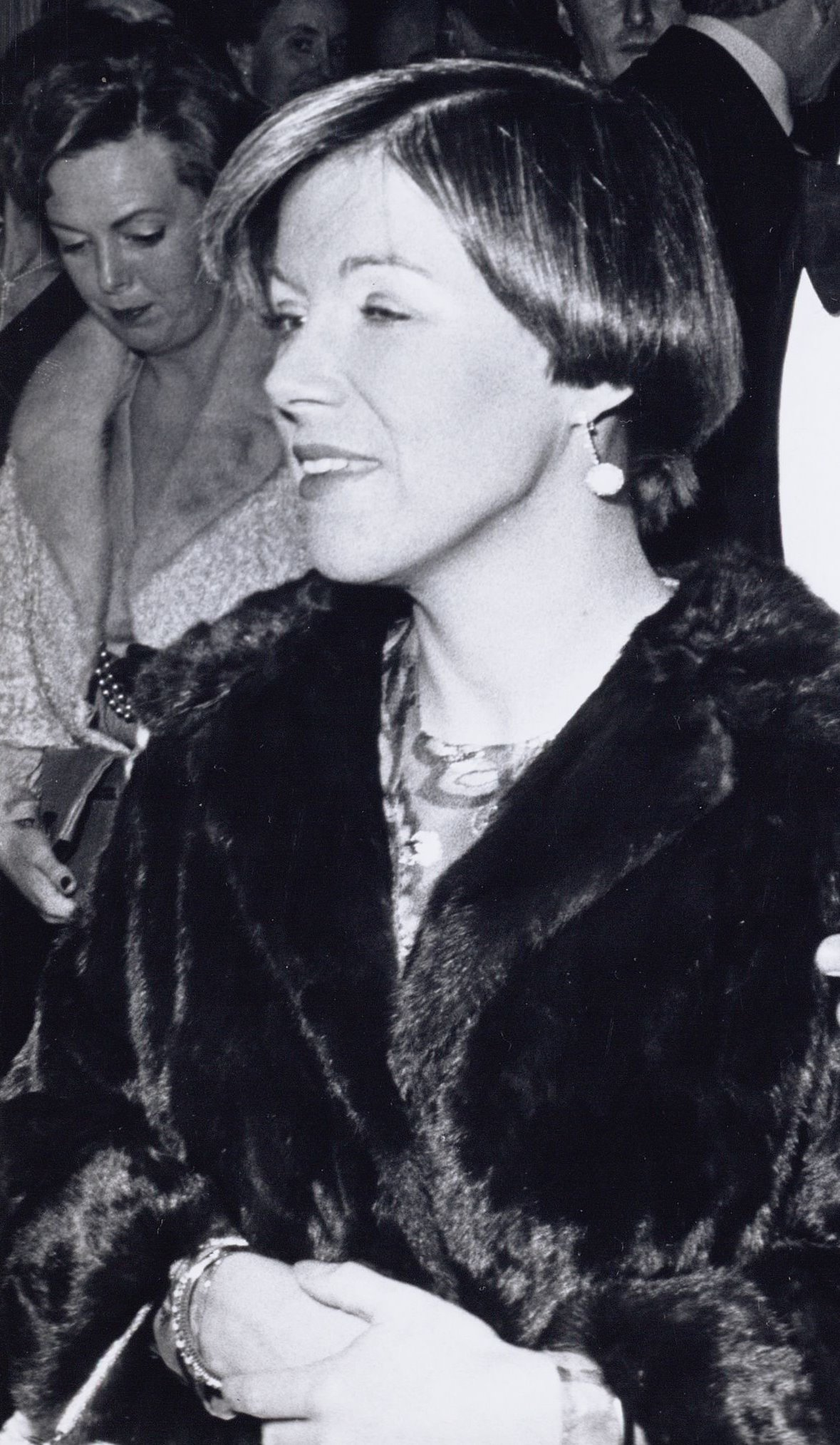
Christina von Oranien-Nassau (1947–2019)

- Christina von Sachsen (1461–1521), Königin von Dänemark, Norwegen und Schweden, sowie Herzogin von Schleswig-Holstein-Gottorf
- Christina von Sachsen (1505–1549), Landgräfin von Hessen
- Christina von Stommeln (1242–1312), Begine, Mystikerin und Stigmatisierte
- Christina zu Mecklenburg (1639–1693), Prinzessin aus dem Haus Mecklenburg-Schwerin, Äbtissin von Gandersheim
- Christinat, Amélia (1926–2016), Schweizer Nationalrätin und Frauenrechtlerin
- Christinat, Lukas (* 1965), Schweizer Solohornist im Luzerner Sinfonieorchester, Dozent für Horn und Kammermusik an der Hochschule Luzern
- Christine and the Queens (* 1988), französische Singer-SongwriterinChristine and the Queens (* 1988)

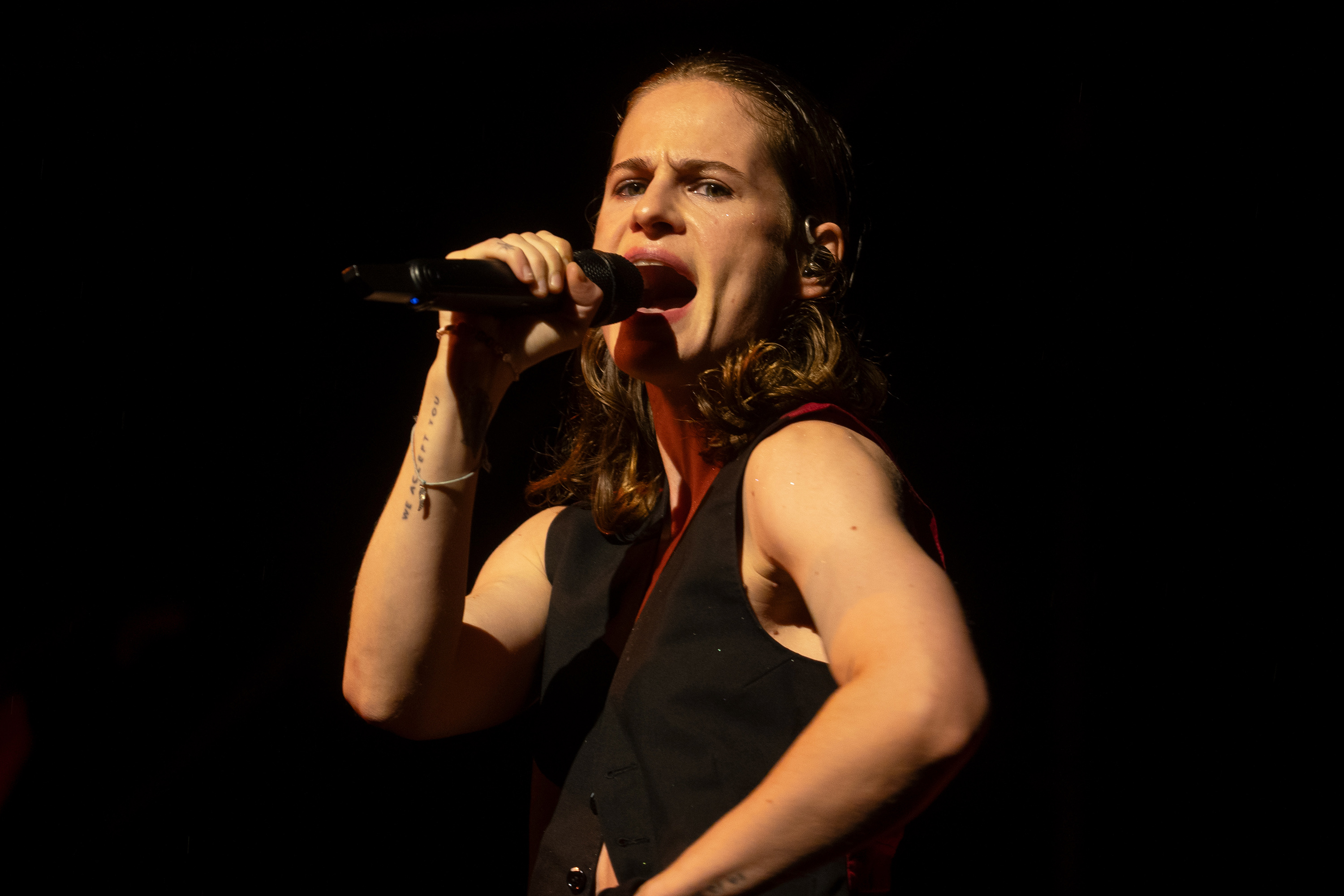
Christine and the Queens (* 1988)

- Christine Charlotte (1725–1782), Koadjutorin im Stift Herford
- Christine Charlotte von Württemberg (1645–1699), Prinzessin von Württemberg, durch Heirat Fürstin von Ostfriesland
- Christine Charlotte zu Solms-Braunfels (1690–1751), Prinzessin von Hessen-Homburg
- Christine de Pizan (* 1364), französische Schriftstellerin
- Christine Elisabeth von Barby und Mühlingen (1634–1681), Herzogin von Braunschweig und Lüneburg
- Christine Luise von Nassau-Idstein (1691–1723), Gräfin von Ostfriesland
- Christine Luise von Oettingen-Oettingen (1671–1747), Prinzessin zu Öttingen-Öttingen, durch Heirat Herzogin von Braunschweig-Wolfenbüttel sowie Fürstin von Blankenburg
- Christine Magdalena von Pfalz-Zweibrücken-Kleeburg (1616–1662), Pfalzgräfin von Zweibrücken-Kleeburg, durch Heirat Markgräfin von Baden-Durlach
- Christine Margarete zu Mecklenburg (1615–1666), Herzogin zu Mecklenburg
- Christine von Baden-Durlach (1645–1705), Herzogin von Sachsen-Gotha-Altenburg
- Christine von Hessen (1543–1604), Herzogin von Holstein-Gottorf
- Christine von Hessen-Eschwege (1648–1702), Herzogin zu Braunschweig-Wolfenbüttel-Bevern
- Christine von Hessen-Kassel (1578–1658), Herzogin von Sachsen-Eisenach
- Christine von Hessen-Rotenburg (1717–1778), durch Heirat Fürstin von Savoyen
- Christine von Lothringen (1565–1636), Großherzogin und Regentin der ToskanaChristine von Lothringen (1565–1636)

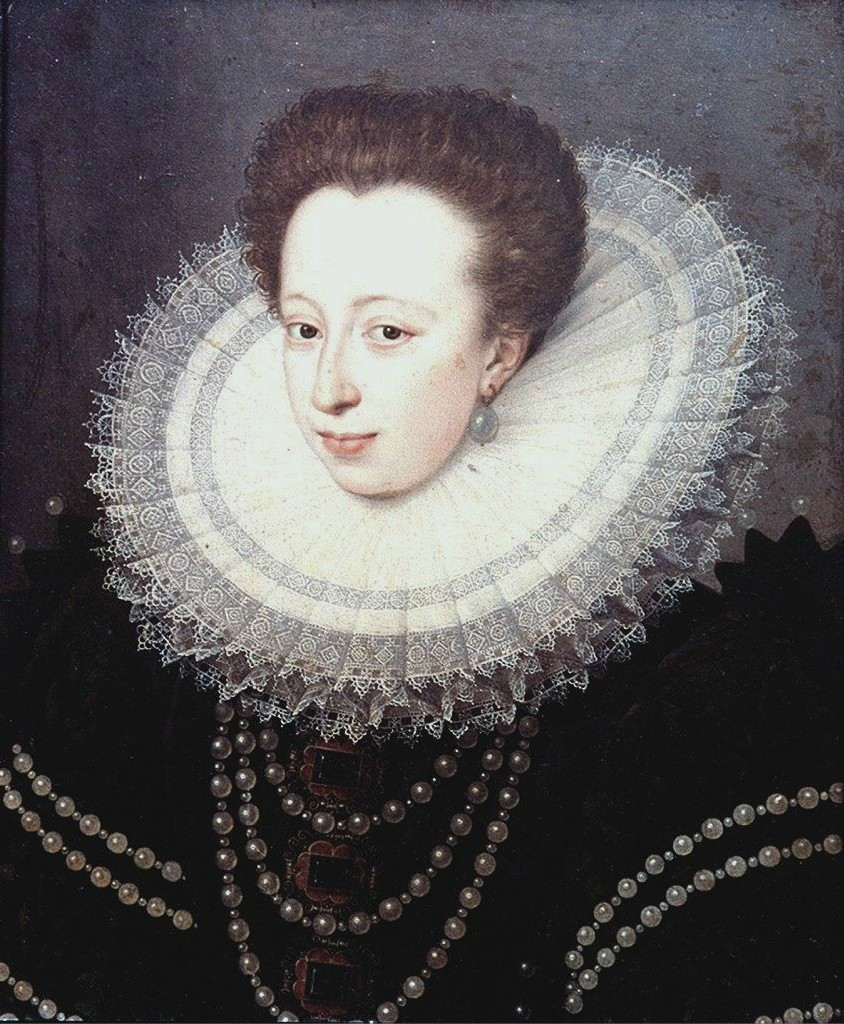
Christine von Lothringen (1565–1636)

- Christine Wilhelmine (1653–1722), Herzogin von Mecklenburg
- Christine, Ann (1944–2022), finnische Schlagersängerin der 1960er Jahre
- Christiné, Henri (1867–1941), schweizerisch-französischer Komponist
- Christine, Virginia (1920–1996), US-amerikanische Filmschauspielerin
- Christineck, Carl Ludwig Johann, russischer Maler
- Christinel, Dragomir (1973–1992), rumänischer Asylbewerber, Todesopfer rechtsextremer Gewalt in der Bundesrepublik Deutschland
- Christinger, Johann Jakob (1836–1910), Schweizer evangelisch-reformierter Pfarrer und Schriftsteller

###### Christis
- Christison, Philip (1893–1993), britischer Offizier der British Army
- Christison, Robert (1797–1882), schottischer Toxikologe und Hochschullehrer

###### Christit
- Christitch, Elizabeth (1861–1933), irische Journalistin und Autorin

###### Christl
- Christl, Adolf (1891–1974), österreichischer Maler, Galerist und Konservator
- Christl, Andreas (* 1986), deutscher Radiomoderator
- Christl, Anton Josef (1802–1865), deutscher Theaterschauspieler, -regisseur und -leiter
- Christl, Christian (* 1962), deutscher Blues- und Boogie-Woogie-Pianist
- Christl, Ernst (* 1964), deutscher Radrennfahrer
- Christl, Florian (* 1990), deutscher Komponist und MusikerFlorian Christl (* 1990)

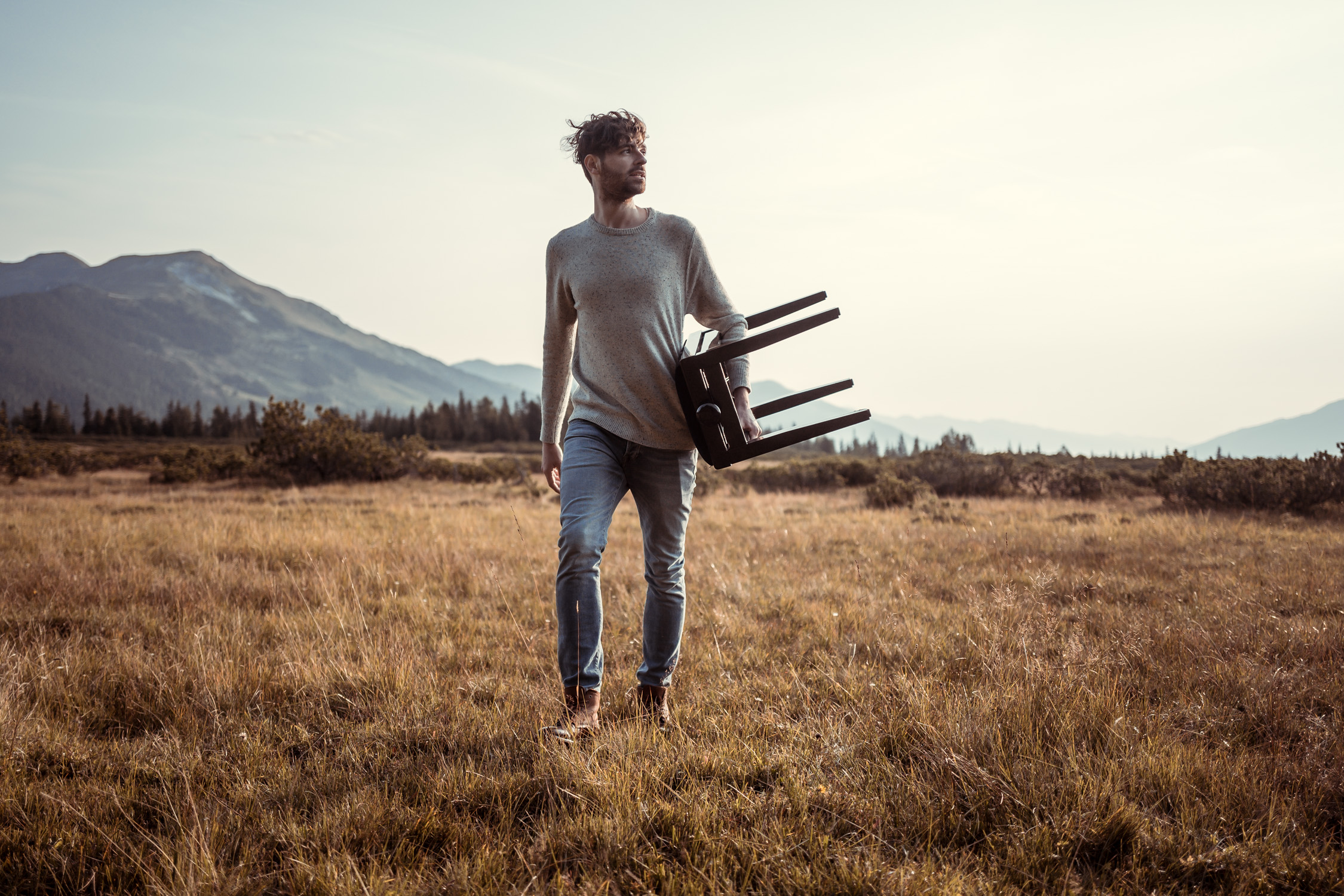
Florian Christl (* 1990)

- Christl, Lisy (* 1964), deutsche Kostümbildnerin
- Christl, Manfred (* 1941), deutscher Chemiker und Hochschullehrer
- Christl, Tobias (* 1978), deutscher Jazzmusiker
- Christle, Colm († 2018), irischer Radrennfahrer
- Christlein, Rainer (1940–1983), deutscher Prähistoriker
- Christlieb, Alfred (1866–1934), deutscher evangelischer Theologe
- Christlieb, Angela (* 1965), deutsche Schauspielerin und Regisseurin
- Christlieb, Harry (1886–1967), deutscher Bildhauer
- Christlieb, Pete (* 1945), amerikanischer Jazzmusiker
- Christlieb, Theodor (1833–1889), evangelischer Theologe, Pfarrer und Professor für Praktische Theologie

###### Christm
- Christman, Bert (1915–1942), US-amerikanischer Comiczeichner und Kampfpilot
- Christman, Bob (* 1942), US-amerikanischer Curler
- Christman, Daniel W. (* 1943), US-amerikanischer Militär, General der US Army
- Christman, Otto (1880–1963), kanadischer Fußballspieler
- Christmann, Adolf (* 1927), belgischer Porträt- und Landschaftsmaler
- Christmann, Anna (* 1983), deutsche Politikerin (Bündnis 90/Die Grünen)Anna Christmann (* 1983)

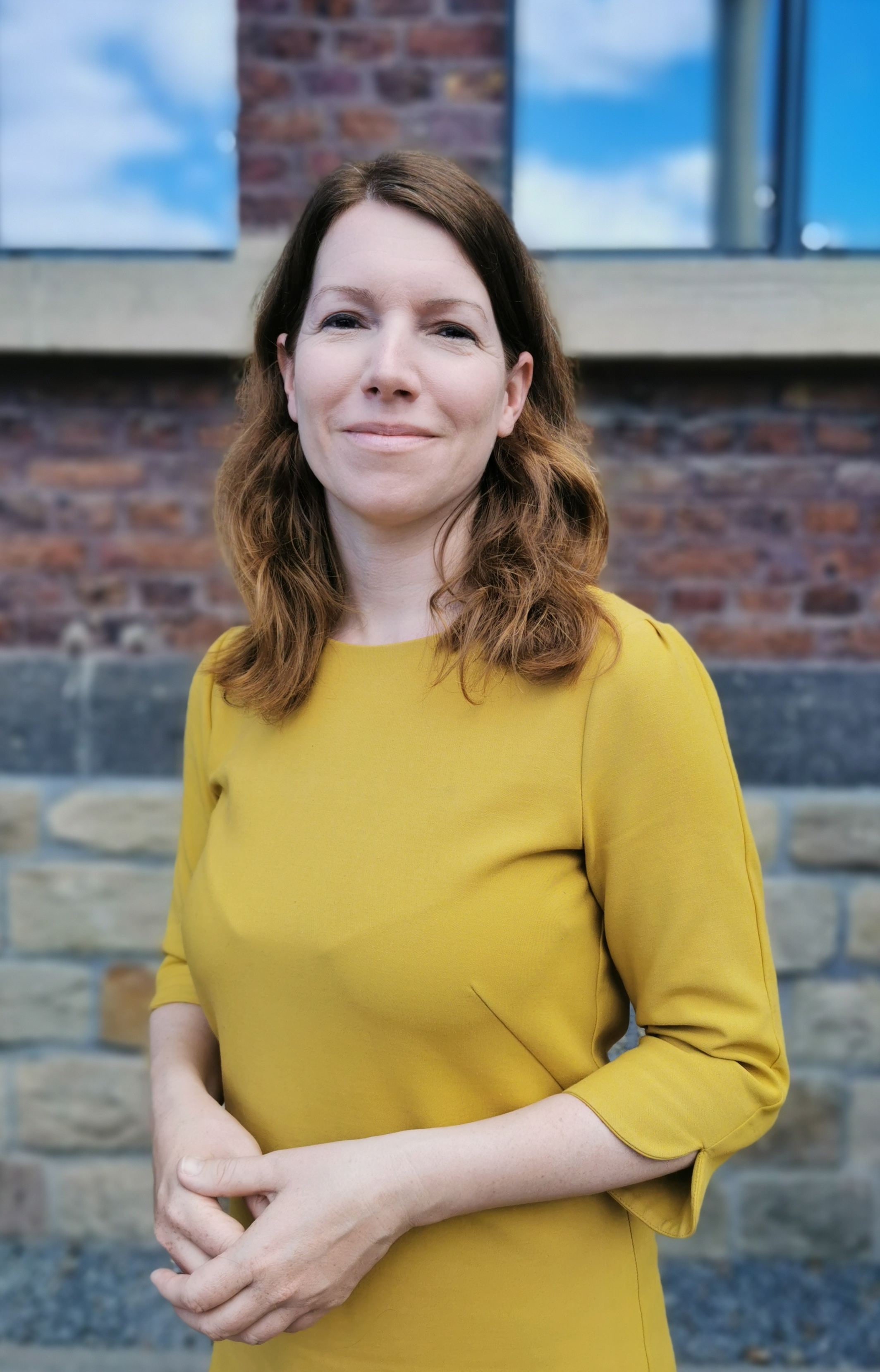
Anna Christmann (* 1983)

- Christmann, Anna Maria (1697–1761), deutsche Soldatin in den Türkenkriegen
- Christmann, Beate (* 1984), deutsche Degenfechterin
- Christmann, Egon (1932–2006), deutscher Jazzposaunist
- Christmann, Ernst (1885–1974), deutscher Heimatforscher und Landeshistoriker
- Christmann, Erwin (1929–2000), österreichischer Komponist und Musiker
- Christmann, Federico Enrique Bruno (1898–1986), argentinischer Chirurg und Hochschullehrer
- Christmann, Franz (1934–1998), österreichischer Kabarettist und Musiker
- Christmann, Freddy (1931–2007), deutscher Jazztrompeter
- Christmann, Georg (1874–1947), deutscher Pflanzenbauwissenschaftler
- Christmann, Günter (* 1942), deutscher Jazzmusiker
- Christmann, Hans (* 1922), deutscher Fußballspieler
- Christmann, Hans Helmut (1929–1995), deutscher Romanist, Linguist, Mediävist und Wissenschaftshistoriker
- Christmann, Hansdieter (1933–2008), deutscher Flottillenadmiral der Bundesmarine
- Christmann, Hansjörg (* 1947), deutscher Politiker (CSU) und Landrat des Landkreises Dachau
- Christmann, Heinrich Maria (1890–1965), deutscher römisch-katholischer Theologe
- Christmann, Jakob (1554–1613), Orientalist reformierten Bekenntnisses
- Christmann, Jakob (1851–1919), württembergischer Oberamtmann
- Christmann, Johann Friedrich (1752–1817), württembergischer evangelischer Pfarrer und Komponist von Kirchenliedem und Kammermusikwerken
- Christmann, Kurt (1907–1987), deutscher SS-Obersturmbannführer
- Christmann, Lothar (1891–1971), deutscher Verwaltungsjurist
- Christmann, Miriam (1966–2008), deutsche Fernsehmoderatorin
- Christmann, Monika (* 1959), deutsche Önologin und Professorin
- Christmann, Paulus (1971–2014), deutscher Dirigent und Chorleiter
- Christmann, Rudolph Eduard (1814–1867), deutscher Weingutsbesitzer und Politiker
- Christmann, Sebastian (* 1999), deutsch-schweizerischer Eishockeyspieler
- Christmann, Sepp (1895–1977), deutscher Fußball- und Leichtathletiktrainer
- Christmann, Sofie (1883–1944), deutsche Politikerin (SPD), MdL
- Christmann, Stefan (* 1983), deutscher Naturfotograf
- Christmann, Steffen (* 1965), deutscher Winzer und Weinbaufunktionär
- Christmann, Ursula (* 1951), deutsche Psychologin
- Christmann, Wilhelm Ludwig (1780–1835), deutscher lutherischer Geistlicher und Mathematiker
- Christmas Sompen (* 1992), thailändischer Fußballspieler
- Christmas, Art (1905–1961), kanadischer Bandleader und Multiinstrumentalist
- Christmas, Eric (1916–2000), britischer Schauspieler
- Christmas, Henry (1811–1868), englischer Schriftsteller und Numismatiker
- Christmas, Julie (* 1975), US-amerikanischen Rock- und Metal-Sängerin
- Christmas, Lee (1863–1924), US-amerikanischer Söldner
- Christmas, Sydnie (* 1995), englische Sängerin und Schauspielerin
- Christmas, William (* 1996), US-amerikanischer BasketballspielerWilliam Christmas (* 1996)

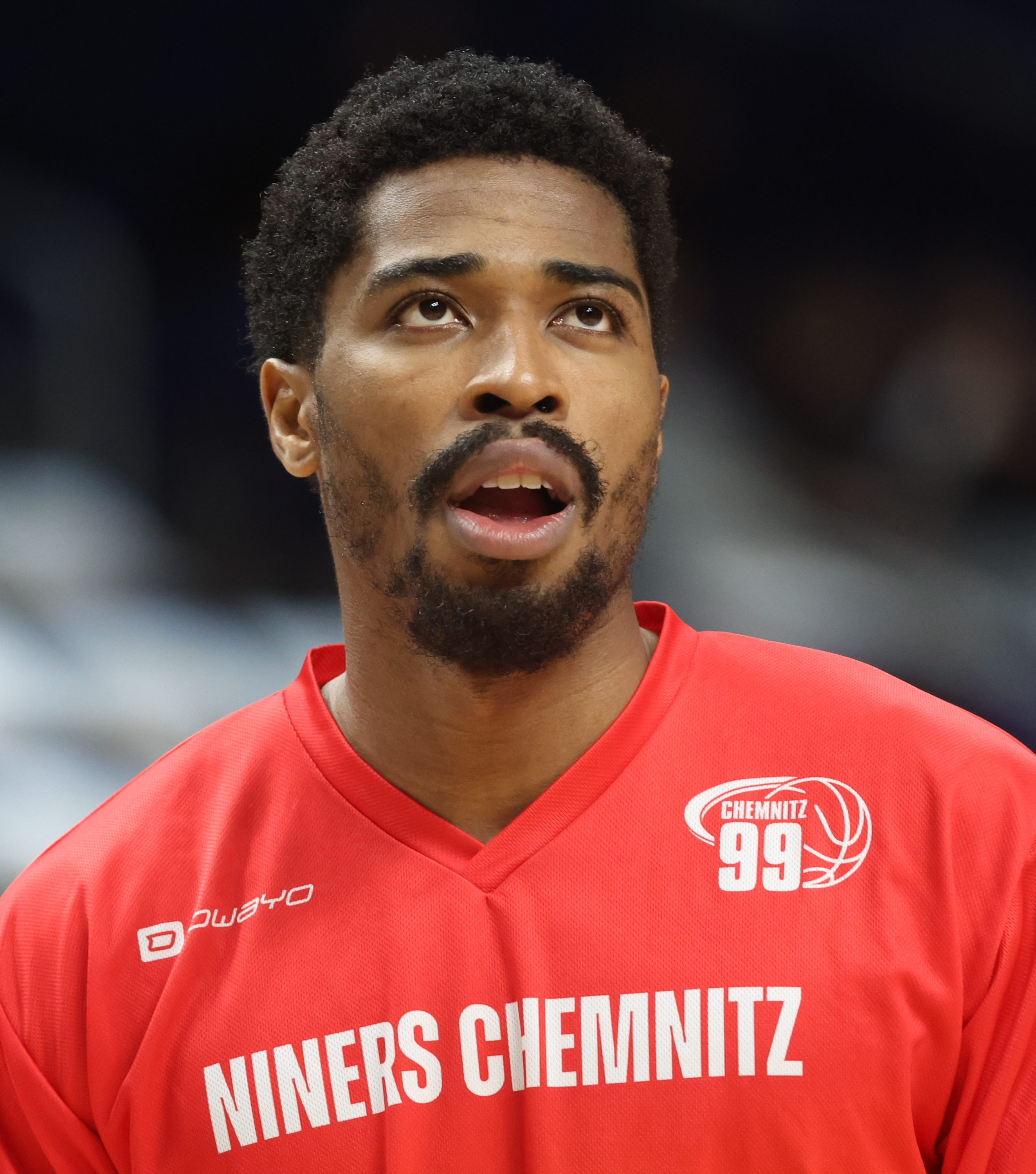
William Christmas (* 1996)

- Christmas-Møller, Pia (* 1961), dänische Politikerin (Konservative Volkspartei), Mitglied des Folketing

###### Christn
- Christner, Christian (* 1992), deutscher Pokerspieler

###### Christo
- Christo (1935–2020), bulgarisch-US-amerikanischer Künstler
- Christo, Bob († 2011), australischer Schauspieler des Hindi-Films
- Christodoros, griechischer Dichter
- Christodoulides, Demetrios N. (* 1958), US-amerikanischer Physiker
- Christodoulidis, Nikos (* 1973), zyprischer Politiker und Staatspräsident
- Christodoulopoulos, Lazaros (* 1986), griechischer Fußballspieler
- Christodoulos I. (1939–2008), griechischer Geistlicher; Erzbischof von Athen; Oberhaupt der griechisch-orthodoxen Kirche
- Christodoulou, Demetrios (* 1951), griechisch-US-amerikanischer Mathematiker und Physiker
- Christodoulou, Evangelia (* 1983), griechische Sportgymnastin
- Christodoulou, Petros (* 1960), griechischer Wirtschaftswissenschaftler
- Christodoulou, Riki (* 1988), britischer Rennfahrer
- Christodoulou, Theodoros (* 1977), zypriotischer Skirennläufer
- Christodoulou, Theofanis (* 1965), griechischer Basketballspieler und Politiker
- Christodulos, Hofbeamter Rogers II. von Sizilien
- Christof, Johann (* 1960), österreichischer Unternehmer
- Christof, Nina (* 2003), deutsche Eishockeyspielerin
- Christof, Peter (* 1985), deutscher Jazzmusiker (Bass, Komposition)
- Christoff, Charlotte (1923–2010), deutsche Schriftstellerin
- Christoff, Daniel (1926–1996), deutscher Schriftsteller, Dramatiker, Drehbuchautor und Filmregisseur
- Christoff, Steve (* 1958), US-amerikanischer Eishockeyspieler
- Christoffel, Edgar (1929–2001), deutscher Lehrer und Autor
- Christoffel, Elwin Bruno (1829–1900), deutscher Mathematiker
- Christoffel, Ernst Jakob (1876–1955), deutscher evangelischer PastorErnst Jakob Christoffel (1876–1955)

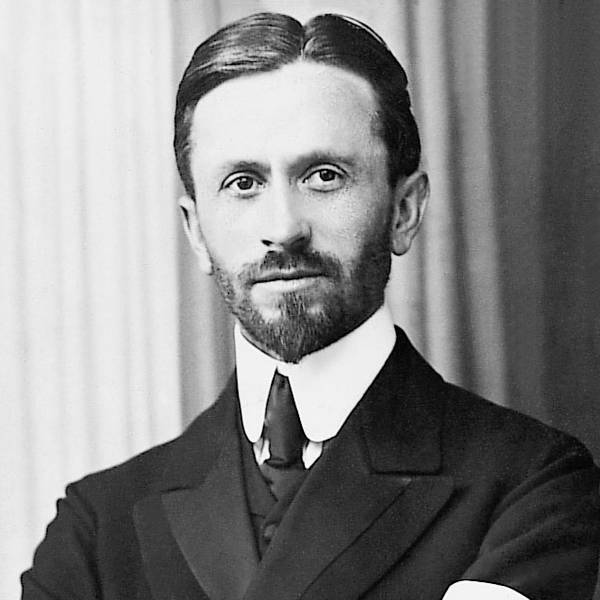
Ernst Jakob Christoffel (1876–1955)

- Christoffel, Franz (1898–1965), deutscher SS-Sturmbannführer
- Christoffel, Hans (1865–1962), Schweizer Söldner und niederländischer Offizier
- Christoffel, Hans (1888–1959), Schweizer Psychiater und Psychoanalytiker
- Christoffel, Karl (1895–1986), deutscher Historiker, Schriftsteller, Weinpoet und Politiker (CDU), MdL
- Christoffel, Martin (1922–2001), Schweizer Schachspieler
- Christoffel, Paul (* 1960), Schweizer Eishockeyspieler
- Christoffel, Rageth (1810–1875), Schweizer reformierter Pfarrer und Pädagoge
- Christoffel, Ulrich (1891–1975), Schweizer Kunsthistoriker, Kunstkritiker und Autor
- Christoffer, Jörn, deutscher American-Football-Spieler
- Christoffers, Hans (1905–1942), deutscher kommunistischer Widerstandskämpfer gegen den Nationalsozialismus
- Christoffers, Jens (* 1966), deutscher Chemiker und Professor für Organische Chemie an der Carl von Ossietzky Universität Oldenburg
- Christoffers, Ralf (* 1956), deutscher Politiker (PDS, Die Linke), MdL
- Christoffersen, Birte (* 1924), dänisch-schwedische Wasserspringerin
- Christoffersen, Chris (* 1979), dänischer Basketballspieler
- Christoffersen, Ellen (* 1972), grönländische Politikerin (Atassut)
- Christoffersen, Jacob (* 1967), dänischer Jazzmusiker (Piano, Komposition)
- Christoffersen, Janni (* 1962), dänische Datenschutzexpertin
- Christoffersen, Lise (* 1955), norwegische Politikerin
- Christofferson, D. Todd (* 1945), US-amerikanischer Apostel der Kirche Jesu Christi der Heiligen der Letzten Tage
- Christofferson, Debra (* 1963), US-amerikanische SchauspielerinDebra Christofferson (* 1963)

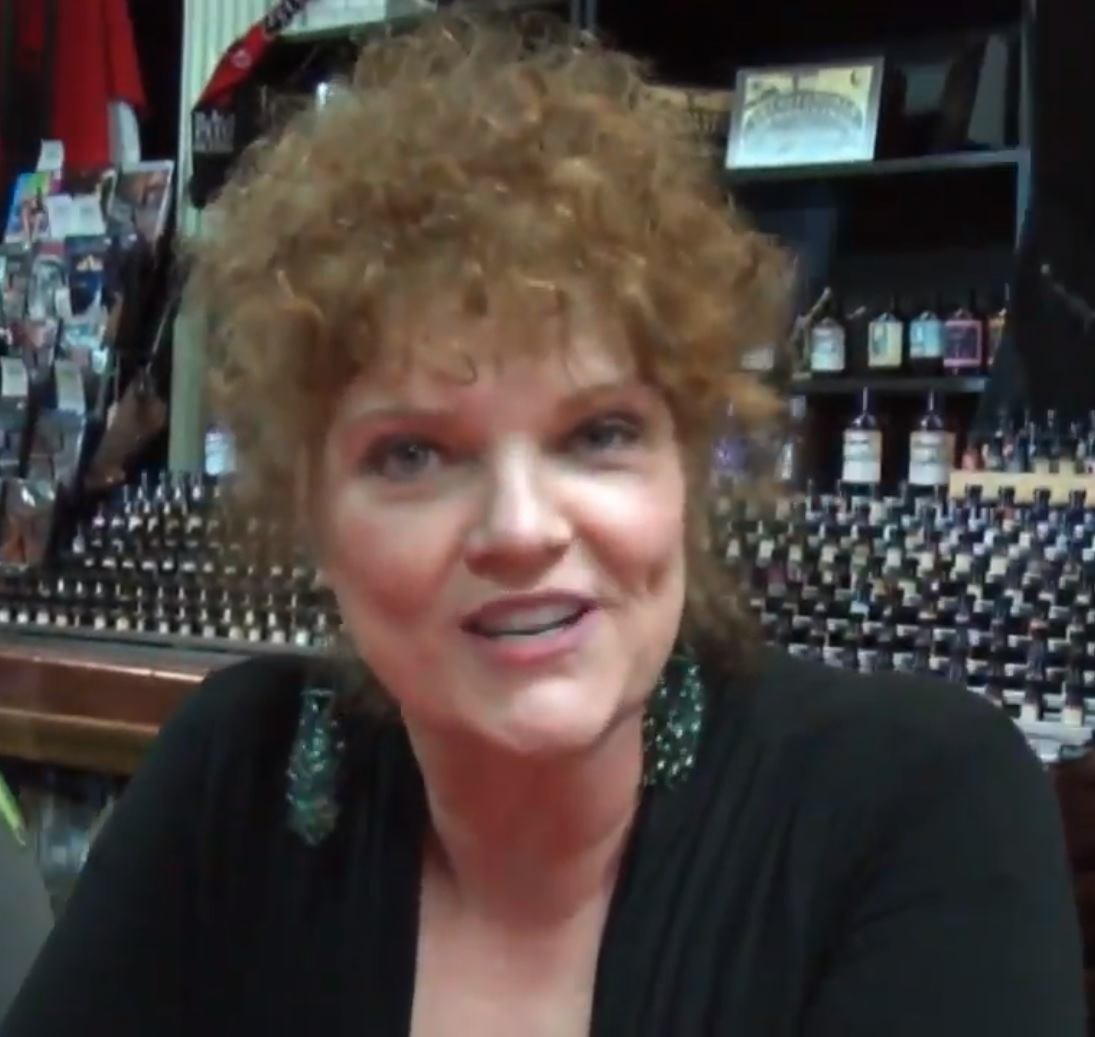
Debra Christofferson (* 1963)

- Christofi, Dimitris (* 1988), zyprischer Fußballspieler
- Christofi, Eleni (* 1998), griechische Tennisspielerin
- Christofi, Luna (* 1967), dänische Sportjournalistin
- Christofi, Natalia (* 1997), zyprische Hürdenläuferin
- Christofias, Christos (* 1983), zyprischer Politiker
- Christofias, Dimitris (1946–2019), zyprischer Politiker
- Christofides, Nicos (1942–2019), zypriotischer Mathematiker
- Christofilos, Nicholas (1916–1972), griechisch-amerikanischer Physiker
- Christoforakos, Michael (* 1953), griechisch-deutscher Manager
- Christoforidis, Anton (1917–1985), griechischer Boxer
- Christoforidis, Stavros (* 1974), griechischer Biathlet
- Christoforou, Antri (* 1992), zyprische Radrennfahrerin
- Christoforou, Constantinos (* 1977), griechisch-zyprischer Sänger
- Christoforow, Boris Jurjewitsch (1931–2020), sowjetischer Schauspieler
- Christofte, Kim (* 1960), dänischer Fußballspieler
- Christofzik, Désirée I., deutsche Wirtschaftswissenschaftlerin
- Christogeorgou, Eleftheria (* 1998), griechische Hochspringerin
- Christol, Gilles (* 1943), französischer Mathematiker
- Christol, Michel (* 1942), französischer Althistoriker und Epigraphiker
- Christoljubowa, Ljudmila Stepanowna (1939–2014), sowjetische bzw. russische Kulturhistorikerin und Ethnographin
- Christomannos, Theodor (1854–1911), österreichischer Fremdenverkehrspionier und Politiker, LandtagsabgeordneterTheodor Christomannos (1854–1911)

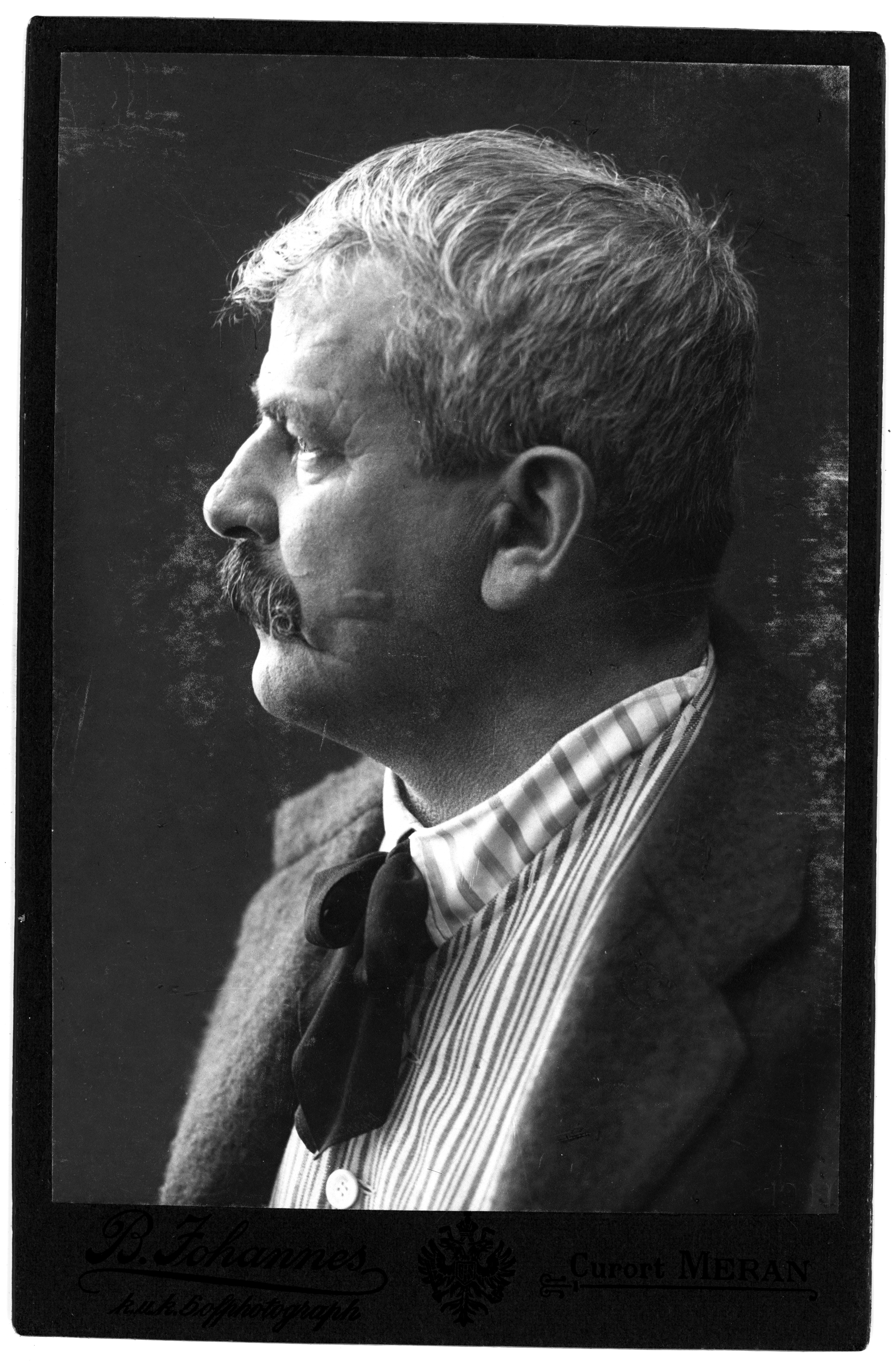
Theodor Christomannos (1854–1911)

- Christomanos, Anastasios (1841–1906), griechischer Chemiker und Rektor der Universität Athen
- Christomanos, Constantin (1867–1911), griechischer Historiker, Lyriker und Dramenautor
- Christon, Len (1906–1988), englischer Fußballspieler
- Christon, Shameka (* 1982), US-amerikanische Basketballspielerin
- Christopeit, Horst (* 1939), deutscher Fußballspieler
- Christopeit, Joachim F. (1936–2022), deutscher Manager
- Christoph († 1173), Herzog von Südjütland
- Christoph, Fürst zu Wenden
- Christoph (1499–1517), ostfriesischer Häuptling des Jeverlandes
- Christoph (1515–1568), Herzog von Württemberg
- Christoph (1552–1592), Graf von Hohenzollern-Haigerloch
- Christoph (1570–1606), Herzog von Braunschweig-Lüneburg-Harburg
- Christoph (* 1953), tschechischer Geistlicher, Metropolit von Prag, der tschechischen Länder und der Slowakei
- Christoph der Starke (1449–1493), wittelsbachischer Adeliger, Bruder Herzogs Albrechts des Weisen
- Christoph Ebran von Wildenberg († 1491), Gegenerzbischof der Erzdiözese Salzburg
- Christoph Friedrich zu Stolberg-Stolberg (1672–1738), Regent der Grafschaft Stolberg
- Christoph I. (1219–1259), König von Dänemark (1219–1259)
- Christoph I. (1453–1527), Markgraf von Baden (1475–1515)
- Christoph I. (1480–1551), Graf von Ortenburg und Mattighofen
- Christoph II. (1276–1332), König von Dänemark (1320–1326 und 1329–1332)
- Christoph II. (1537–1575), Markgraf von Baden-Rodemachern (1556–1575)
- Christoph III. (1416–1448), König von Dänemark, Schweden und NorwegenChristoph III. (1416–1448)

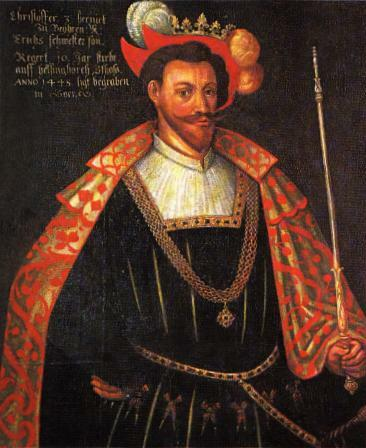
Christoph III. (1416–1448)

- Christoph in Bayern (1879–1963), Wittelsbacher, Herzog in Bayern
- Christoph Ludwig (1679–1747), Mitregent der Grafschaft Lippe
- Christoph Ludwig I. zu Stolberg-Stolberg (1634–1704), regierender Graf der Grafschaft Stolberg-Stolberg
- Christoph Ludwig II. zu Stolberg-Stolberg (1703–1761), regierender Graf der Grafschaft Stolberg-Stolberg
- Christoph von Baden-Durlach (1603–1632), badischer Markgrafensohn und Offizier im Dreißigjährigen Krieg
- Christoph von Baden-Durlach (1684–1723), Prinz von Baden-Durlach
- Christoph von Baden-Durlach (1717–1789), kaiserlicher Generalfeldmarschall
- Christoph von Braunschweig-Wolfenbüttel (1487–1558), Erzbischof von Bremen, Bischof von Verden
- Christoph von Damm, deutscher Fernhandelskaufmann
- Christoph von der Pfalz (1551–1574), jüngster überlebende Sohn des Kurfürsten Friedrich III. von der Pfalz
- Christoph von Griechenland (1888–1940), griechischer PrinzChristoph von Griechenland (1888–1940)

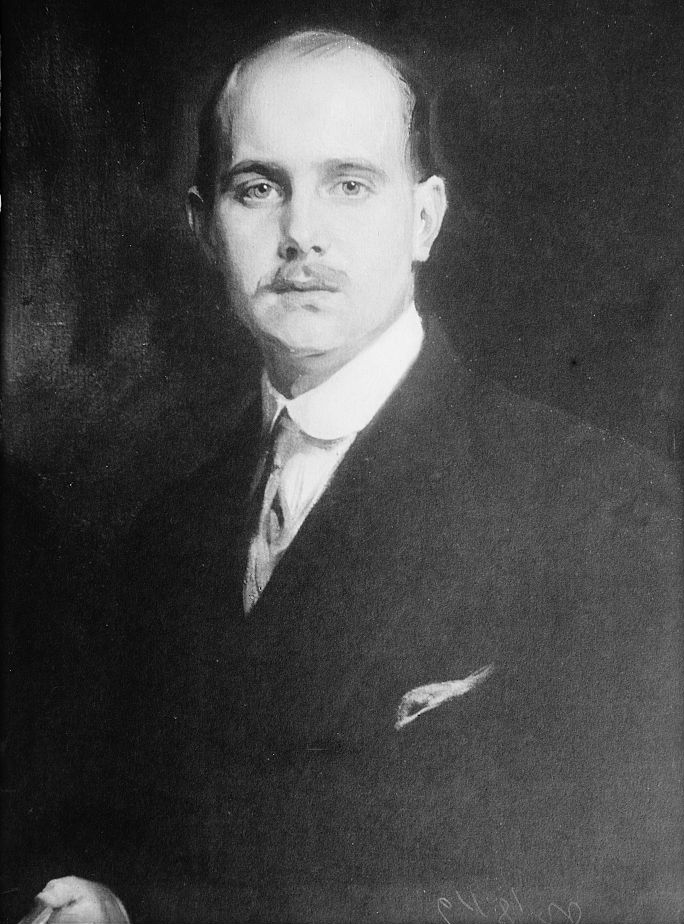
Christoph von Griechenland (1888–1940)

- Christoph von Leuchtenberg († 1554), deutscher Reiteroberst
- Christoph von Schachner († 1500), Bischof von Passau
- Christoph von Trotha, südpfälzischer Adliger
- Christoph von Urach, deutscher Bildhauer
- Christoph zu Mecklenburg (1537–1592), Herzog zu Mecklenburg; Erwählter Bischof von Ratzeburg
- Christoph, Anton (1867–1924), österreichischer Jurist und Politiker
- Christoph, Edmund (1901–1961), österreichischer Politiker (NSDAP), MdR
- Christoph, Franz (1877–1946), österreichischer Politiker (SDAP), Landtagsabgeordneter, Mitglied des Bundesrates
- Christoph, Franz (1953–1996), deutscher Publizist und Mitbegründer der Krüppelbewegung
- Christoph, Franz Xaver († 1793), österreichischer Orgelbauer
- Christoph, Günter (1933–2019), deutscher Politiker (SED), Neuerer, Mitglied des Staatsrats der DDR
- Christoph, Hans (1901–1992), deutscher Künstler
- Christoph, Heinrich (1841–1905), Landwirt, Bürgermeister und Abgeordneter
- Christoph, Horst, deutscher Tischtennisspieler
- Christoph, Horst-Joachim (1922–1976), deutscher Tiermediziner und Hochschullehrer
- Christoph, Hugo Theodor (1831–1894), Russlanddeutscher Lehrer und Entomologe
- Christoph, Leo (1901–1985), deutscher Theologe
- Christoph, Max (1918–2013), deutscher Maler
- Christoph, Rudolf (1923–1982), deutscher Schauspieler
- Christoph, Silvia (* 1950), deutsche Illustratorin, Grafikdesignerin und Sängerin
- Christoph, Wenke (* 1981), deutsche Politikerin (Die Linke), Staatssekretärin
- Christoph, Wensley (* 1984), surinamischer Fußballspieler
- Christophe (1945–2020), französischer SängerChristophe (1945–2020)

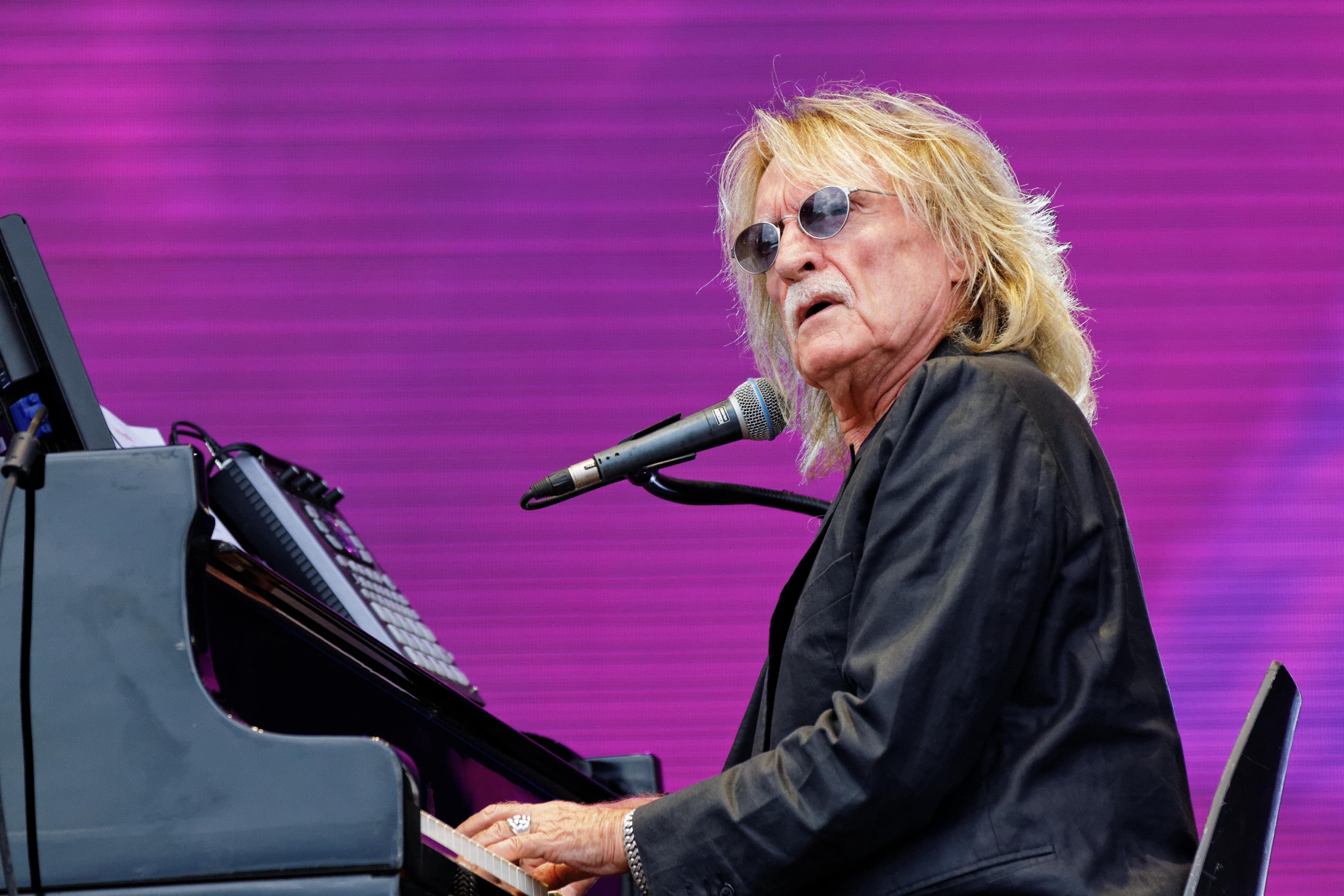
Christophe (1945–2020)

- Christophe, Bernard, französischer Astronom und Asteroidenentdecker
- Christophe, Eugène (1885–1970), französischer Radrennfahrer und erster Träger des gelben Trikots bei der Tour de France
- Christophe, Françoise (1923–2012), französische Schauspielerin
- Christophe, Franz (1875–1946), deutscher Zeichner und Illustrator
- Christophe, Henri (1767–1820), König von Nord-Haiti (1811–1820)
- Christophe, Jean-Joseph (1803–1863), französischer römisch-katholischer Geistlicher und Bischof von Soissons
- Christophe, Paul (1870–1957), belgischer Bauingenieur
- Christophe, Paul (* 1971), französischer Politiker, Mitglied der Nationalversammlung und Minister
- Christophe, Pierre (* 1969), französischer Jazzpianist und Komponist
- Christophe, Robert (1938–2016), französischer Schwimmer
- Christophel, Adam (* 1893), deutscher Verwaltungsjurist
- Christopher (* 1992), dänischer SängerChristopher (* 1992)

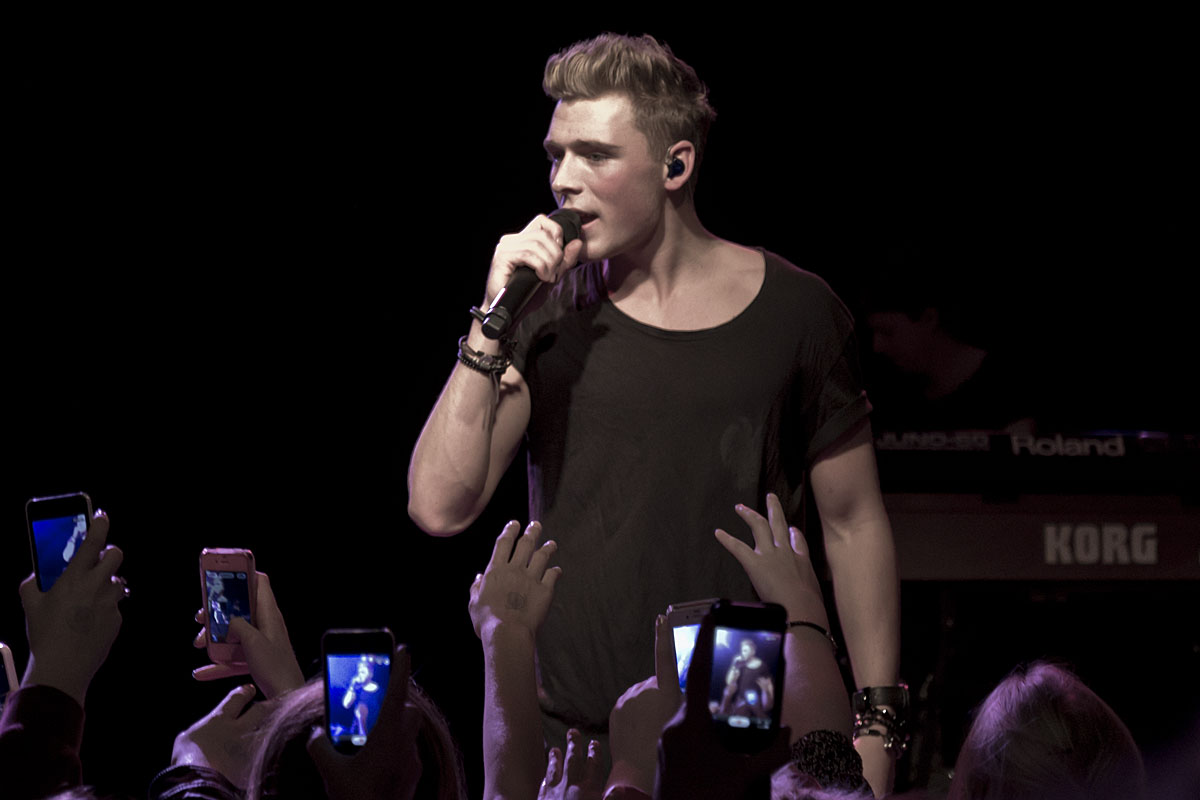
Christopher (* 1992)

- Christopher S (* 1969), Schweizer House-DJ
- Christopher, Bryn (* 1985), englischer Soulpopsänger
- Christopher, Cary (* 2015), US-amerikanischer Kinderdarsteller
- Christopher, Dennis (* 1950), US-amerikanischer Schauspieler
- Christopher, Dyllan (* 1991), US-amerikanischer Schauspieler
- Christopher, Evan (* 1969), US-amerikanischer Jazzklarinettist und Komponist
- Christopher, Frank, US-amerikanischer Filmproduzent, Filmregisseur, Autor und Filmeditor
- Christopher, George (1907–2000), US-amerikanischer Politiker
- Christopher, George H. (1888–1959), US-amerikanischer Politiker
- Christopher, Gerard (* 1959), US-amerikanischer Schauspieler
- Christopher, John (1922–2012), englischer Science-Fiction-Autor
- Christopher, Joseph (1955–1993), US-amerikanischer Serienmörder
- Christopher, Julian (1944–2023), US-amerikanischer Schauspieler
- Christopher, Lemus (* 1995), vincentischer Fußballspieler
- Christopher, Lucy (* 1981), britisch-australische Schriftstellerin
- Christopher, Luke (* 1993), US-amerikanischer Rapper, Sänger, Produzent und Liedermacher
- Christopher, Marcus (* 2002), US-amerikanischer BMX-Freestyle-Fahrer
- Christopher, Milbourne (1914–1984), US-amerikanischer Zauberkünstler
- Christopher, Philipp (* 1980), deutscher Schauspieler, Regisseur und Filmproduzent
- Christopher, Robin (* 1965), US-amerikanische Schauspielerin
- Christopher, Sybil (1929–2013), britische Schauspielerin, Theaterintendantin und Besitzerin eines Nachtclubs in New York CitySybil Christopher (1929–2013)

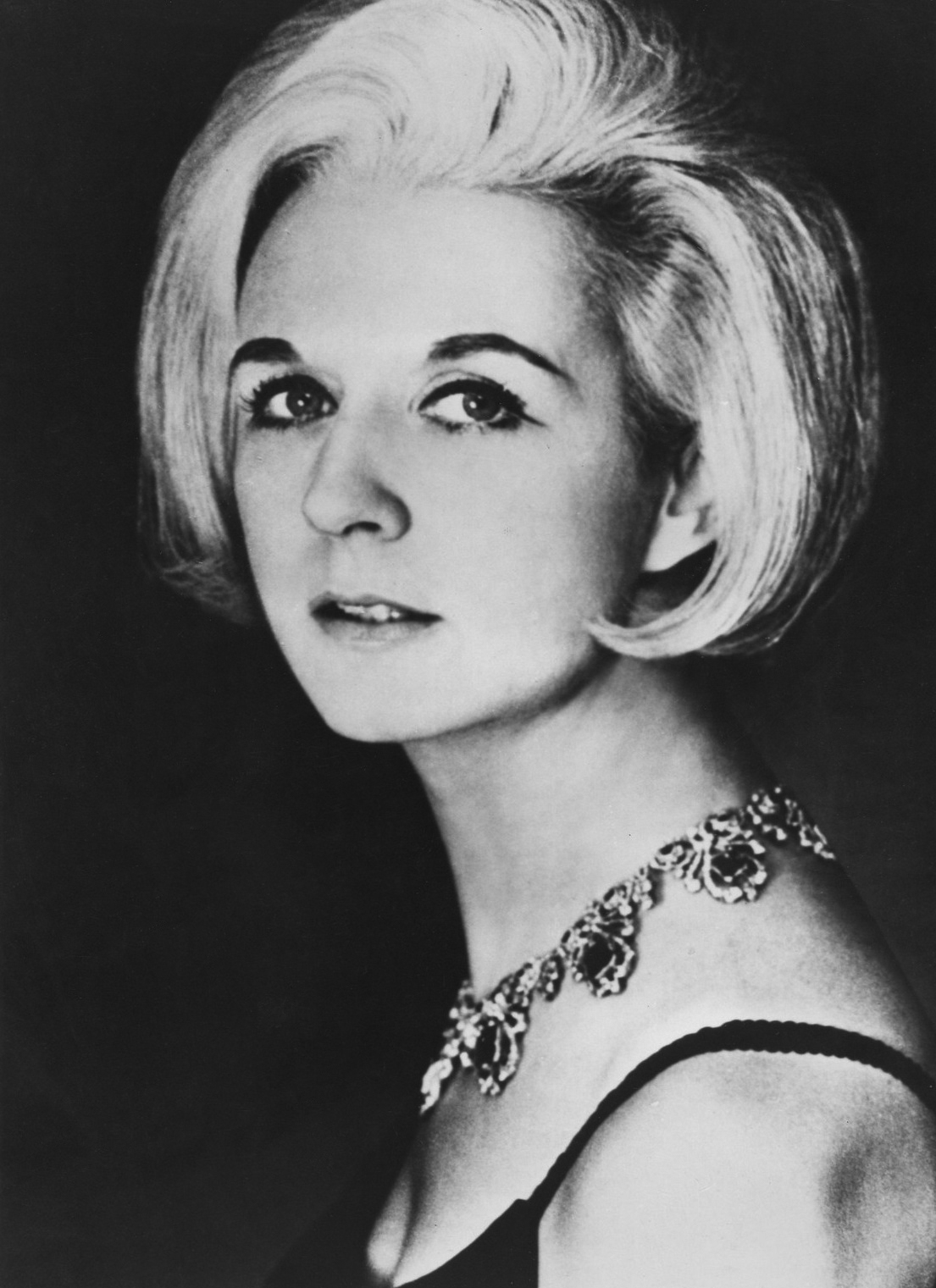
Sybil Christopher (1929–2013)

- Christopher, Thom (1940–2024), US-amerikanischer Schauspieler
- Christopher, Tony, Baron Christopher (* 1925), britischer Geschäftsmann und Politiker (Labour Party)
- Christopher, Tyler (1972–2023), US-amerikanischer Schauspieler
- Christopher, Tyler (* 1983), kanadischer Sprinter
- Christopher, Warren (1925–2011), US-amerikanischer Politiker und Jurist
- Christopher, William (1932–2016), US-amerikanischer Schauspieler
- Christophers, Ewald (1922–2003), niederdeutscher Autor
- Christophers, Harry (* 1953), britischer Dirigent
- Christophers, Samuel Rickard (1873–1978), britischer Parasitologe und Tropenmediziner
- Christophersen, Alf (* 1968), deutscher evangelischer Theologe
- Christophersen, Henning (1939–2016), dänischer Politiker
- Christophersen, Hertha (1897–1998), dänische Schauspielerin
- Christophersen, Jan (* 1974), deutscher Schriftsteller
- Christophersen, Jes (1826–1901), deutscher Politiker
- Christophersen, Line (* 2000), dänische Badmintonspielerin
- Christophersen, Sven-Sören (* 1985), deutscher Handballspieler
- Christophersen, Thies (1918–1997), deutscher Landwirt, Publizist, Verleger und Holocaustleugner
- Christopherson, Charles A. (1871–1951), US-amerikanischer Politiker
- Christopherson, Peter (1955–2010), englischer Musiker, Künstler und Videoregisseur
- Christophides, Christos (* 1974), zyprischer Politiker
- Christophidou, Themis, zypriotische EU-Beamtin und Generaldirektorin
- Christophle, Albert (1830–1904), französischer Politiker
- Christophoros, byzantinischer Kaisar (Caesar), Sohn Konstantins V.
- Christophoros I., orthodoxer Patriarch von Alexandria und Verfasser mehrerer Schriften
- Christophoros Lakapenos († 931), byzantinischer Mitkaiser (921–931)
- Christophorus, HeiligerChristophorus
- Christophorus, Gegenpapst

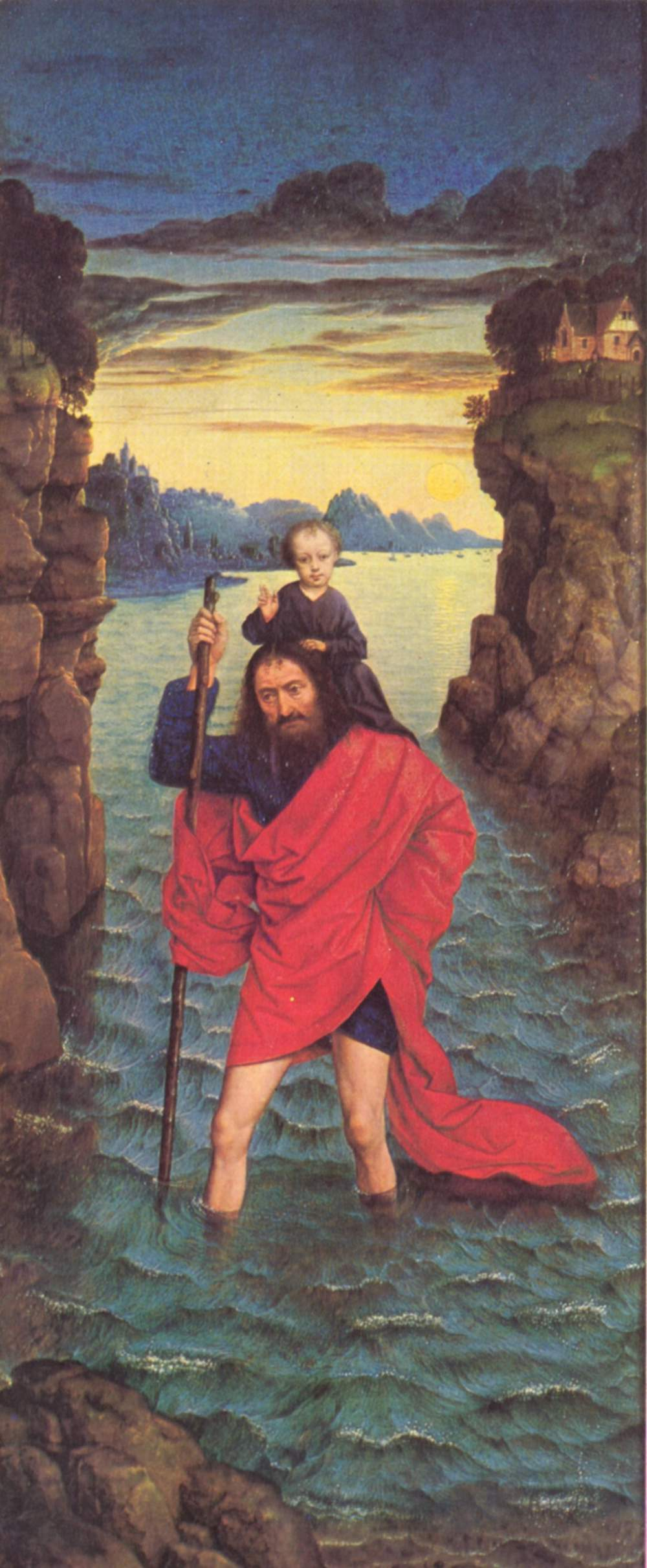
Christophorus

- Christophorus von Paris, italienischer Alchemist
- Christopoulos, Dimitrios (* 1878), griechischer Leichtathlet, Olympiateilnehmer
- Christopoulos, Stefanos (* 1876), griechischer Ringer und Gewichtheber, Olympiateilnehmer
- Christopoulos, Yannis (* 1974), griechischer Basketballtrainer
- Christory, Philippe (* 1958), französischer Geistlicher, römisch-katholischer Bischof von Chartres
- Christoskow, Petar (1917–2006), bulgarischer Komponist, Geiger und Musikpädagoge
- Christot, Louis-François Néel de (1698–1775), französischer römisch-katholischer Geistlicher, Bischof von Sées
- Christott, Robert (* 1978), deutscher Schauspieler, Moderator und Leiter der Schauspielschule Theaterakademie Köln
- Christou, Apostolos (* 1996), griechischer Schwimmer
- Christou, Ioannis (* 1983), griechischer Ruderer
- Christou, Jani (1926–1970), griechischer Komponist
- Christou, Paraskevas (* 1984), zyprischer Fußballspieler
- Christov, Vojtěch (* 1945), tschechoslowakischer Fußballschiedsrichter
- Christov-Bakargiev, Carolyn (* 1957), US-amerikanische Kuratorin
- Christova, Liliana-Dobri (1904–1985), bulgarische Konzertpianistin
- Christovich, Emmerich (1711–1798), ungarischer Geistlicher
- Christow, Aleksandar (* 1964), bulgarischer Boxer
- Christow, Boris (1914–1993), bulgarischer Opern- und Liedsänger (Bass)
- Christow, Christo (1915–1992), bulgarischer Historiker
- Christow, Christo Jankow (1915–1990), bulgarischer Physiker
- Christow, Christo Kostow (1926–2007), bulgarischer Filmregisseur
- Christow, Dobri (1875–1941), bulgarischer Komponist
- Christow, Georgi (* 1985), bulgarischer Fußballspieler
- Christow, Julian (* 1984), bulgarischer Badmintonspieler
- Christow, Kiril (1875–1944), bulgarischer Dichter, Romancier und Dramatiker
- Christow, Krestju (* 1945), bulgarischer Sprinter
- Christow, Lasar (* 1954), bulgarischer Kanute
- Christow, Marijan (* 1973), bulgarischer Fußballspieler
- Christow, Nentscho (1933–2002), bulgarischer Radrennfahrer
- Christow, Pawel (* 1951), bulgarischer Ringer
- Christow, Petko (1950–2020), bulgarischer Geistlicher, römisch-katholischer Bischof von Nicopolis
- Christow, Rossen (* 1982), bulgarischer Eishockeyspieler
- Christow, Stefan (* 1985), bulgarischer Straßenradrennfahrer
- Christow, Walentin (* 1956), bulgarischer Gewichtheber
- Christow, Walentin (* 1994), bulgarischer bzw. aserbaidschanischer Gewichtheber
- Christow, Wenzislaw (* 1988), bulgarischer Fußballspieler
- Christowa, Christina (* 1954), bulgarische Politikerin und MdEP für Bulgarien
- Christowa, Iwanka (1941–2022), bulgarische Kugelstoßerin
- Christowa, Jordanka (* 1943), bulgarische Pop- und Estrada-Sängerin sowie Musikproduzentin
- Christowa, Lora (* 2003), bulgarische Biathletin
- Christowa, Pascha (1946–1971), bulgarische Sängerin
- Christowa, Zwetanka (1962–2008), bulgarische Diskuswerferin
- Christoyannis, Tassis (* 1967), griechischer Opernsänger (Bariton)
- Christoyannopoulos, Alexandre (* 1979), französisch-griechischer Politologe

###### Christu
- Christus, Petrus, niederländischer MalerPetrus Christus

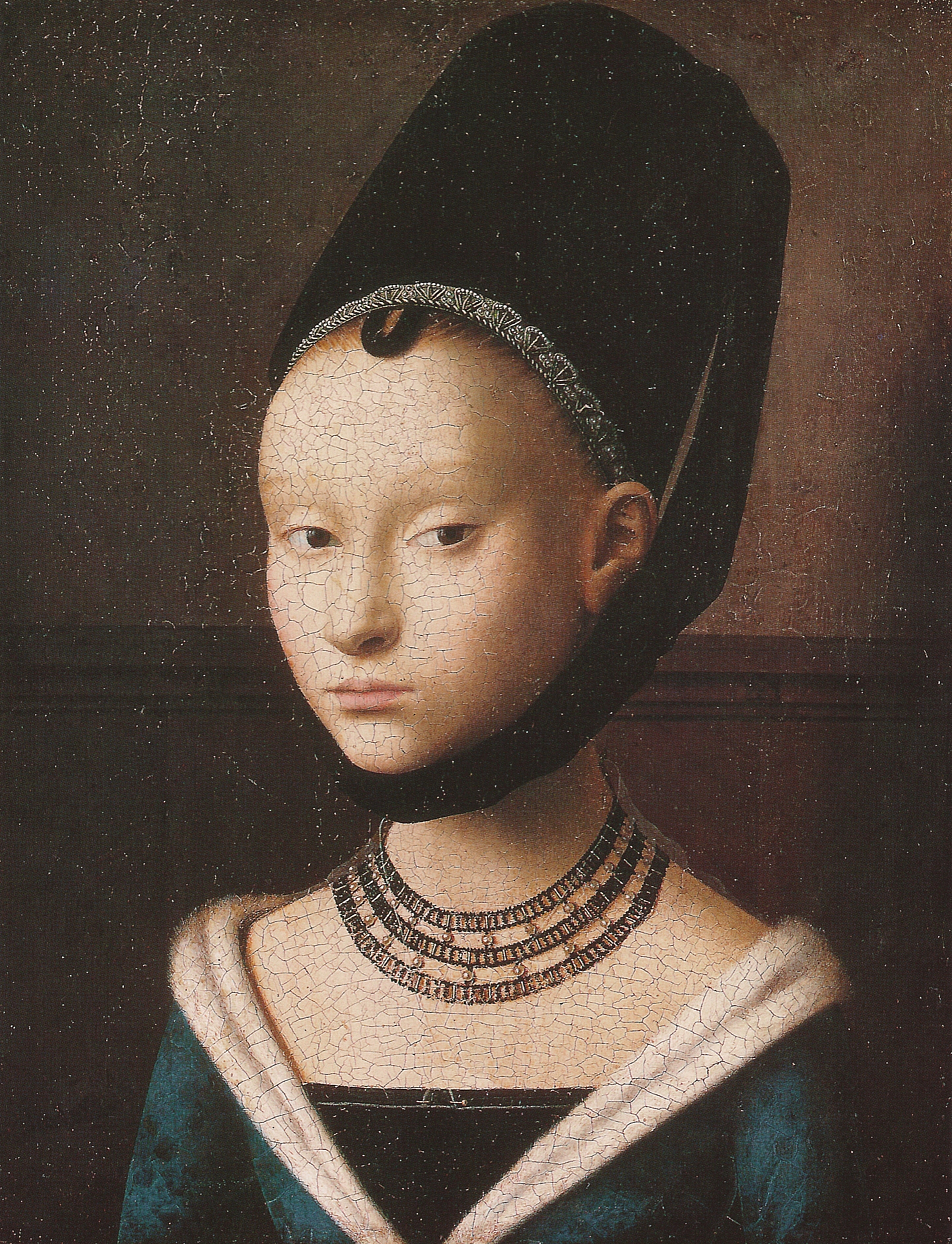
Petrus Christus

###### Christy
- Christy, Ann (1945–1984), belgische Sängerin und Musicaldarstellerin
- Christy, Cuthbert (1863–1932), britischer Arzt und Zoologe
- Christy, Dorothy (1906–1977), US-amerikanische Schauspielerin
- Christy, Edwin Pearce (1815–1862), US-amerikanischer Komponist, Sänger, Schauspieler und Theaterproduzent
- Christy, Henry (1810–1865), britischer Archäologe und Ethnologe
- Christy, Howard Chandler (1872–1952), US-amerikanischer Historienmaler, Landschaftsmaler und Illustrator
- Christy, James W. (* 1938), US-amerikanischer Astronom
- Christy, John, US-amerikanischer Klimatologe
- Christy, June (1925–1990), US-amerikanische Jazzsängerin
- Christy, Kevin (* 1977), US-amerikanischer Schauspieler, Komiker und Grafiker
- Christy, Robert F. (1916–2012), US-amerikanischer Physiker

##### Chrisy
- Chrisye (1949–2007), indonesischer Pop-Musiker, Sänger und Komponist

### Chrj
- Chrjakow, Alexander Fjodorowitsch (1903–1976), sowjetischer Architekt
- Chrjapa, Wiktor Wladimirowitsch (* 1982), russischer Basketballspieler
- Chrjaschtschikow, Nikolai Prochorowitsch (1901–1970), sowjetischer Schauspieler

### Chro
- Chrobák, Dobroslav (1907–1951), slowakischer Schriftsteller
- Chrobák, Jan (* 1979), tschechischer Cyclocrossfahrer
- Chrobak, Marek, polnischer Informatiker
- Chrobak, Rudolf (1843–1910), österreichischer Gynäkologe
- Chrobak, Stanisław (* 1902), polnischer Skisportler
- Chrobak, Werner (* 1948), deutscher katholischer Theologe und Historiker
- Chrobog, Jürgen (* 1940), deutscher Jurist und Diplomat
- Chrobok, Ingeborg (1923–2019), deutsche Schauspielerin und Sprecherin
- Chrocus, alamannischer Fürst
- Chrodechild († 544), Frau von Chlodwig I.Chrodechild († 544)

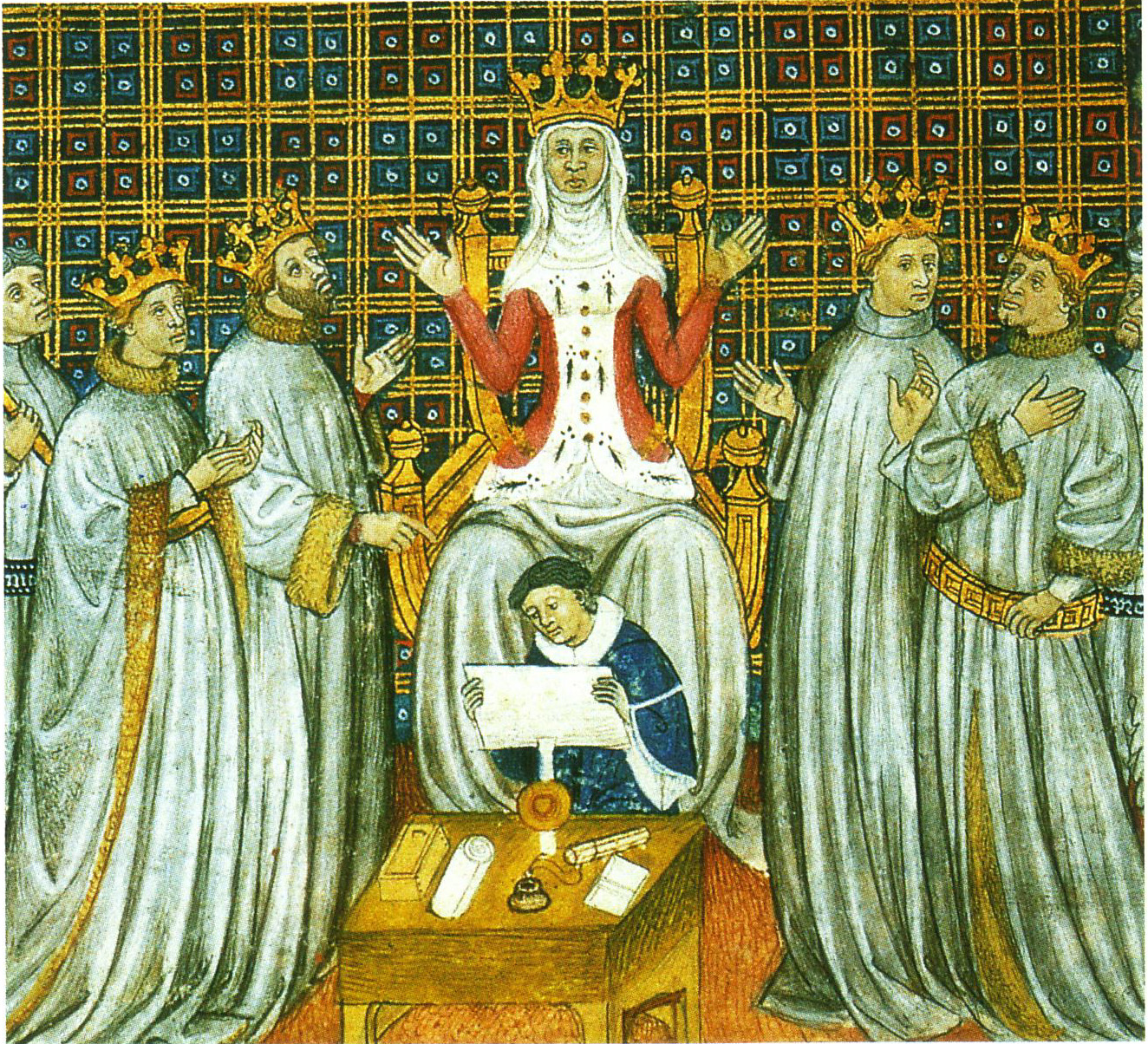
Chrodechild († 544)

- Chrodechild, merowingische Königin (etwa 677 bis 692)
- Chrodegang († 766), Bischof von Metz und Erzbischof von Austrasien
- Chrodobert, alamannischer Herzog (615–639)
- Chrodobertus, Bischof von Tours und Paris
- Chrodtrud († 725), Frau von Karl Martell und Mutter von Pippin dem Jüngeren
- Chromatius, Bischof von Aquileia
- Chromatschowa, Irina Pawlowna (* 1995), russische Tennisspielerin
- Chrome, britischer R&B-Sänger
- Chromenkow, Oleg Gerassimowitsch (1930–1984), sowjetischer Schauspieler
- Chromiak, Martin (* 2002), slowakischer Eishockeyspieler
- Chromik, Jerzy (1931–1987), polnischer Leichtathlet und Weltrekordler
- Chromik, Józefa (* 1946), polnische Skilangläuferin
- Chromik, Reiner (* 1967), deutscher Basketballtrainer
- Chromik, Therese (* 1943), deutsche Schriftstellerin
- Chromios von Gela, Freund mehrerer Tyrannen von Gela
- Chromow, Danil Dmitrijewitsch (* 2002), russischer Fußballspieler
- Chromtschenko, Wassili Stepanowitsch (1792–1849), Steuermann und Forschungsreisender
- Chromtschenko, Wladimir (1949–2022), ukrainischer Organist und Orgelbauer
- Chromy, Anna (1940–2021), tschechische Malerin und Bildhauerin
- Chromy, Bronisław (1925–2017), polnischer Künstler
- Chrön, Thomas (1560–1630), slowenischer Geistlicher, römisch-katholischer Fürstbischof von Laibach
- Chronander, Jacob (1620–1694), schwedischer Dramatiker, Rechtsgelehrter, Bürgermeister und Gouverneur
- Chronegk, Ludwig (1837–1891), Theaterschauspieler, -regisseur und Intendant
- Chronixx (* 1992), jamaikanischer Reggae-KünstlerChronixx (* 1992)

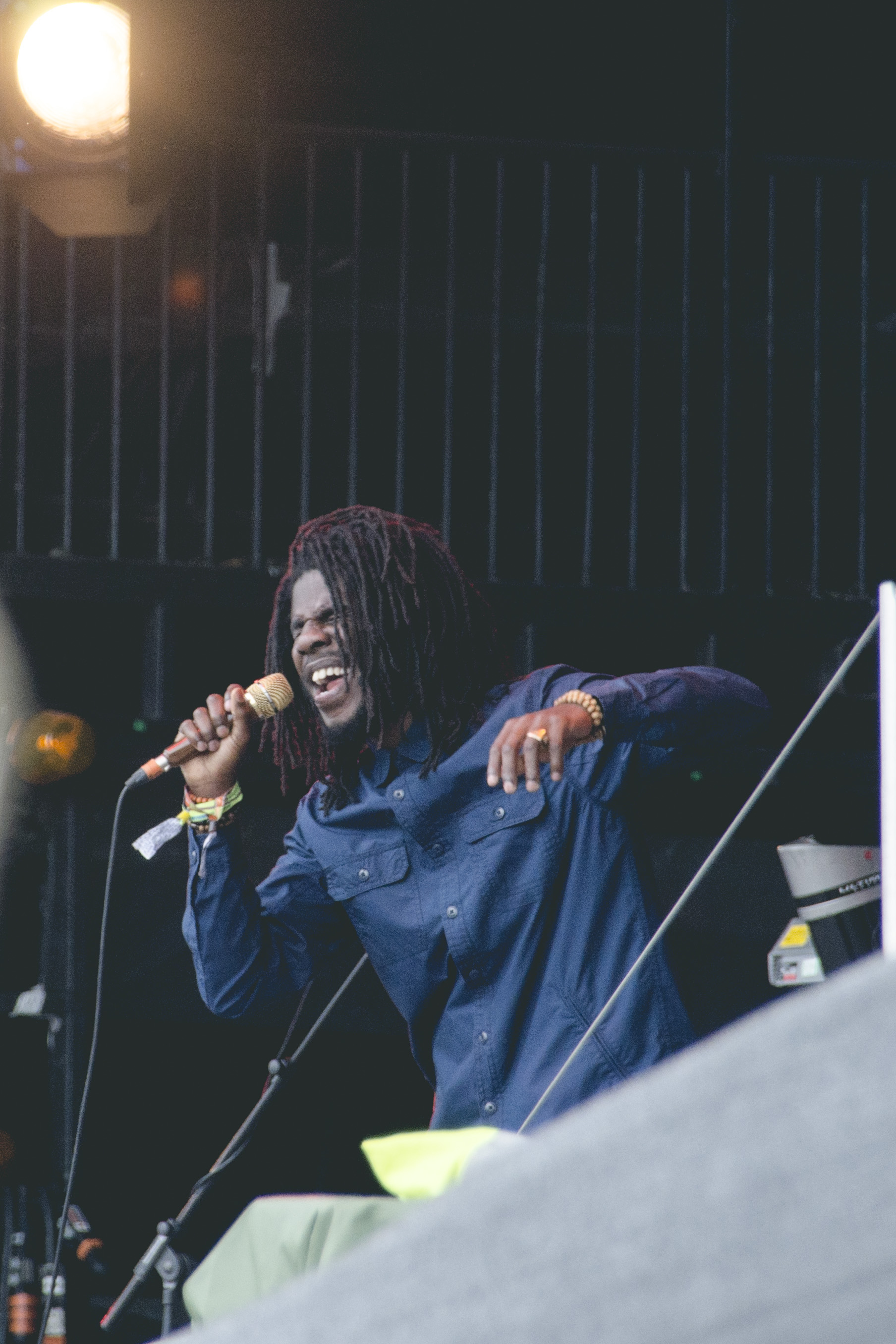
Chronixx (* 1992)

- Chrono, Nanae (* 1980), japanische Mangaka
- Chronopoulou, Eleni (* 1988), griechische Sportgymnastin
- Chronowski, Ludomir (* 1959), polnischer Degenfechter
- Chróścikowski, Jerzy (* 1953), polnischer Landwirt und Senator
- Chrościński, Wojciech Stanisław (* 1665), polnischer Schriftsteller, Übersetzer und Soldat
- Chroudi, Nada (* 1987), tunesische Siebenkämpferin
- Chroust, Anton (1864–1945), deutscher Historiker
- Chroust, Anton-Hermann (1907–1982), deutsch-amerikanischer Jurist, Philosoph und Historiker
- Chroust, Gerhard (* 1941), österreichischer Informatiker
- Chroust, Peter (* 1951), deutscher Politikwissenschaftler und Pädagoge
- Chroustovská, Lucie (* 1972), tschechische Skilangläuferin

### Chrs
- Chrschanowski, Ilja Andrejewitsch (* 1975), russischer Regisseur

### Chrt
- Chrtek, Jindřich (1930–2008), tschechischer Botaniker
- Chrtianska, Monika (* 1996), österreichische Volleyballspielerin mit slowakischen Wurzeln
- Chrtiansky, Štefan junior (* 1989), slowakischer Volleyballspieler

### Chru
- Chruljow, Andrei Wassiljewitsch (1892–1962), sowjetischer General und Politiker
- Chrunow, Jewgeni Wassiljewitsch (1933–2000), sowjetischer Kosmonaut
- Chrupała, Henryk (1938–2015), polnischer Astronom und Physiker
- Chrupalla, Tino (* 1975), deutscher Politiker (AfD), MdBTino Chrupalla (* 1975)

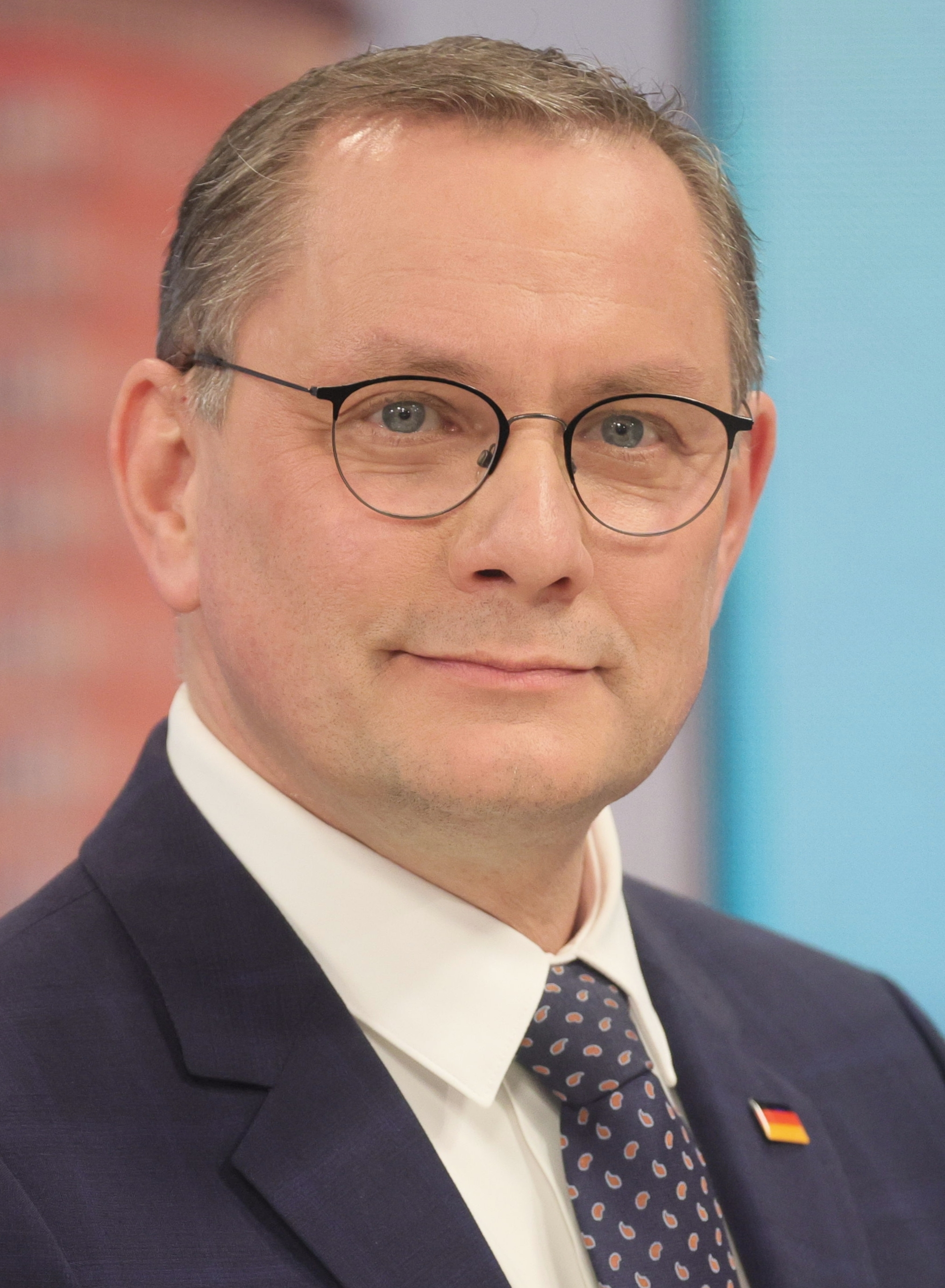
Tino Chrupalla (* 1975)

- Chruschkowa, Ljudmila Georgijewna (* 1943), russische Archäologin und Hochschullehrerin
- Chruschtscheljowa, Natalja Petrowna (* 1973), russische Mittelstreckenläuferin
- Chruschtschow, Alexander Grigorjewitsch (1872–1932), russischer Ökonom und Politiker
- Chruschtschow, Nikita Sergejewitsch (1894–1971), sowjetischer Politiker und Regierungschef
- Chruschtschow, Sergei Nikititsch (1935–2020), russisch-amerikanischer Raumfahrtingenieur und Politikwissenschaftler
- Chruschtschowa, Nina Lwowna (* 1962), russisch-US-amerikanische Politikwissenschaftlerin
- Chruściel, Antoni (1895–1960), Kommandeur der Armia Krajowa und Oberbefehlshaber beim Warschauer Aufstand
- Chruściel, Piotr (* 1957), polnischer mathematischer Physiker und Hochschullehrer
- Chrust-Rożej, Marta (* 1978), polnische Leichtathletin
- Chrustaljow-Nossar, Georgi Stepanowitsch (1877–1919), russischer Revolutionär und Politiker
- Chrustaljowa, Jelena (* 1980), russisch-belarussisch-kasachische Biathletin
- Chruszcz, Sylwester (* 1972), polnischer Politiker, MdEP
- Chruszczewski, Czesław (1922–1982), polnischer Schriftsteller
- Chrutchlow, Ernest (* 1948), britischer Radrennfahrer
- Chruxin, Christian (1937–2006), deutscher Typograf und Grafikdesigner

### Chry
- Chrynin, Wjatscheslaw Alexandrowitsch (1937–2021), sowjetischer Basketballspieler
- Chrysafis, Ioannis (1873–1932), griechischer Turner
- Chrysafos, Alexandros, griechischer Schwimmer
- Chrysander, Friedrich (1826–1901), deutscher Musikwissenschaftler
- Chrysander, Rudolf (1865–1950), deutscher Mediziner
- Chrysander, Wilhelm Christian Justus (1718–1788), deutscher Theologe
- Chrysant, Peter (1861–1928), deutscher Bäckermeister und Politiker (Zentrum), MdR
- Chrysanthios von Sardes, spätantiker Philosoph (Neuplatoniker)
- Chrysanthos von Madytos (1770–1846), griechischer orthodoxer Kirchenmusiker und Bischof
- Chrysanthus, römischer Heiliger und Märtyrer
- Chrysaphes, Manuel († 1463), byzantinischer Komponist
- Chrysaphios († 450), Kämmerer des oströmischen Kaisers Theodosius II.
- Chryseis, argivische Priesterin
- Chryselius, Johann Wilhelm (1744–1793), deutscher Baumeister und Architekt
- Chrysippos von Soloi, griechischer Philosoph
- Chrysler, Dick (* 1942), US-amerikanischer Politiker
- Chrysler, Dorit (* 1966), österreichische Thereminspielerin und Sängerin
- Chrysler, Walter Percy (1875–1940), US-amerikanischer Automobil-Pionier, Begründer des Automobilunternehmens Chrysler CorporationWalter Percy Chrysler (1875–1940)

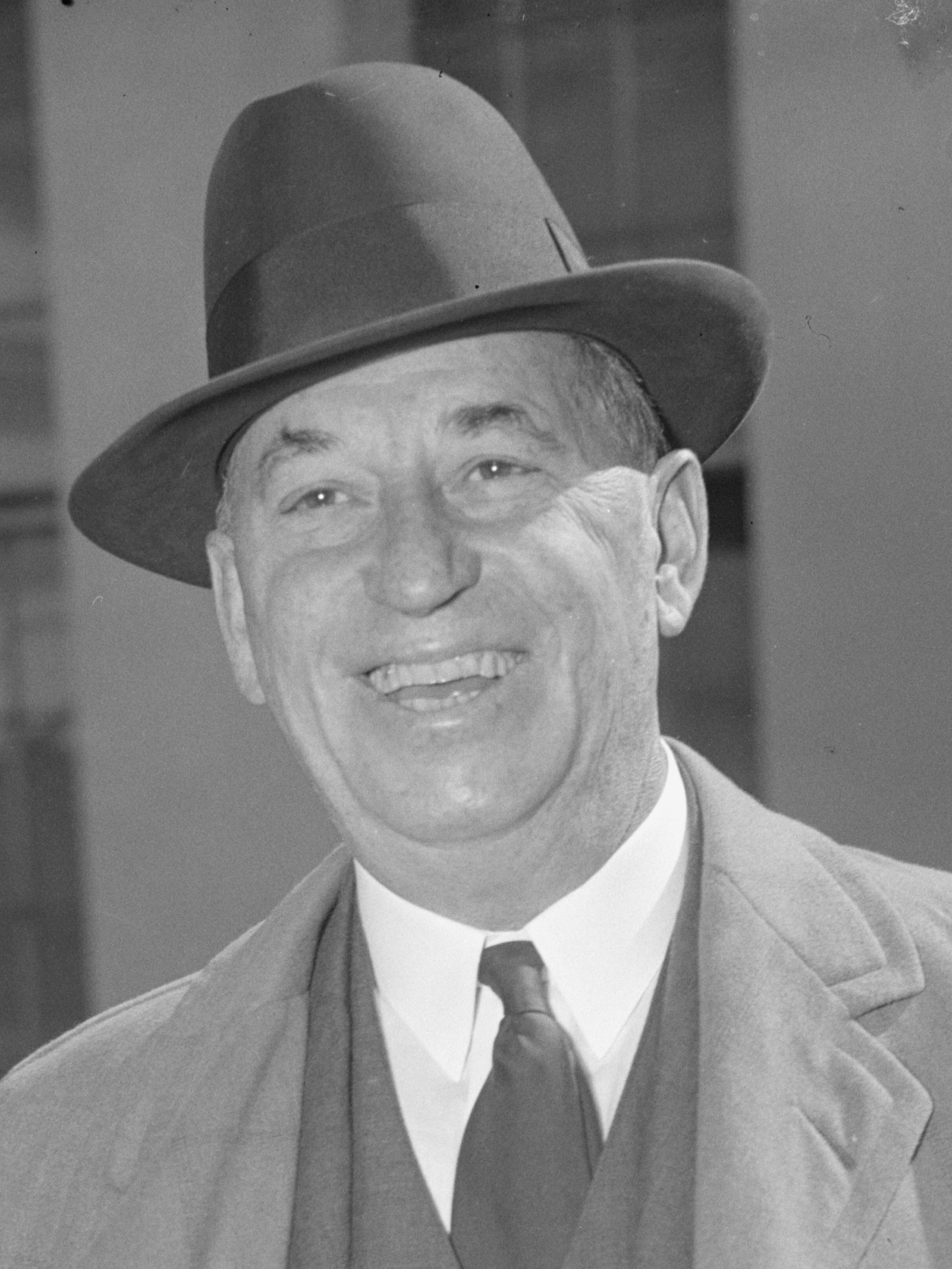
Walter Percy Chrysler (1875–1940)

- Chrysler, Walter Percy, Jr. (1909–1988), US-amerikanischer Unternehmer und Kunstsammler
- Chrysocheir, byzantinischer Rebell und Anführer der Paulikianer
- Chrysochoidis, Michalis (* 1955), griechischer Politiker, Minister für Bürgerschutz (seit 2009)
- Chrysochos, Petros (* 1996), zyprischer Tennisspieler
- Chrysogelos, Nikos (* 1959), griechischer Politiker, MdEP
- Chrysogonos, Kostas (* 1961), griechischer Politiker
- Chrysogonus von Aquileia, Märtyrer, Heiliger
- Chrysogonus, Lucius Cornelius, Freigelassener des römischen Diktators Sulla
- Chrysoloras, Manuel (1353–1415), byzantinischer Gelehrter der Frührenaissance und Förderer der griechischen Literatur in Westeuropa
- Chrysos, Evangelos (* 1938), griechischer Byzantinist und Kirchenhistoriker
- Chrysostome, Damien (* 1982), beninischer Fußballspieler
- Chrysostomides, Kypros (1942–2022), zyprischer Politiker
- Chrysostomos I. (1927–2007), zypriotischer Geistlicher, Erzbischof von Zypern, Oberhaupt der zypriotisch-orthodoxen Kirche (1977–2007)
- Chrysostomos II. (1880–1968), griechischer Geistlicher, Erzbischof von Athen und ganz Hellas
- Chrysostomos II. (1941–2022), zypriotischer Geistlicher, Erzbischof von Zypern, Oberhaupt der zypriotisch-orthodoxen Kirche
- Chrysothemis, griechischer Bildhauer
- Chrysovalantou, Irene von, Heilige aus KappadokienIrene von Chrysovalantou

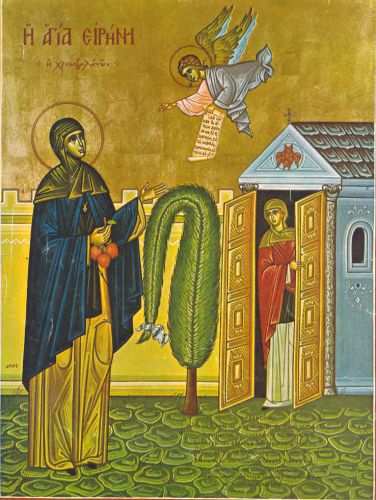
Irene von Chrysovalantou

- Chryssa (1933–2013), griechisch-US-amerikanische Malerin, Bildhauerin und Grafikerin
- Chryssajis, Dimitri (* 1992), österreichischer Fußballspieler
- Chryssomalli-Henrich, Kyriaki (* 1946), deutsch-griechische Neogräzistin
- Chryssopoulos, Christos (* 1968), griechischer Schriftsteller
- Chryssos, Nikias (* 1978), deutsch-griechischer Filmregisseur und -autor
- Chryst, Dorothea (* 1940), deutsche Opernsängerin (Sopran)
- Chrystal, britische Singer-Songwriterin und Künstlerin der Elektronischen Tanzmusik
- Chrystal, George (1851–1911), schottischer Mathematiker
- Chrystjuk, Pawlo (1890–1941), ukrainischer Journalist, Schriftsteller und Politiker
- Chrystytsch, Dmytro (* 1969), sowjetisch-ukrainischer Eishockeyspieler

### Chrz
- Chrzan, Jan (1905–1993), polnischer Landschaftsmaler und Kunstaktivist
- Chrzanowska, Hanna (1902–1973), polnische römisch-katholische Krankenschwester und Selige
- Chrzanowski, Adam (* 1999), polnischer Fußballspieler
- Chrzanowski, Andreas von (* 1979), deutscher Graffiti-Künstler
- Chrzanowski, Bernard von (1861–1944), Rechtsanwalt und Politiker, MdR
- Chrzanowski, Günther (* 1950), deutscher Automobilrennfahrer und Eigentümer des Chrzanowski Racing Teams
- Chrzanowski, Ignacy (1866–1940), polnischer Literaturwissenschaftler
- Chrzanowski, Wiesław (1880–1940), polnischer Maschinenbauingenieur, Hochschullehrer und Politiker
- Chrzanowski, Wiesław (1923–2012), polnischer Rechtsanwalt und christlich-nationaler Politiker
- Chrzanowski, Wojciech (1793–1861), polnischer General
- Chrząszcz, Johannes (1857–1928), oberschlesischer Priester, schlesischer Heimatforscher
- Chrząszcz, Robert (* 1969), polnischer römisch-katholischer Geistlicher und Weihbischof in Krakau